# Foumban
Foumban est une commune, chef-lieu du département du Noun dans la Région de l'Ouest au Cameroun. Considérée par les Camerounais comme la Cité des arts, Foumban est la capitale historique du Royaume Bamoun.
Le Musée de Foumban raconte l'histoire de l'un des plus anciens royaumes de l'Afrique subsaharienne, au travers de plus de trois mille objets d'art et pièces historiques de la culture bamoun, dont certains vieux de plus de six cents ans. Autour du musée, les artisans fabriquent et vendent une grande variété de pièces d'art qui va de l'imitation d'objets historiques à des créations modernes.

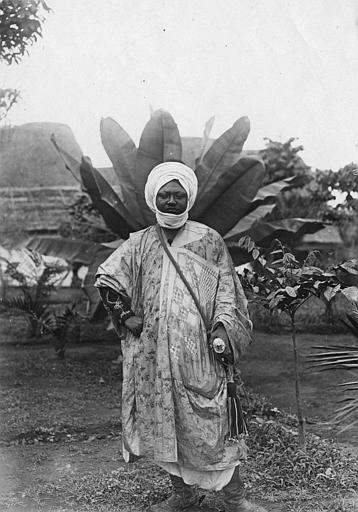
Portrait du célèbre roi Njoya.

Le palais royal de Foumban, où le 20e roi des Bamouns Sa Majesté Mouhammad Nabil Mbombo Njoya réside de nos jours, a été construit en 1917. 18 rois sont déjà passés à la tête de la dynastie Bamoun. Le Musée du Palais raconte l'histoire de la dynastie des rois Bamoun de 1394 à nos jours. Le roi Ibrahim Njoya est le plus célèbre des rois bamoun, et il a marqué son règne par la construction de l'illustre palais des rois Bamoun, l'invention d'un système d'écriture à l'aide de laquelle il consolida un système d'alphabet (A-Ka-Ou-Kou) et une langue appelée [Shü-Mom]. Il invente également une religion (Nwet-Kwete) ainsi que plusieurs autres œuvres.

## Toponymie
Foumban tire son nom de « Fembèn », littéralement « ruine des Mbèn ». Mbèn renvoie à un peuple qui occupait le territoire de la ville de Foumban avant l’arrivée des Bamouns. Ils seront réduits en esclavage à la suite de la guerre qui va les opposer aux Bamouns.

## Géographie

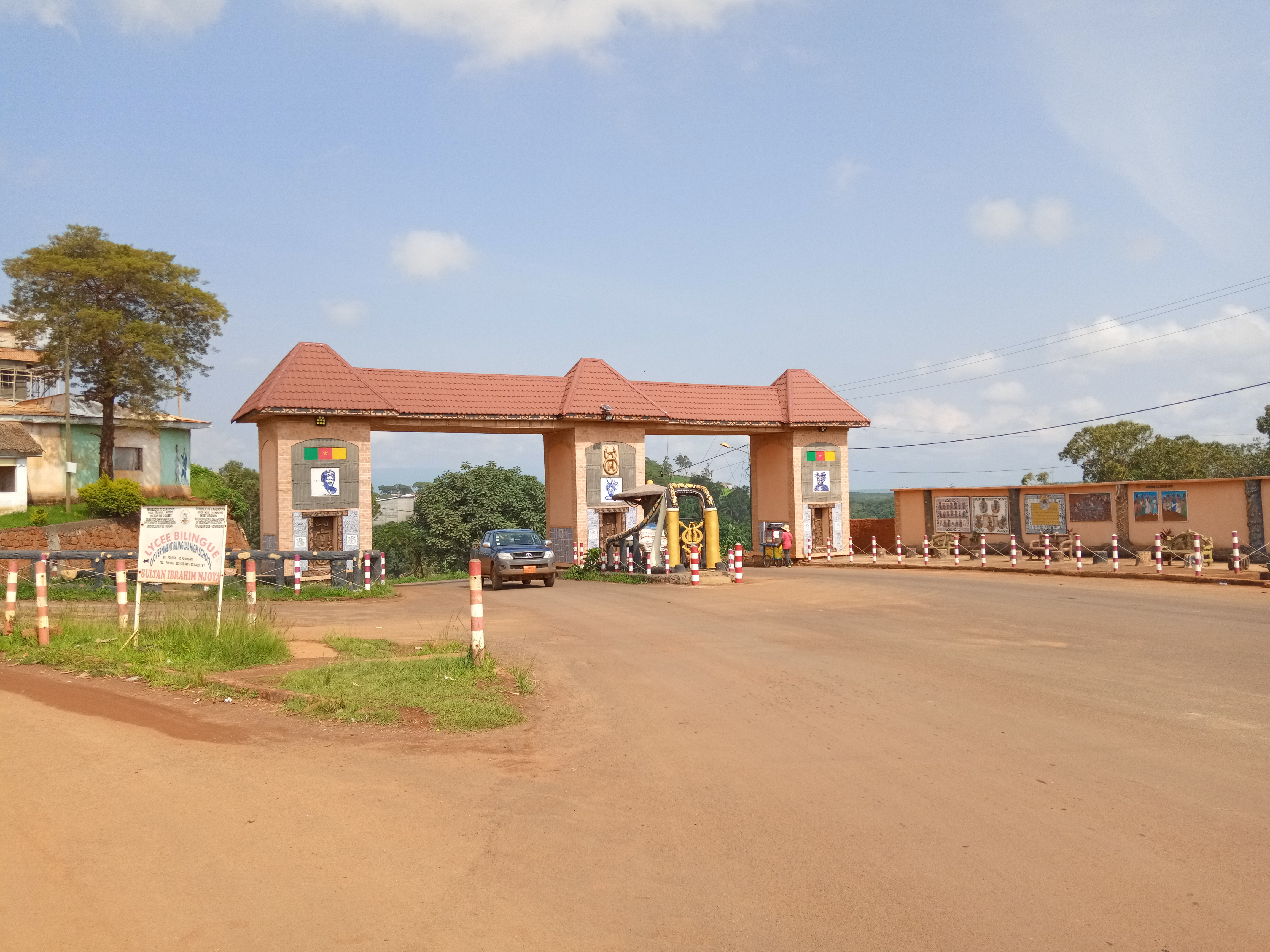
Porte d’entrée de la ville de Foumban.

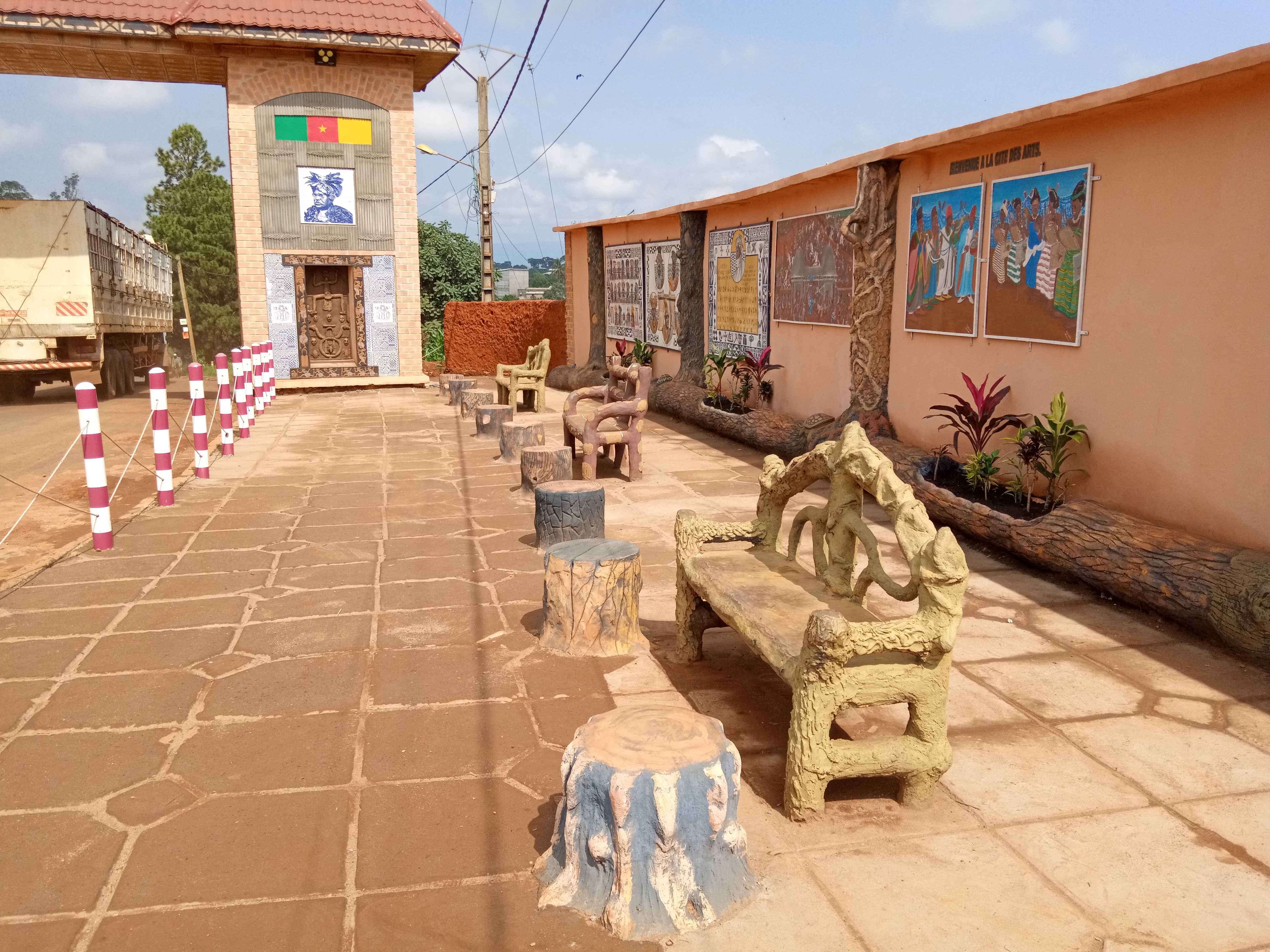
Bancs plublics au niveau de la porte d’entrée.

La ville est située dans le bassin versant de la rivière Nchi et sur la route nationale 6 à 360 km au nord de la capitale Yaoundé et à 70 km au nord-est du chef-lieu régional Bafoussam.

### Relief
Trois types de relief dominent la commune de Foumban à savoir :
les plaines, les plateaux et les vallées. L'atitude moyenne est de 1179 m.

## Histoire et régime juridique de la ville

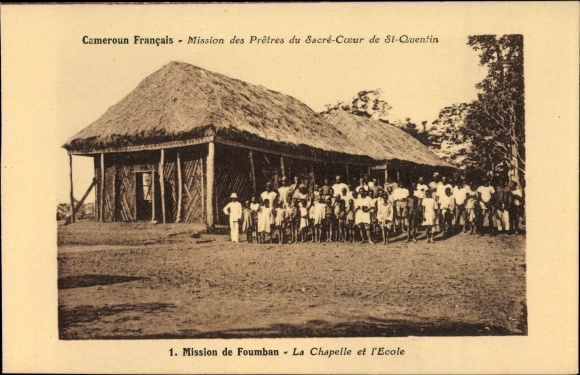
La chapelle de l'école de garçons de la mission de Foumban des prêtres du Sacré-Cœur de Saint-Quentin en 1929.

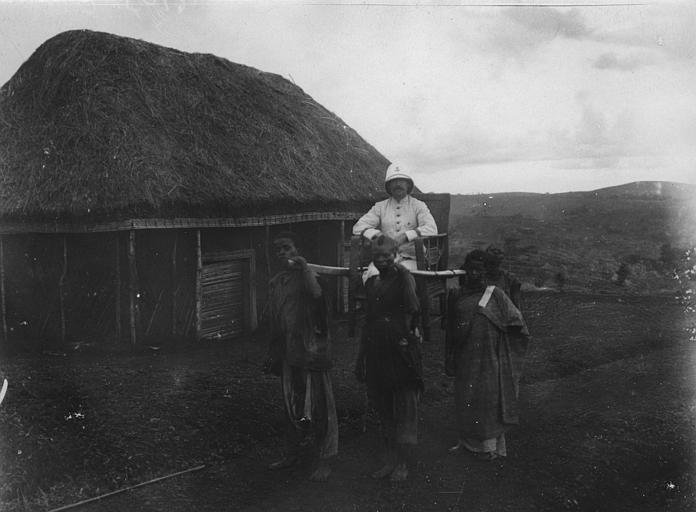
Moyen de transport sous l’administration coloniale.

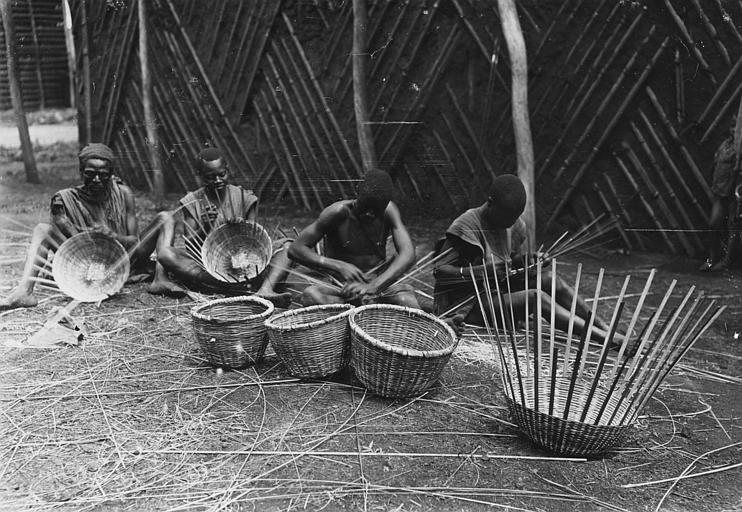
Vanniers bamouns dans le Cameroun pré-colonial.

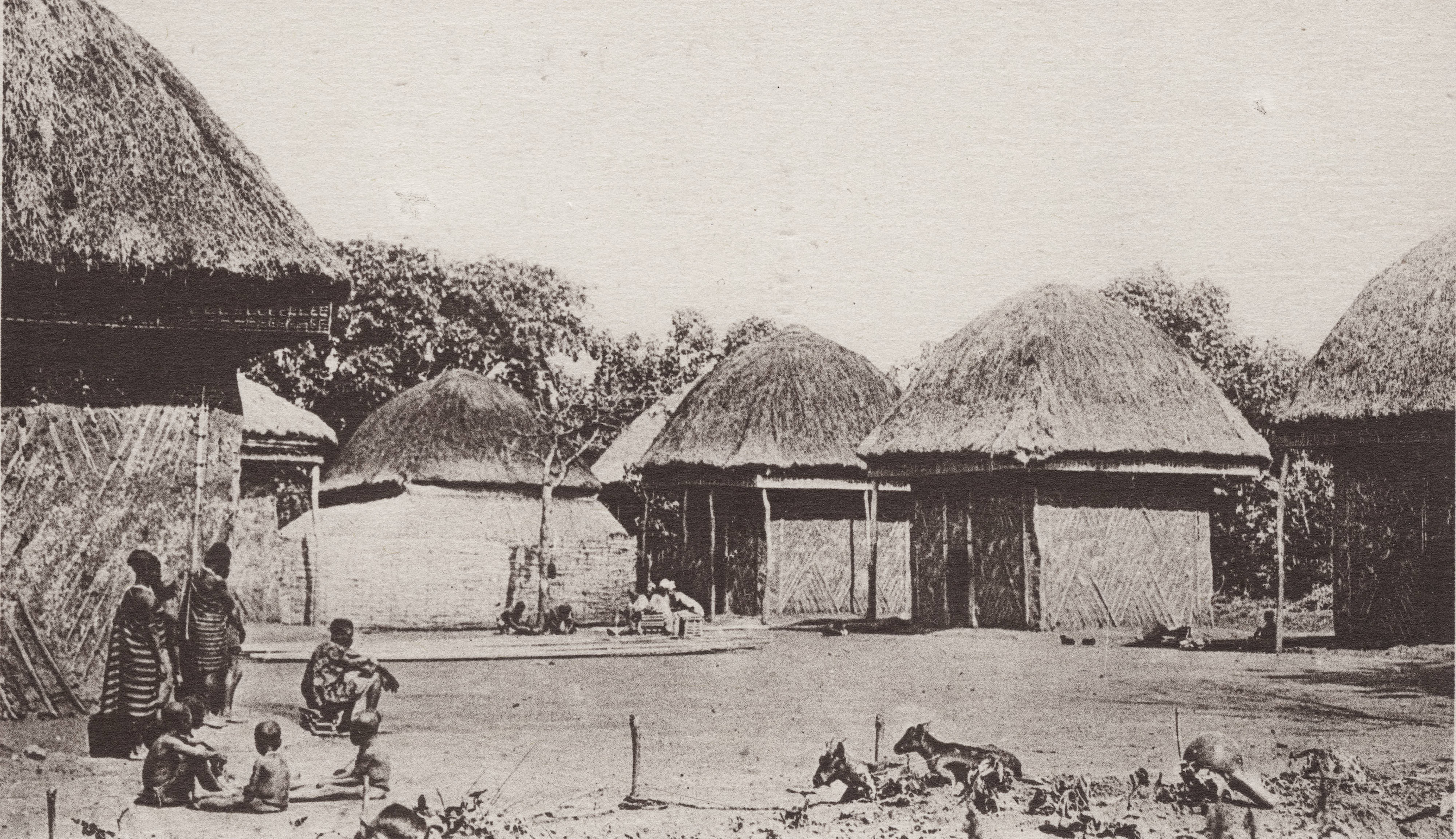
Quartier de foumban dans le Cameroun pré-coloniale.

Foumban est la capitale historique du Royaume bamoun. Sur le plan institutionnel, la ville de Foumban devient une commune mixte rurale de Foumban par le décret du 7 juin 1955. Le 27 novembre 1959, une ordonnance transforme Foumban en une commune de plein exercice, territorialement limitée au périmètre urbain et en une commune de moyen exercice pour la zone rurale de Foumban. Par décret no 74/23 du 5 décembre 1974 portant organisation communale au Cameroun, la commune de plein exercice de Foumban devient la commune urbaine de Foumban et la commune de moyen exercice de Foumban la commune rurale de Foumban. Les lois no 2004/017 et no 2004/018 du 22 juillet 2004 portant respectivement loi d’orientation de la décentralisation et loi fixant les règles applicables aux communes vont dissoudre les qualificatifs « urbaine et rurale ». Désormais, on parle de commune de Foumban simplement

## Population

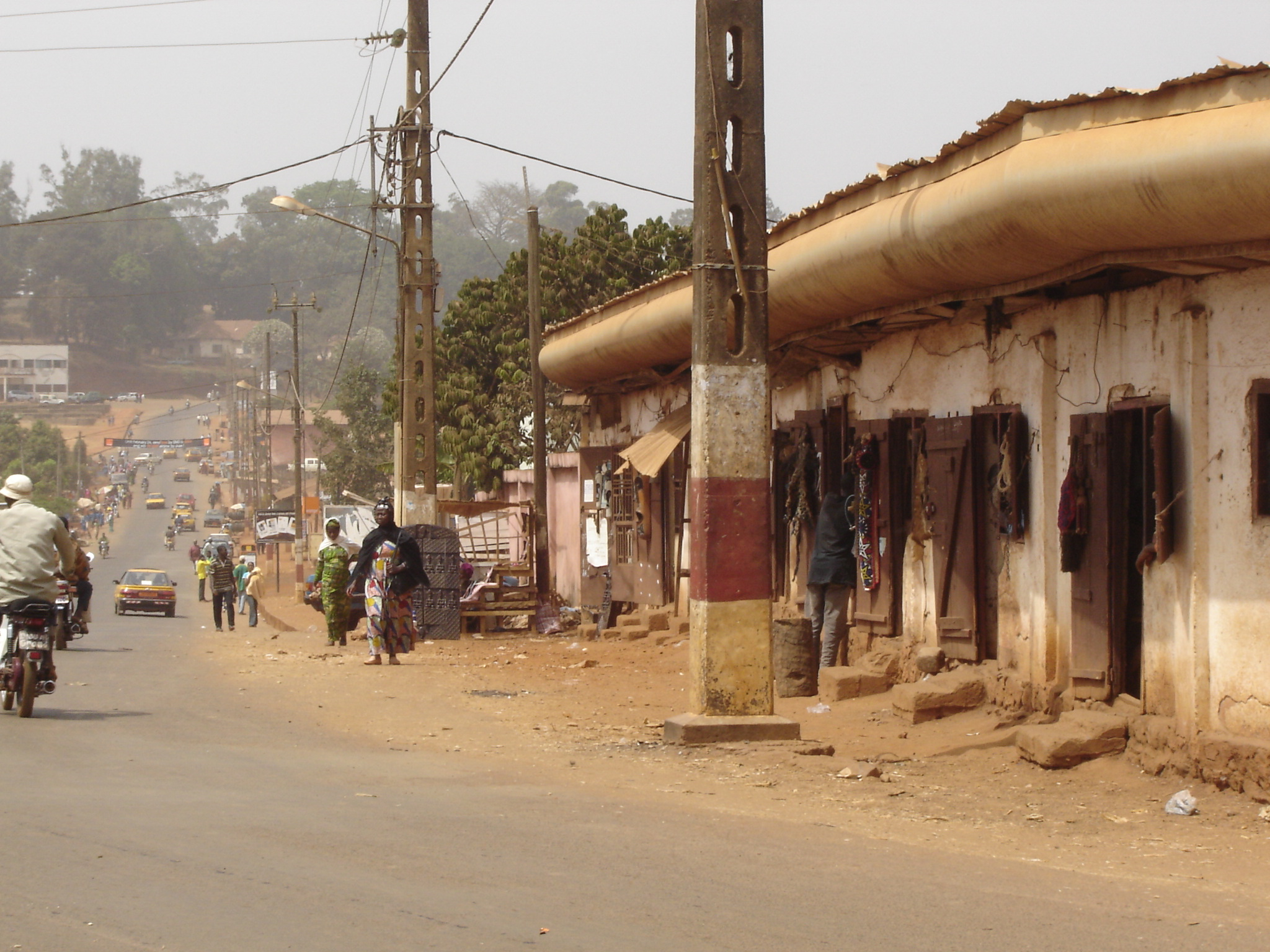
Une rue de Foumban.

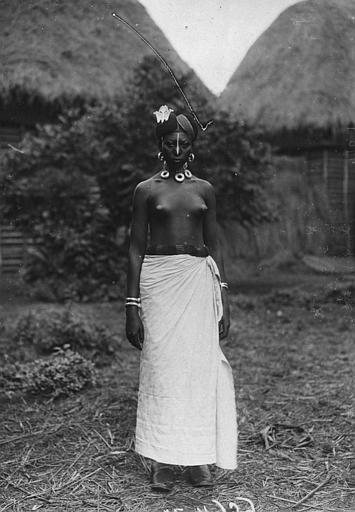
Femme Bamoune avant l’indépendance.

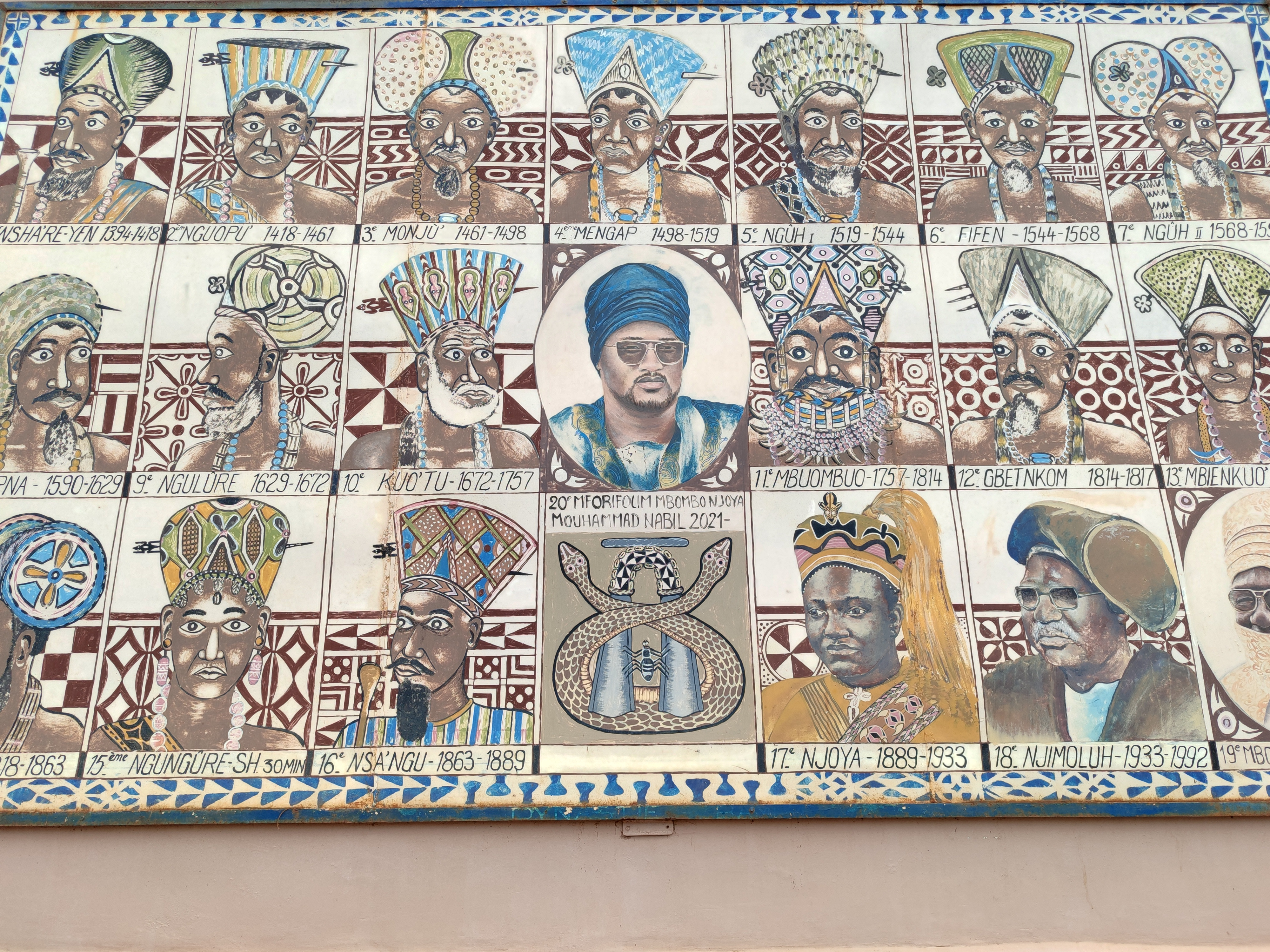
Ce fichier represente les sultants bamouns

Au recensement de 2005, la commune comptait 106 309 habitants, dont 83 522 pour Foumban Ville. L'évolution démographique est relevée par l'Orstom en 1964 et en 1970 puis par les recensements de la population.

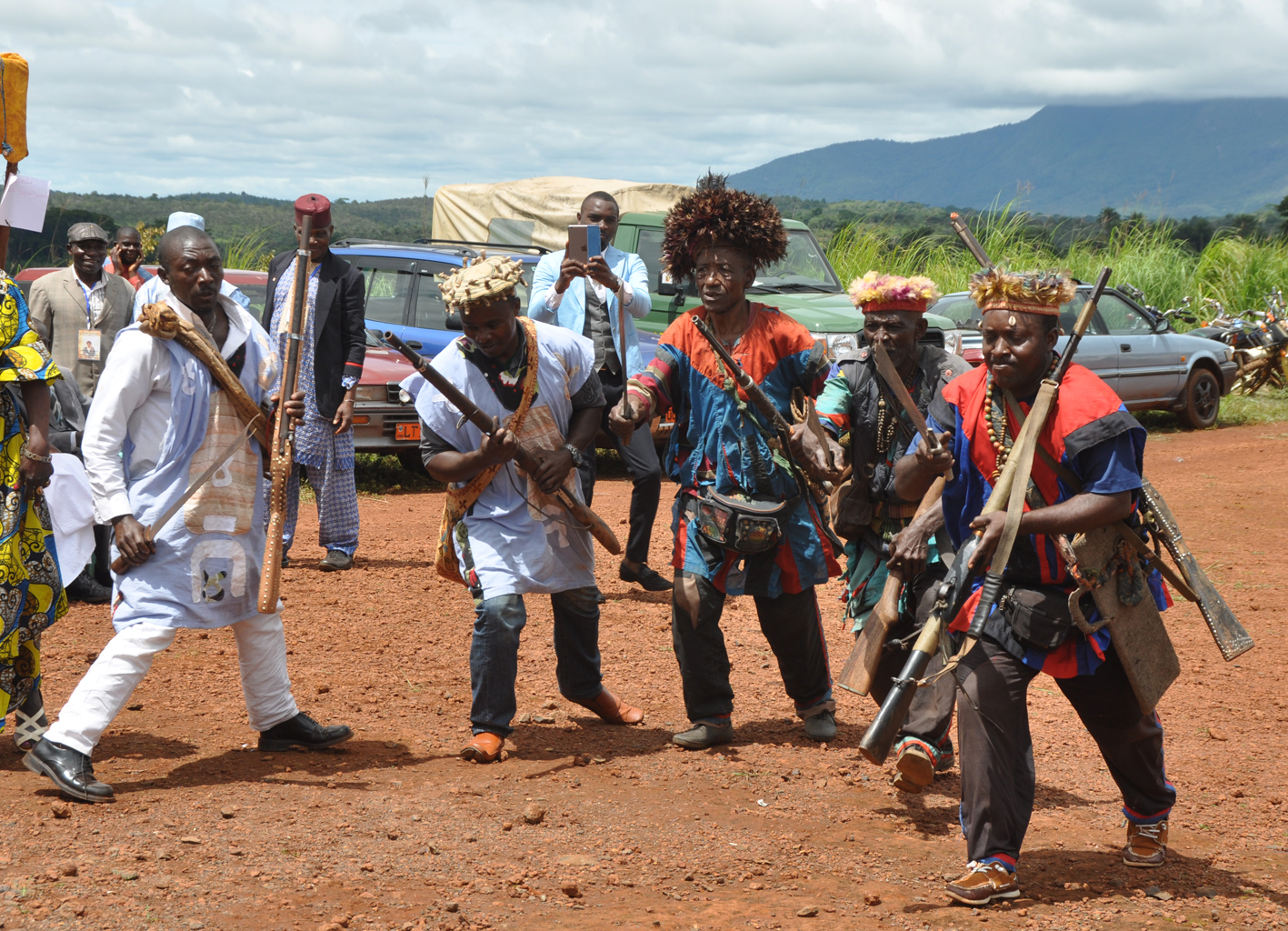
Prestation de danse traditionnelle.

| 1933   | 1964   | 1970   | 1976   | 1987   | 2001    | 2005   |
| ------ | ------ | ------ | ------ | ------ | ------- | ------ |
| 13 000 | 23 392 | 26 000 | 33 700 | 57 400 | 113 100 | 83 522 |

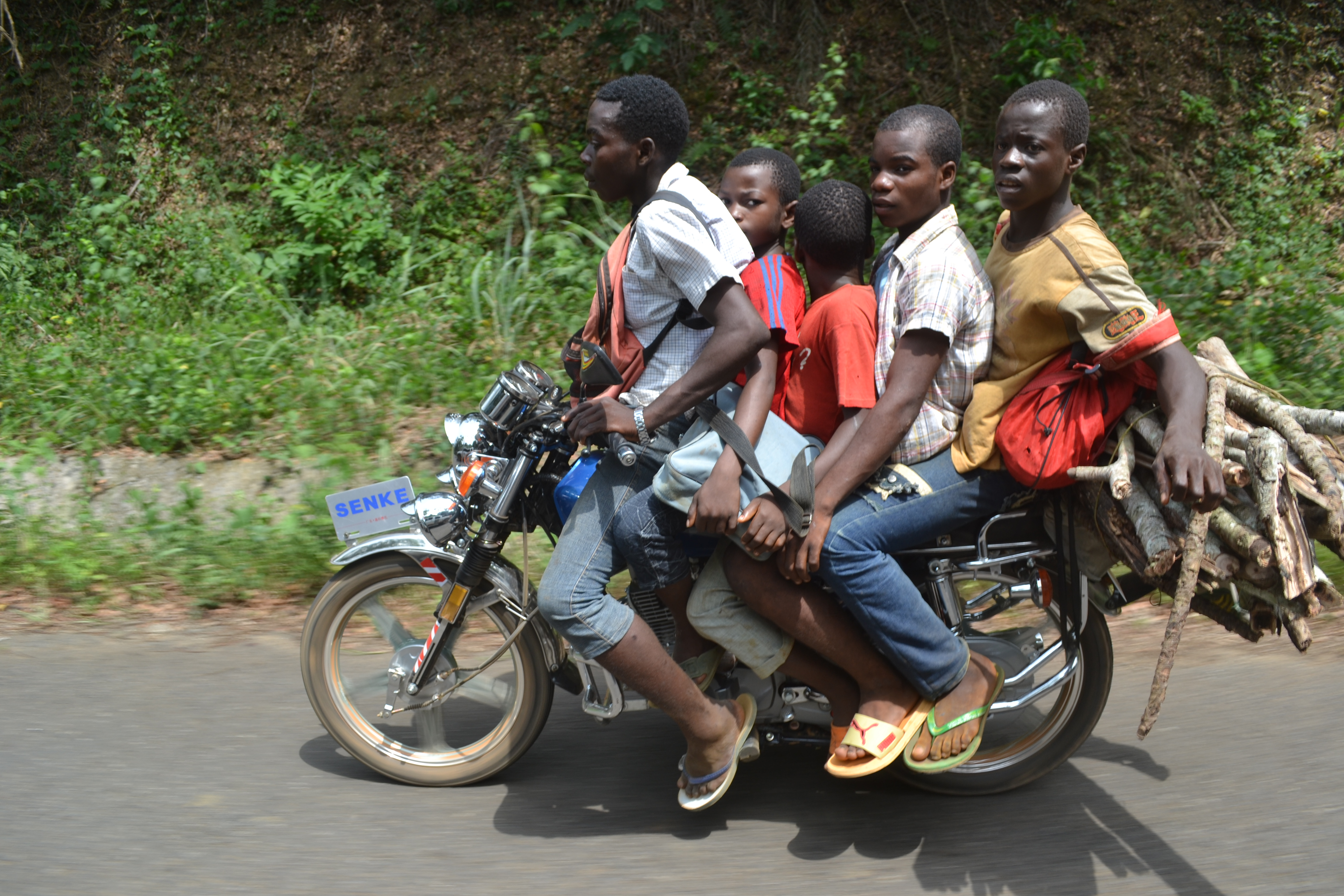
Transport en commun.
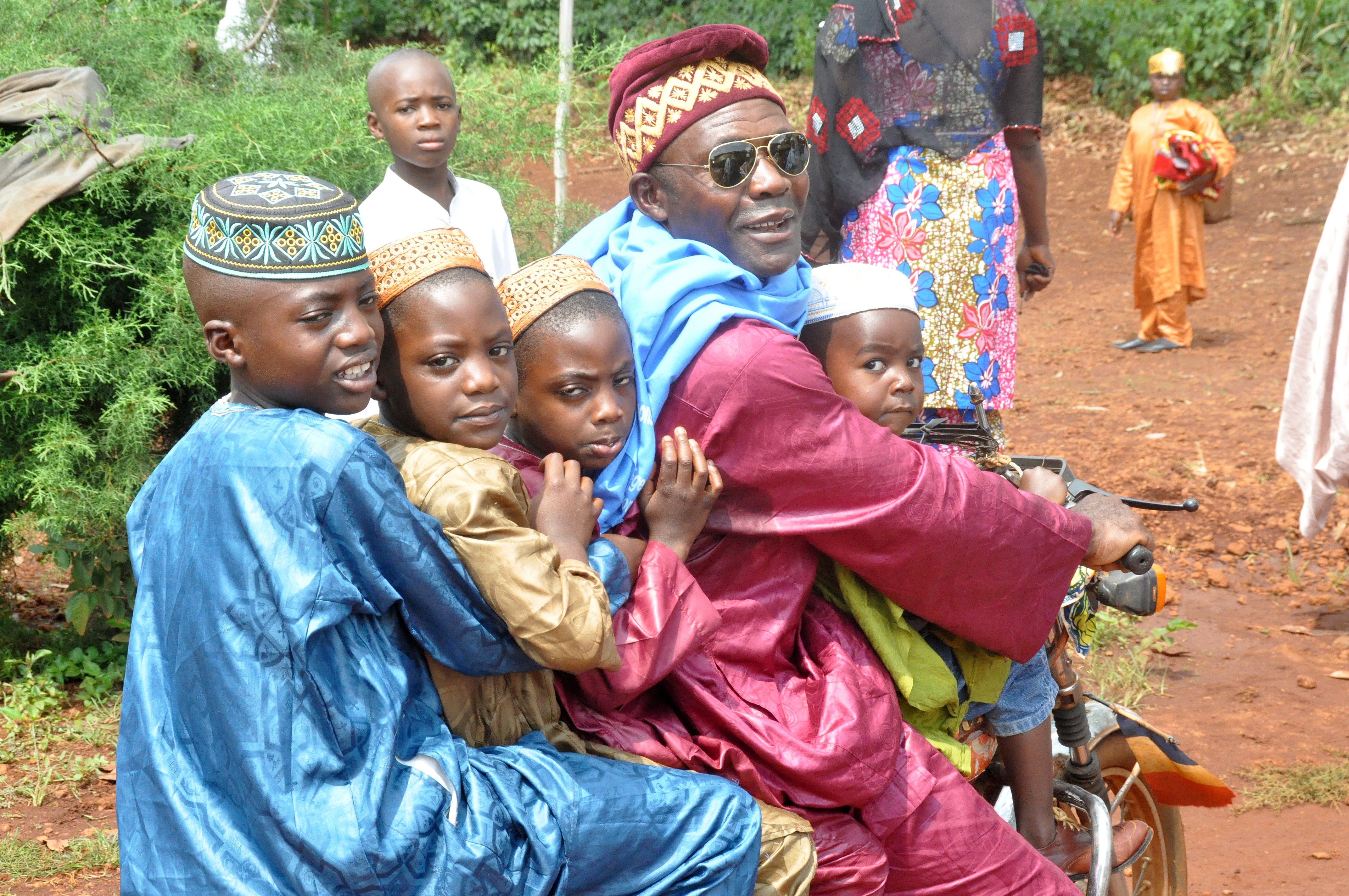
Famille à moto.
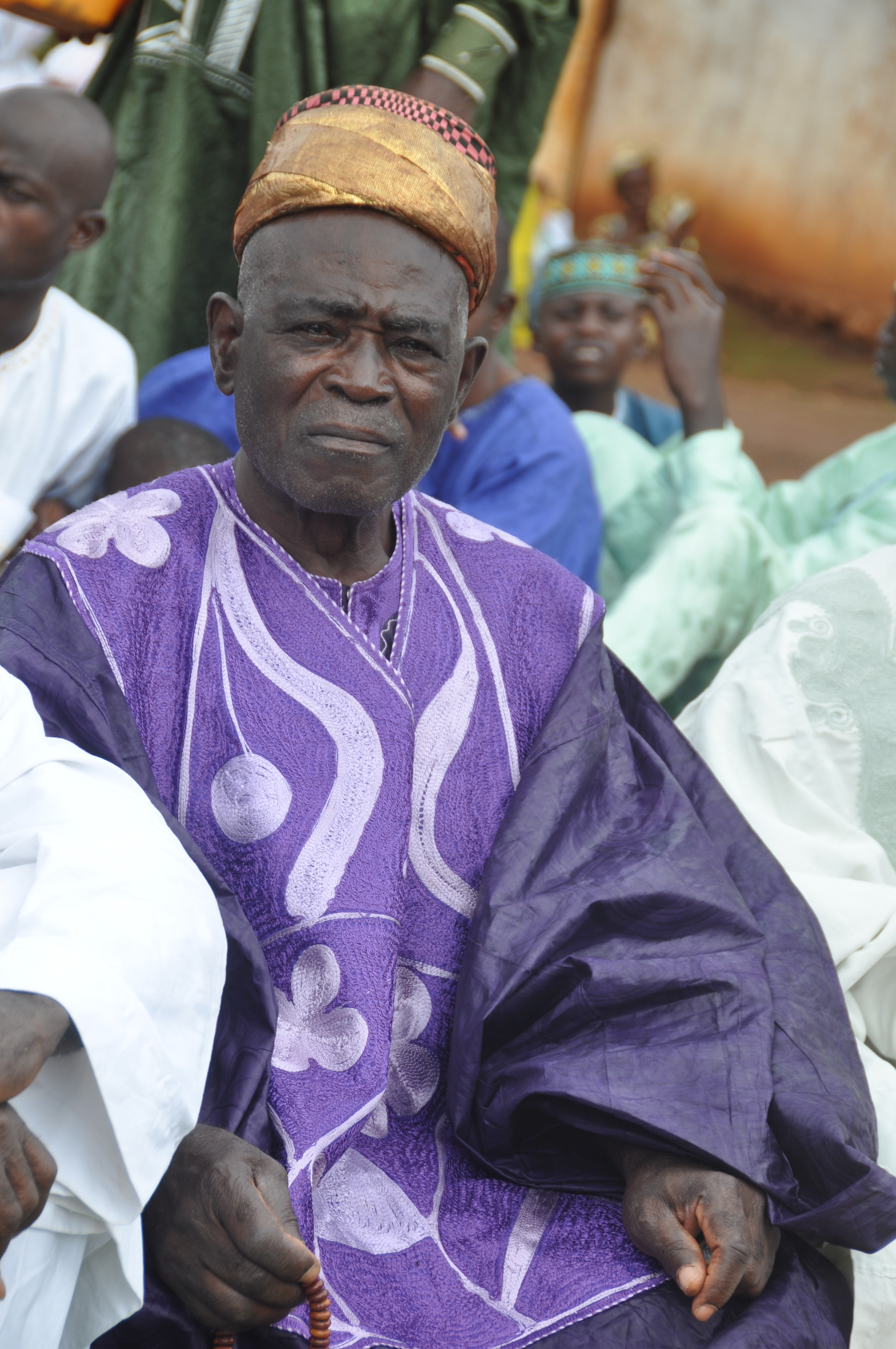
Adulte, jour de fête.
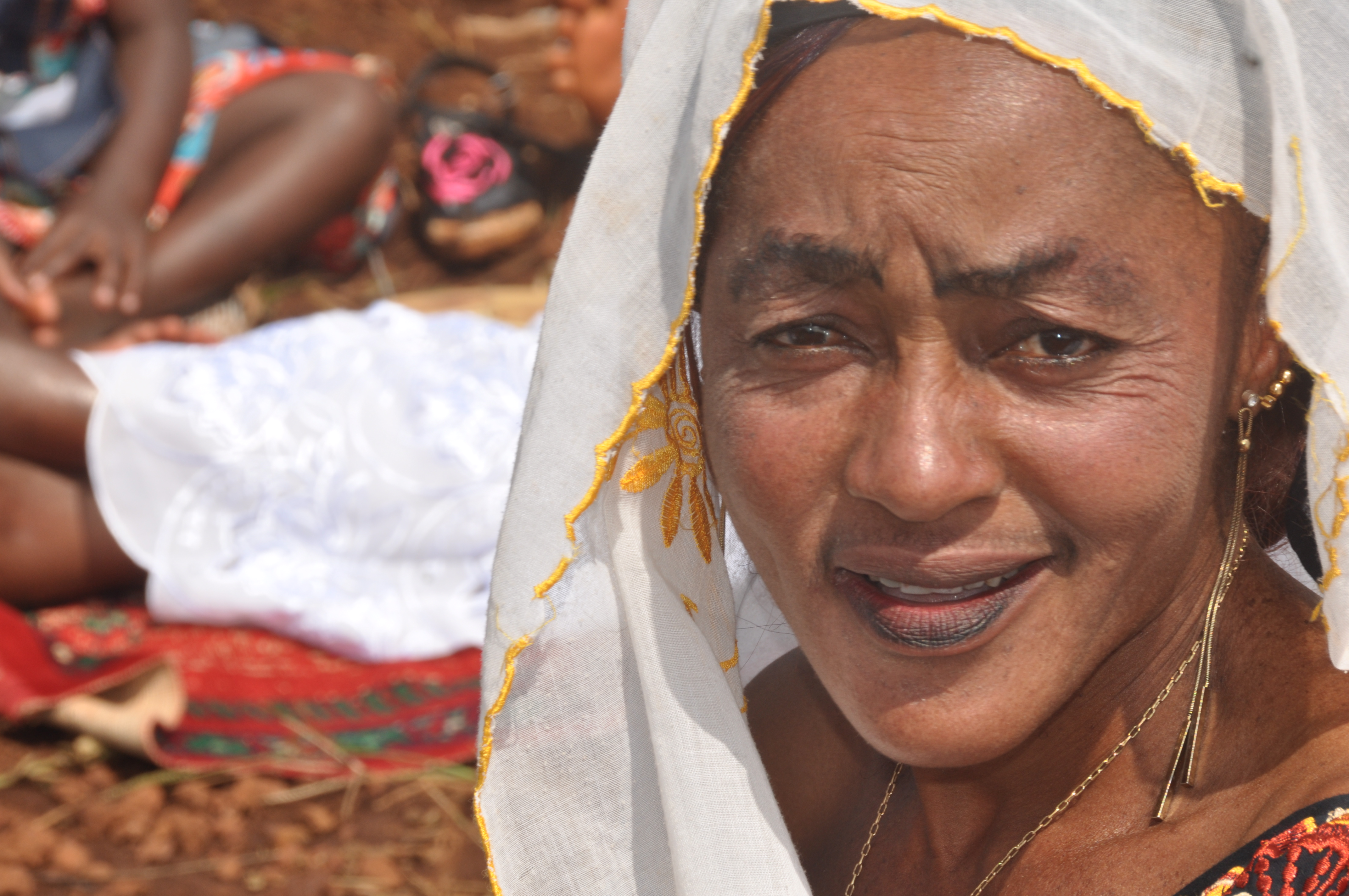
Femme, jour de fête.
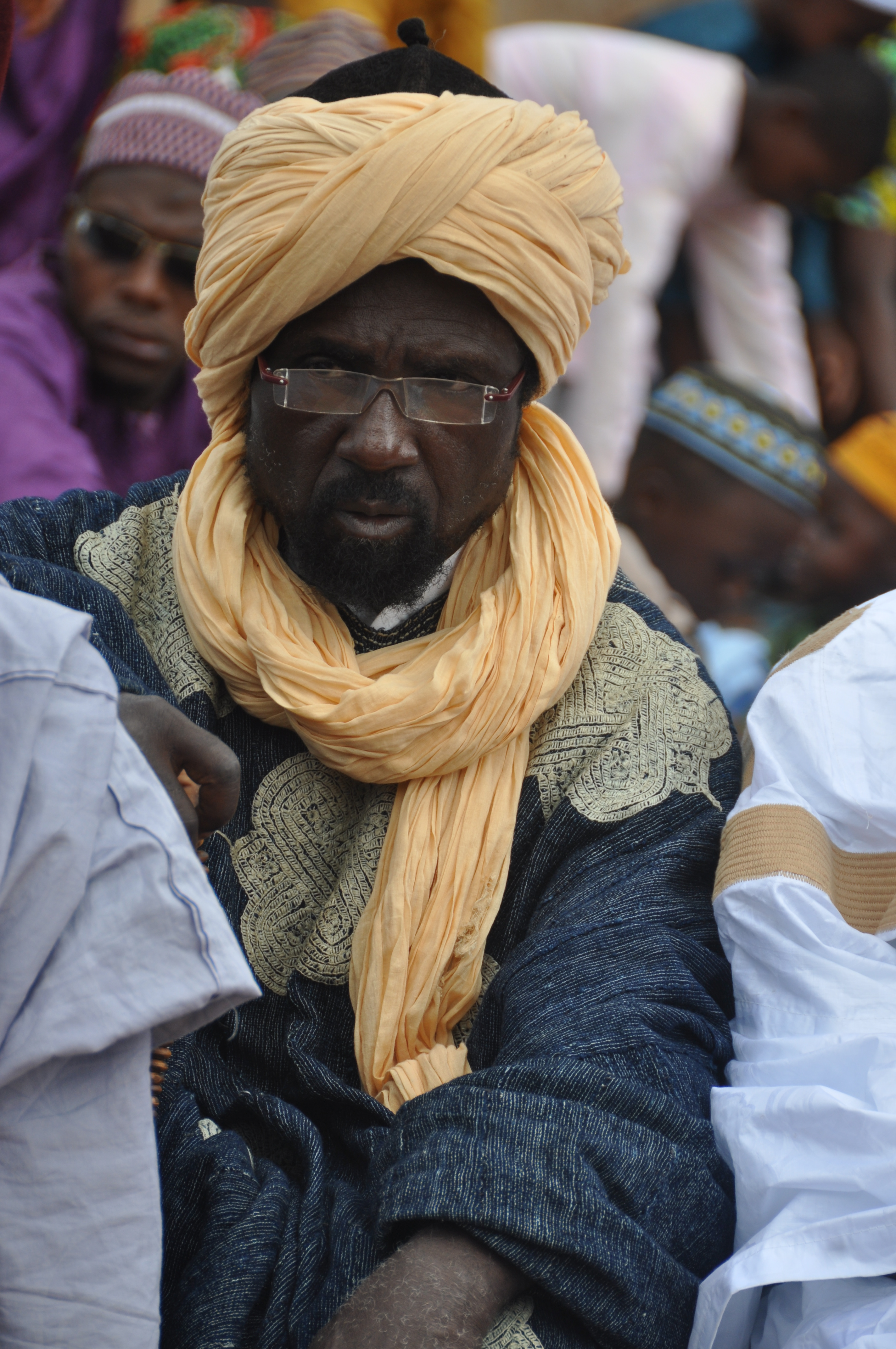
Homme , jour de fête.

Coiffures et couvre-têtes
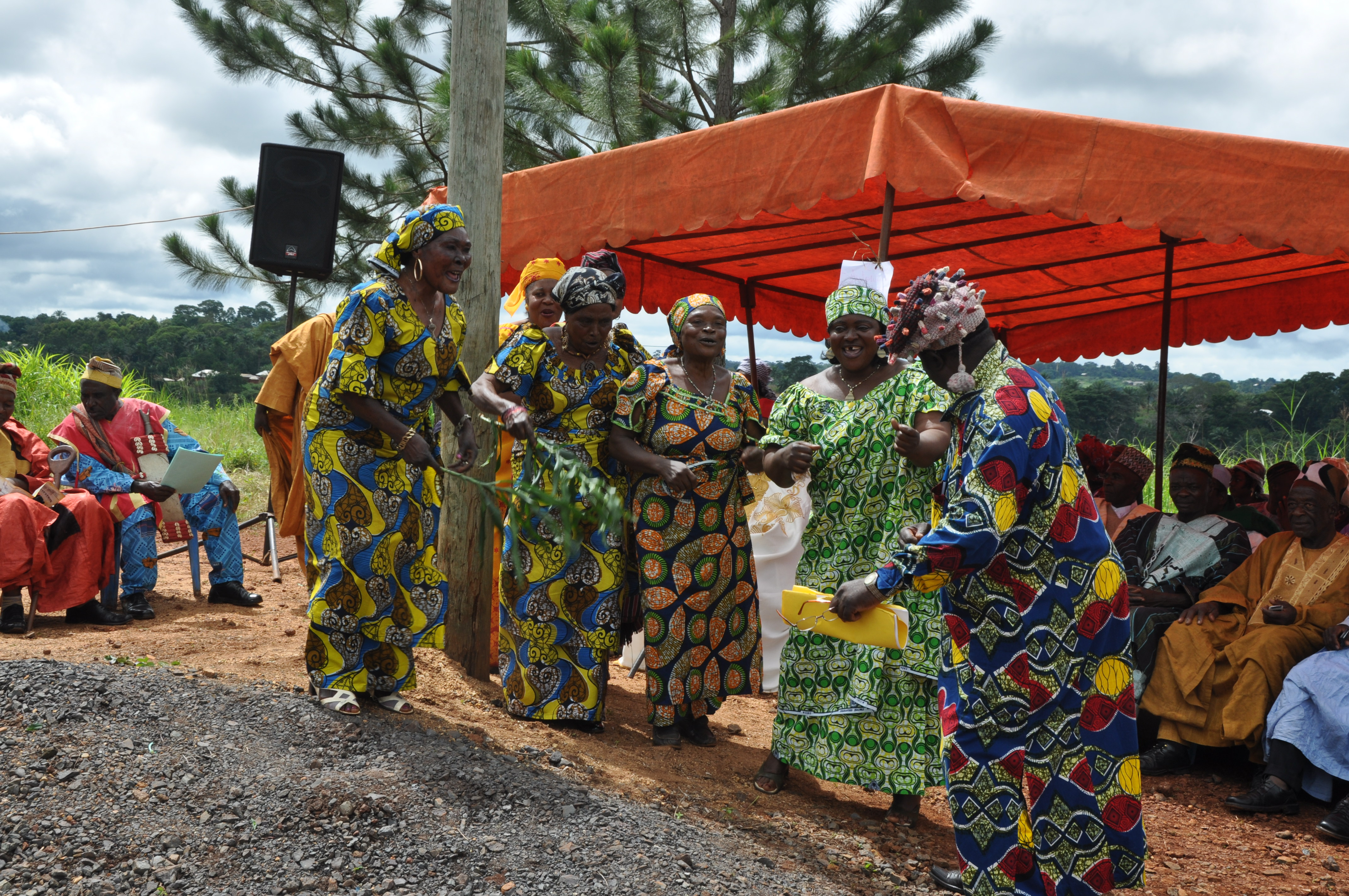
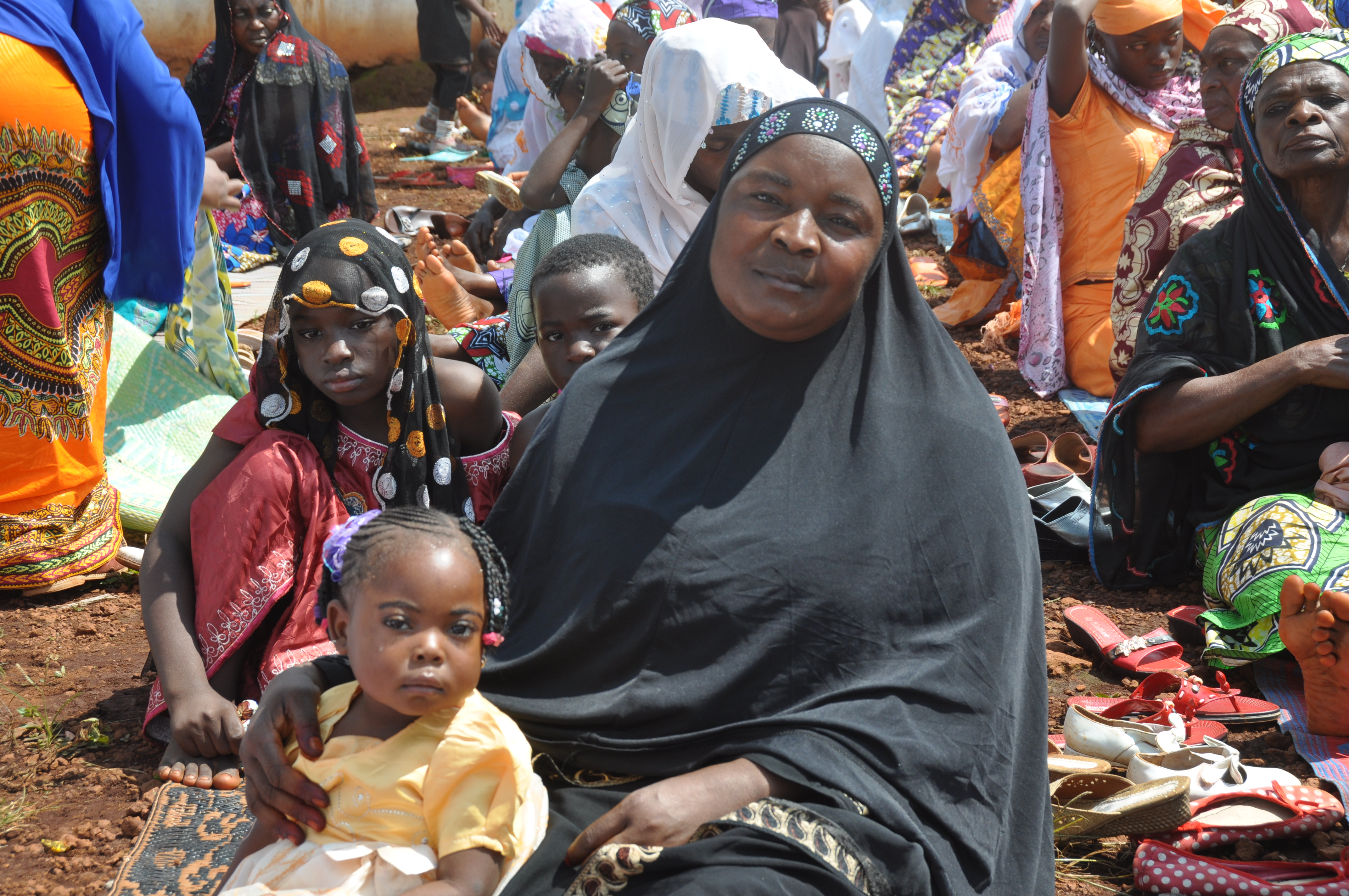
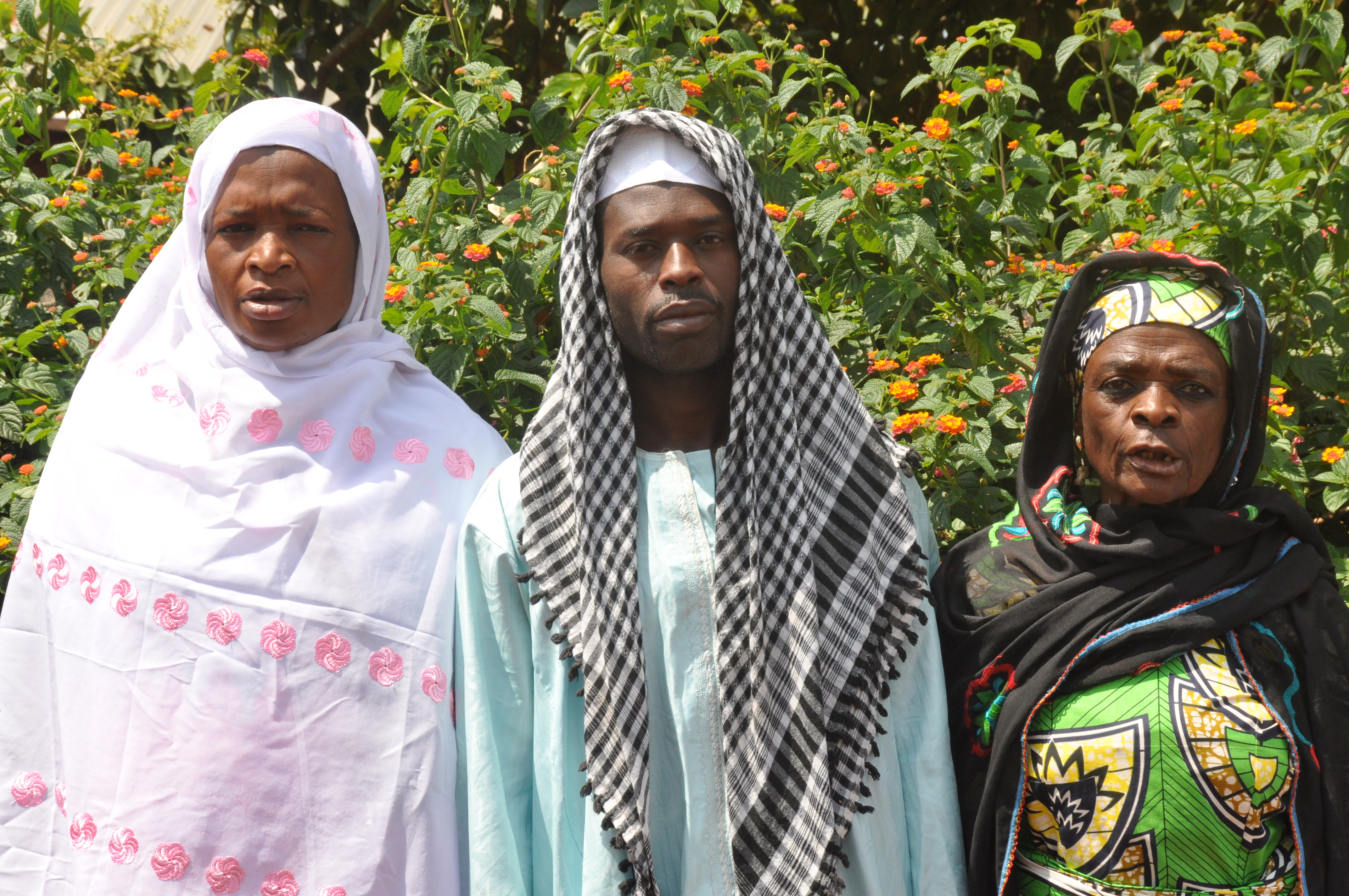
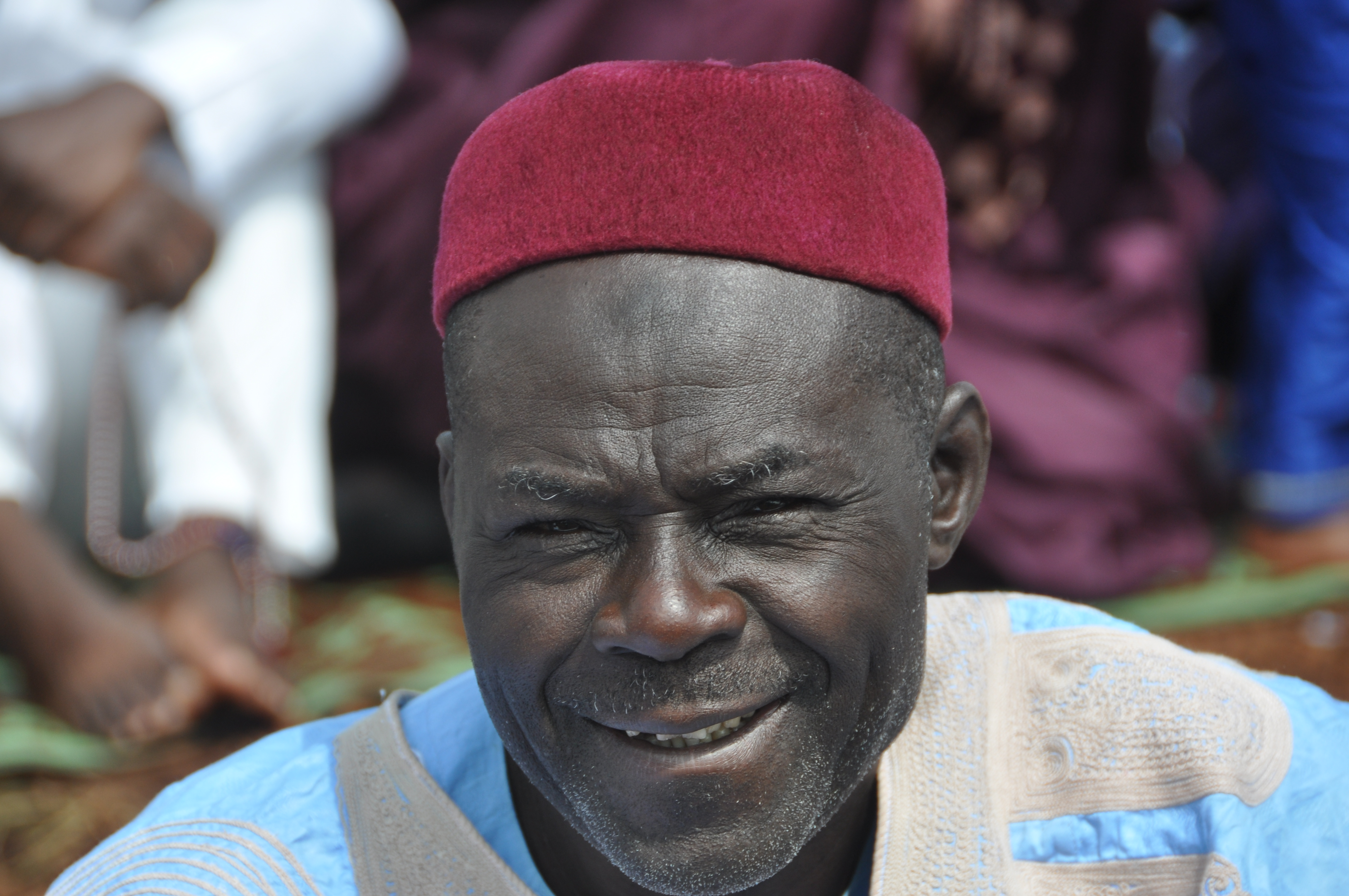
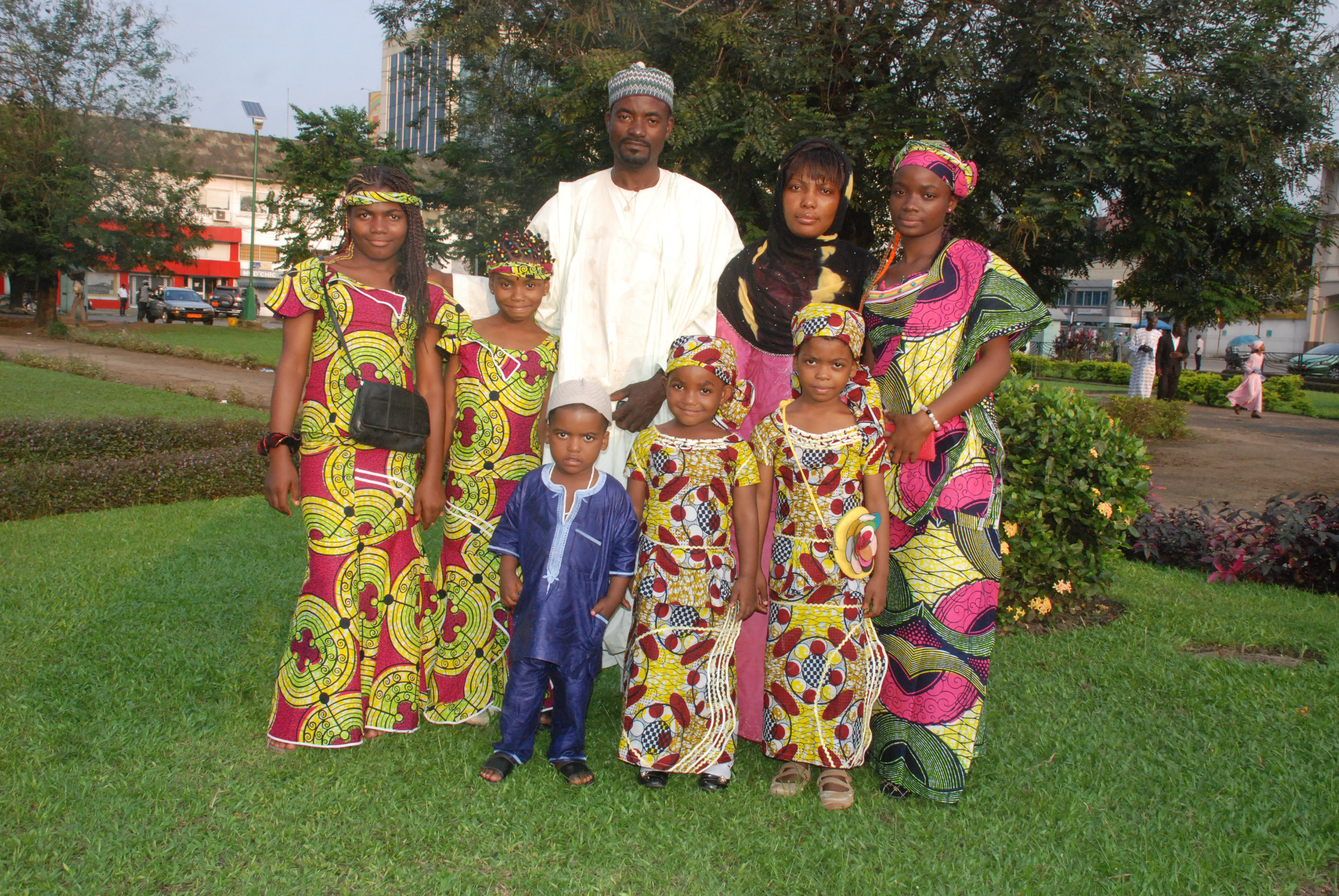
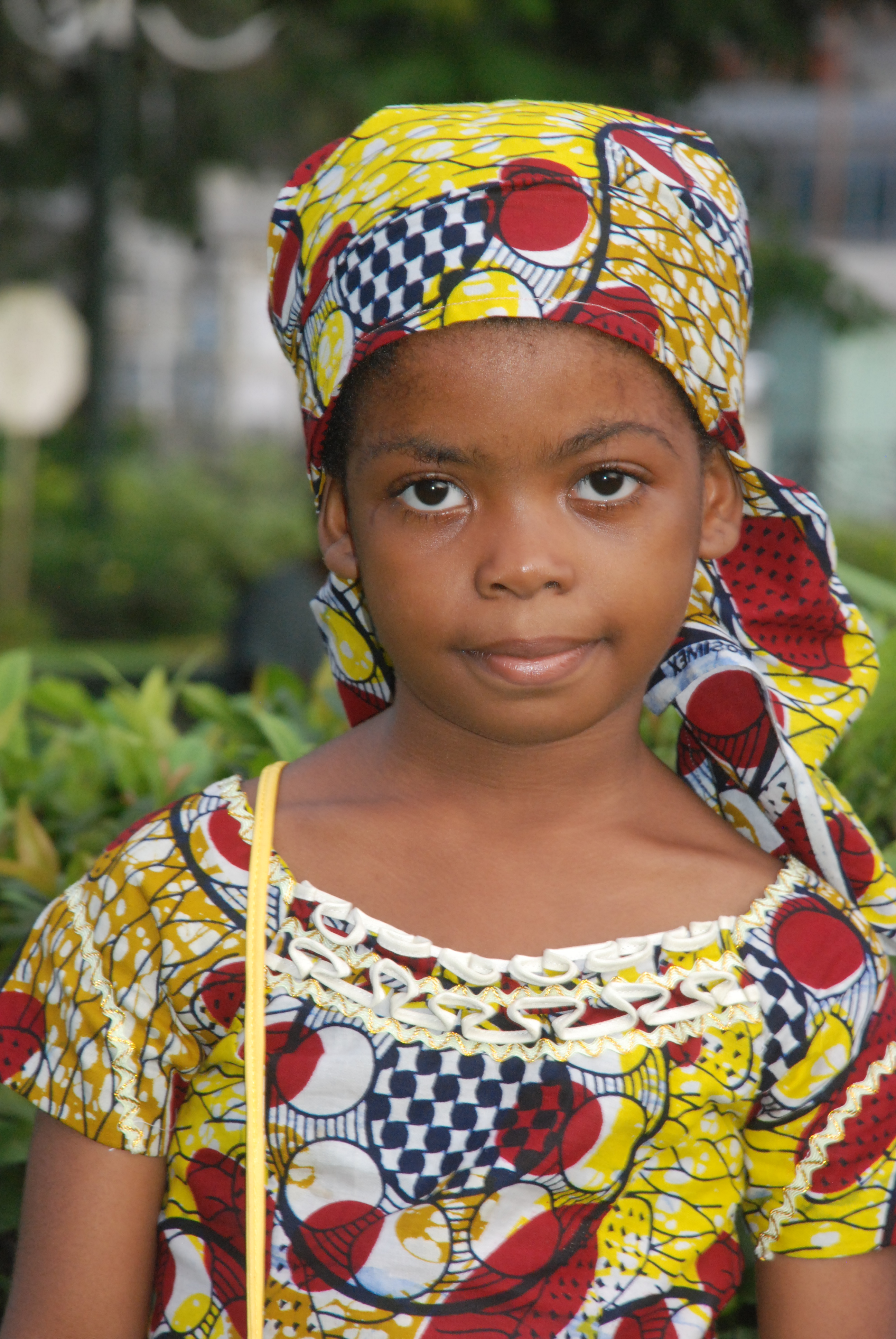
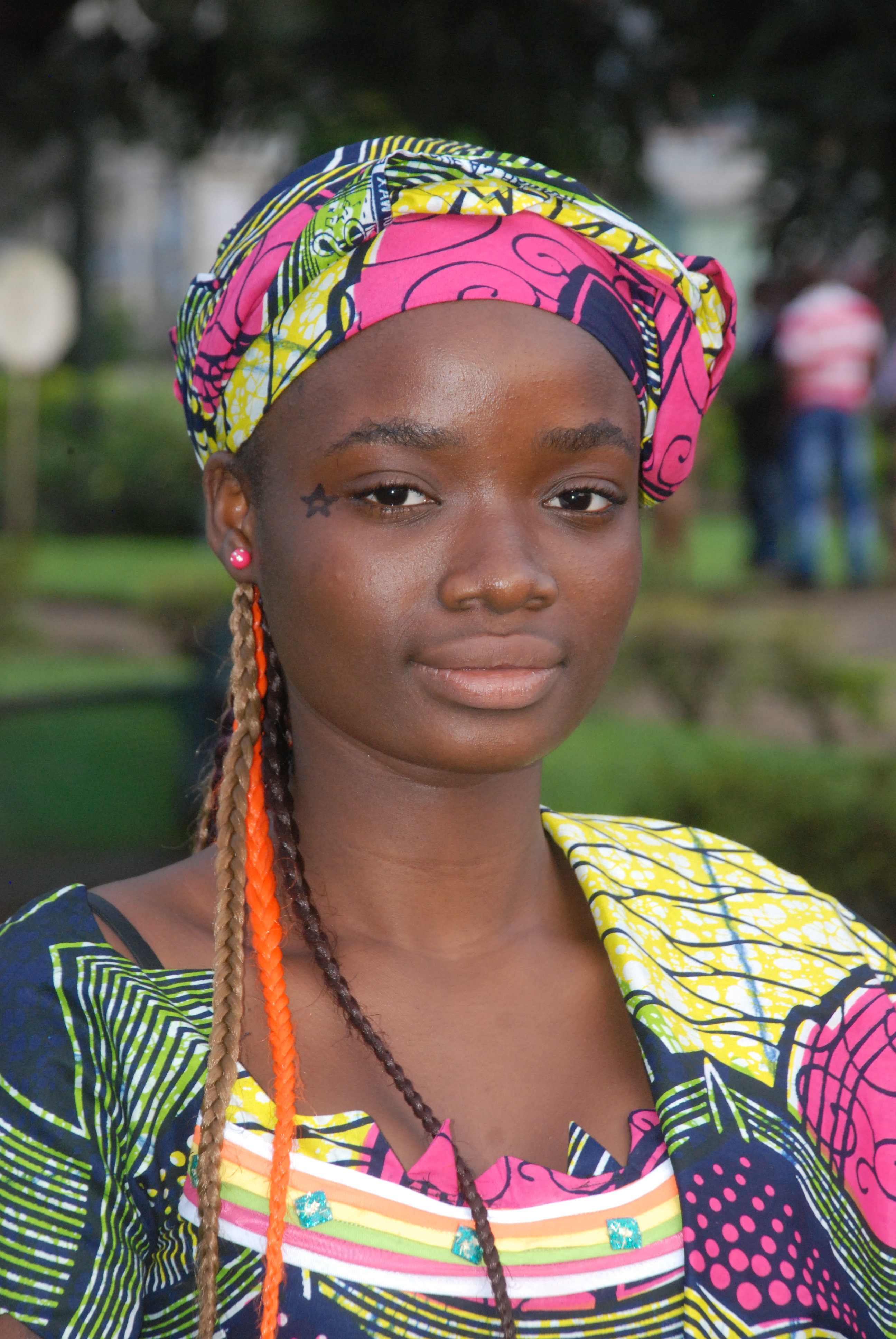
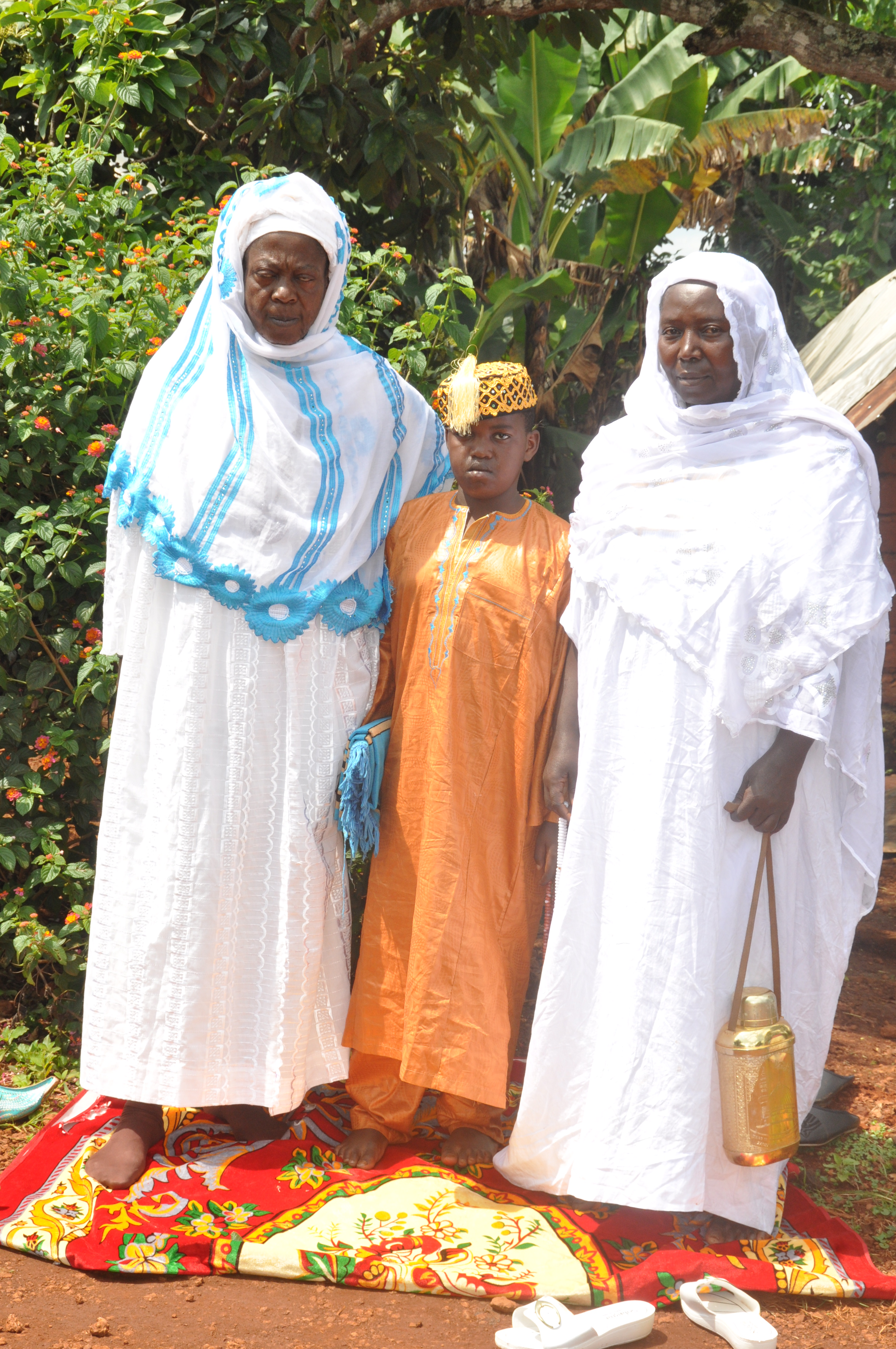
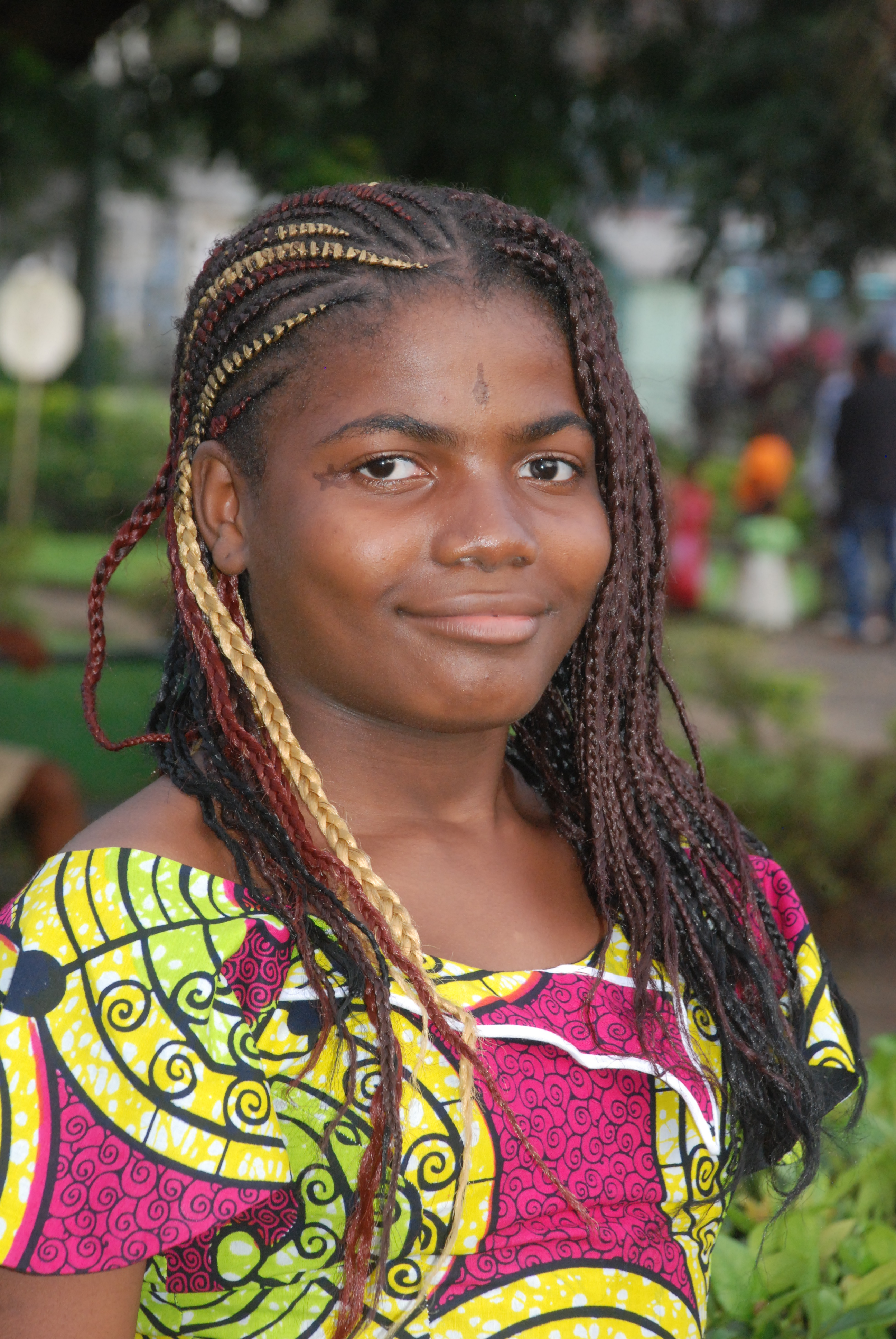
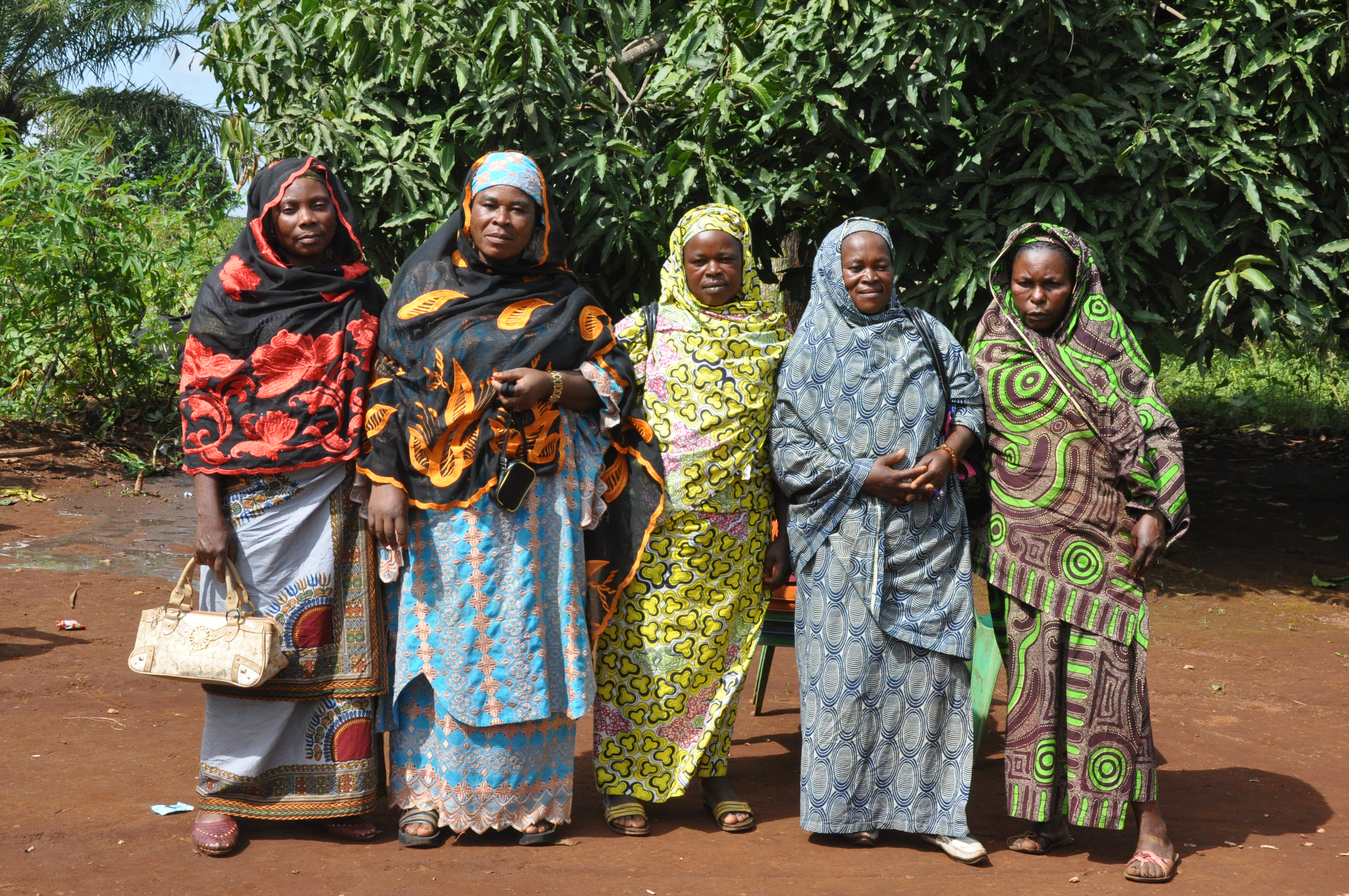
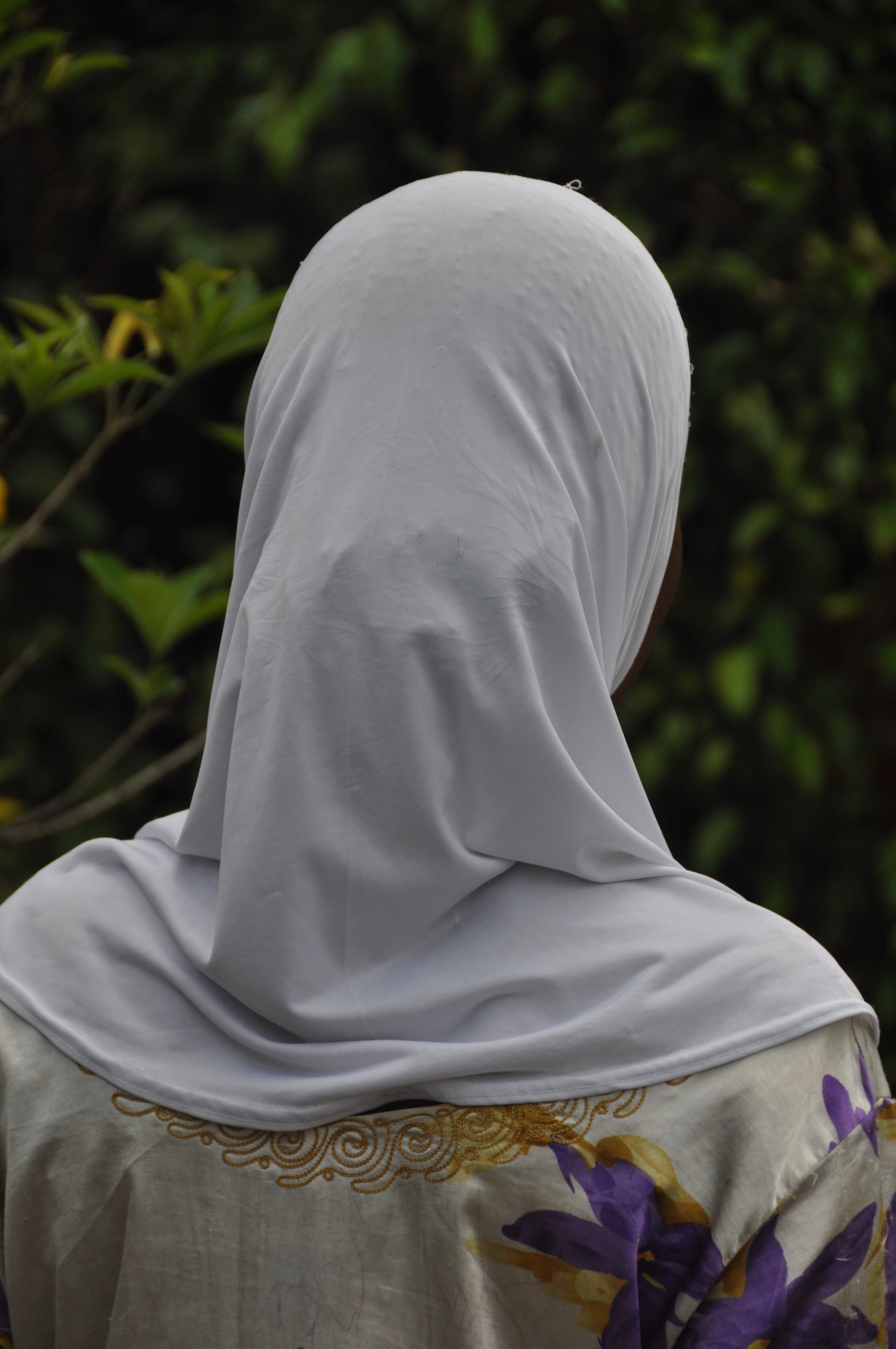
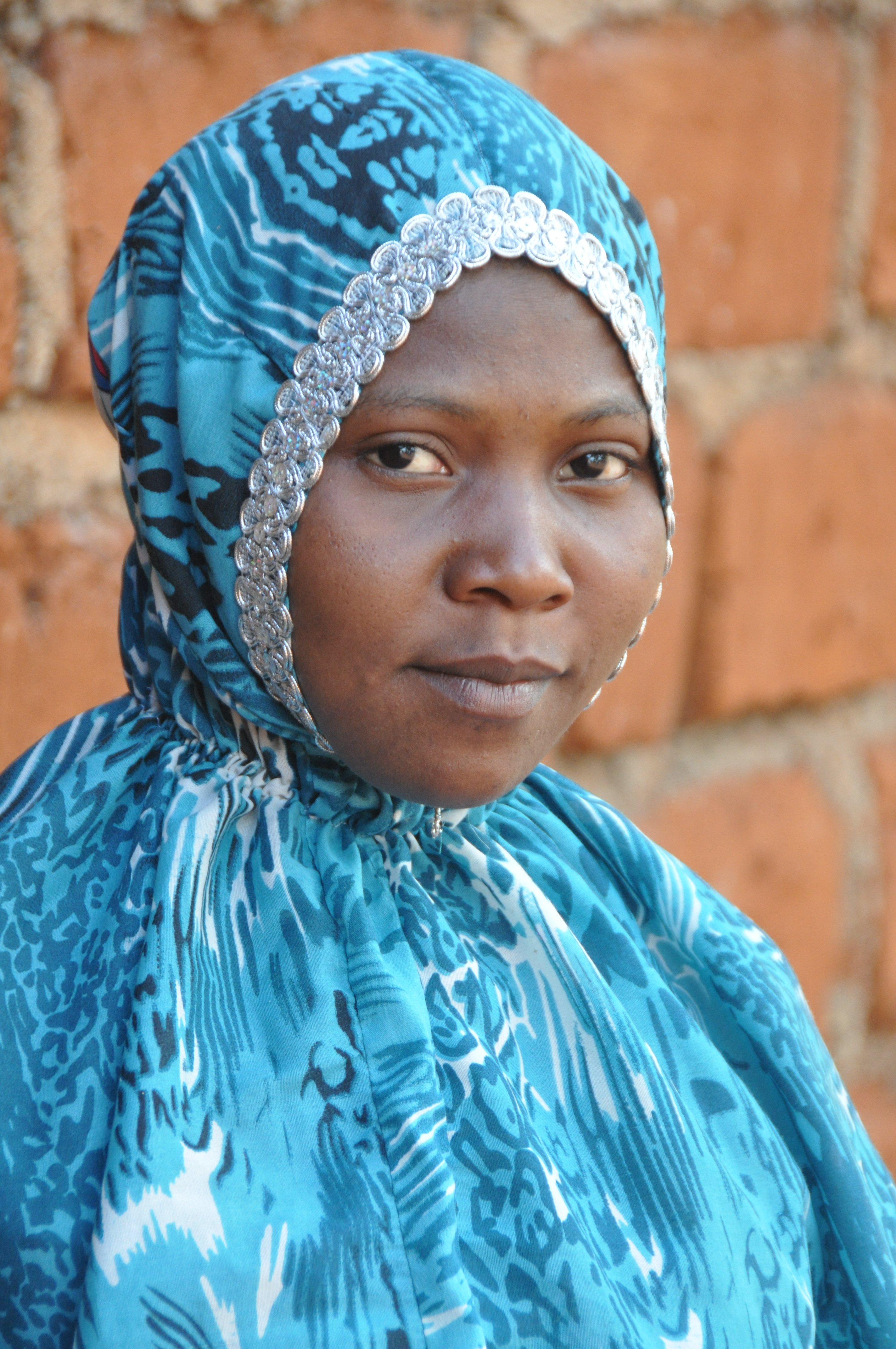
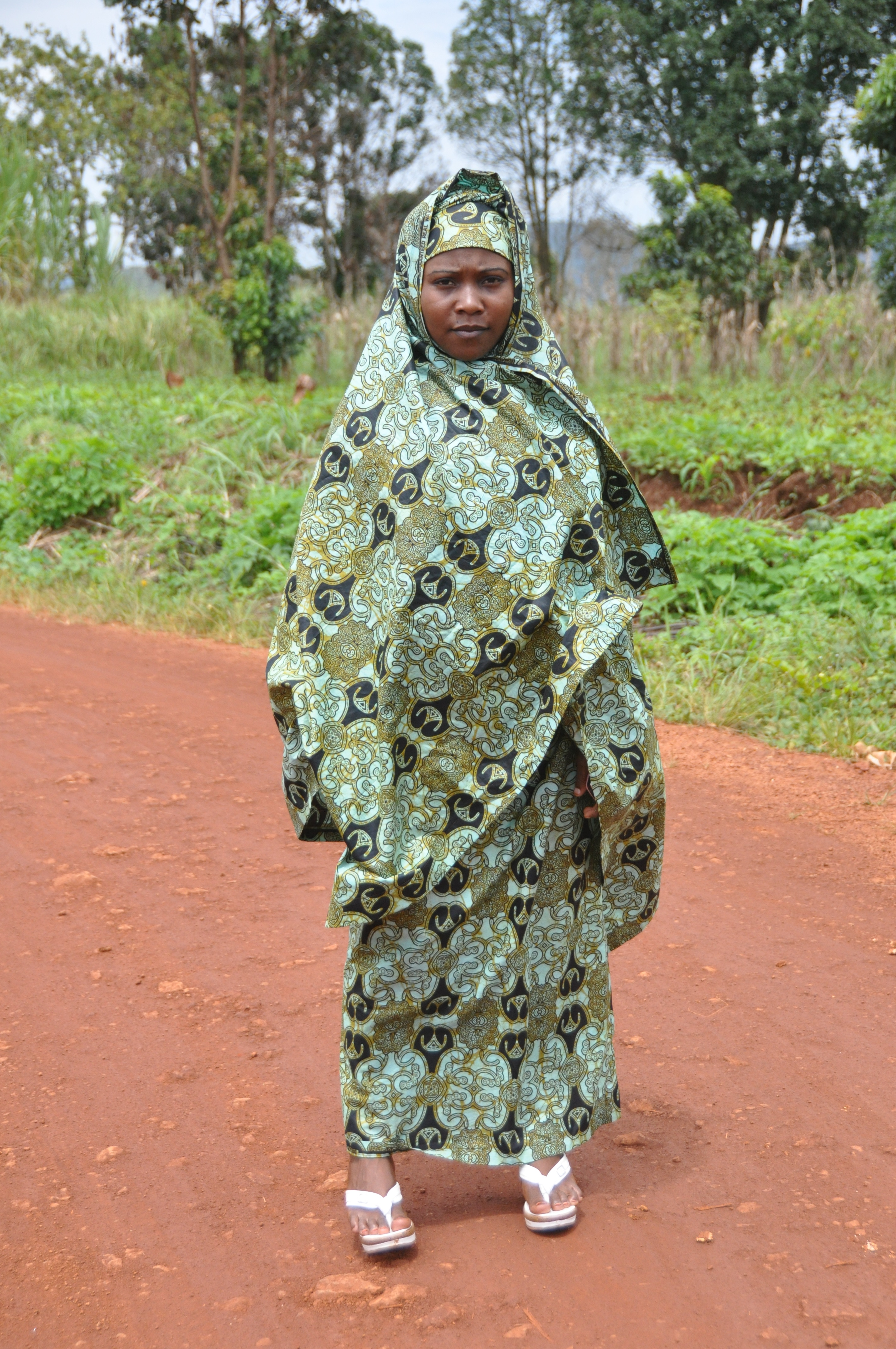
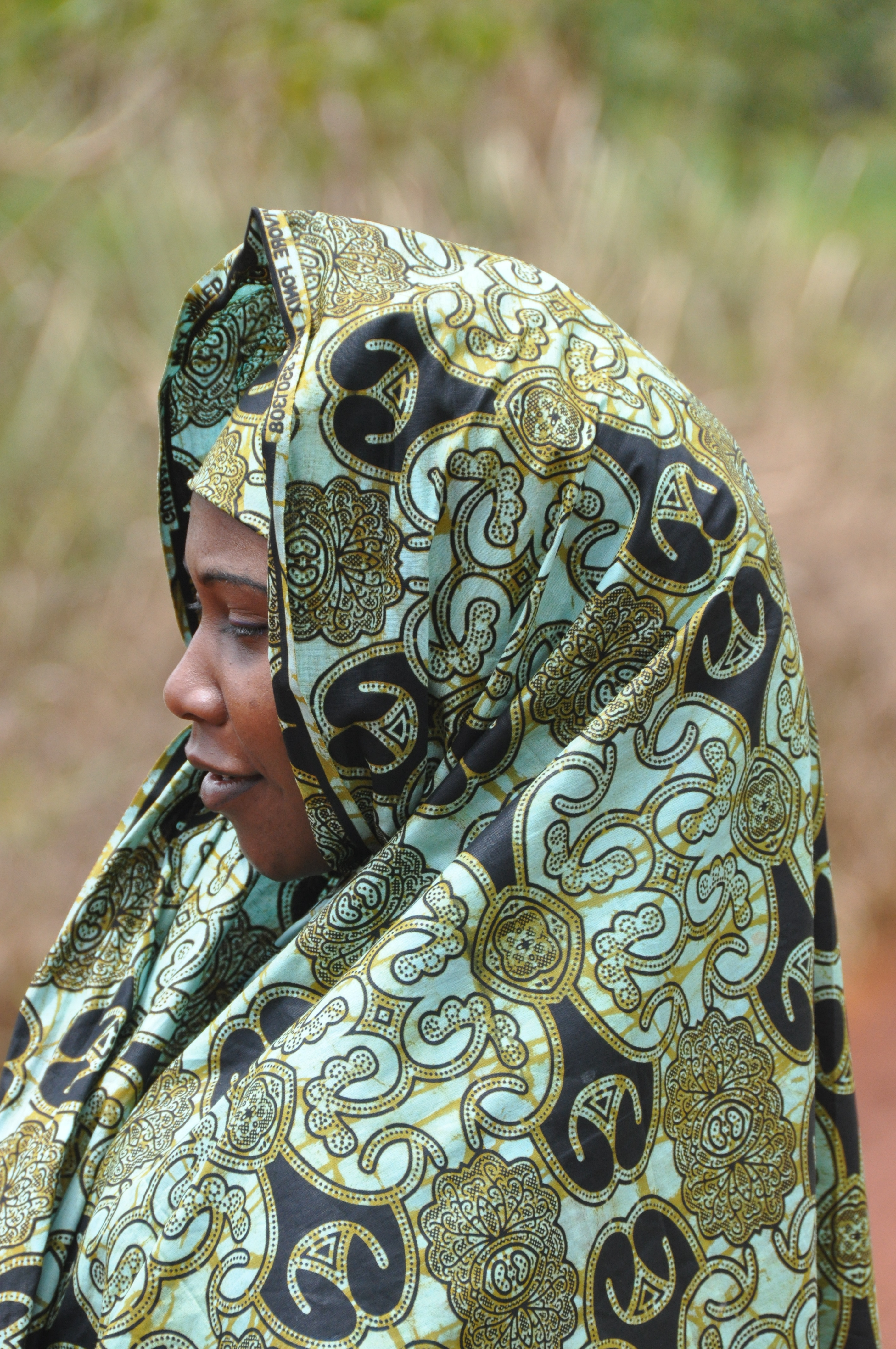
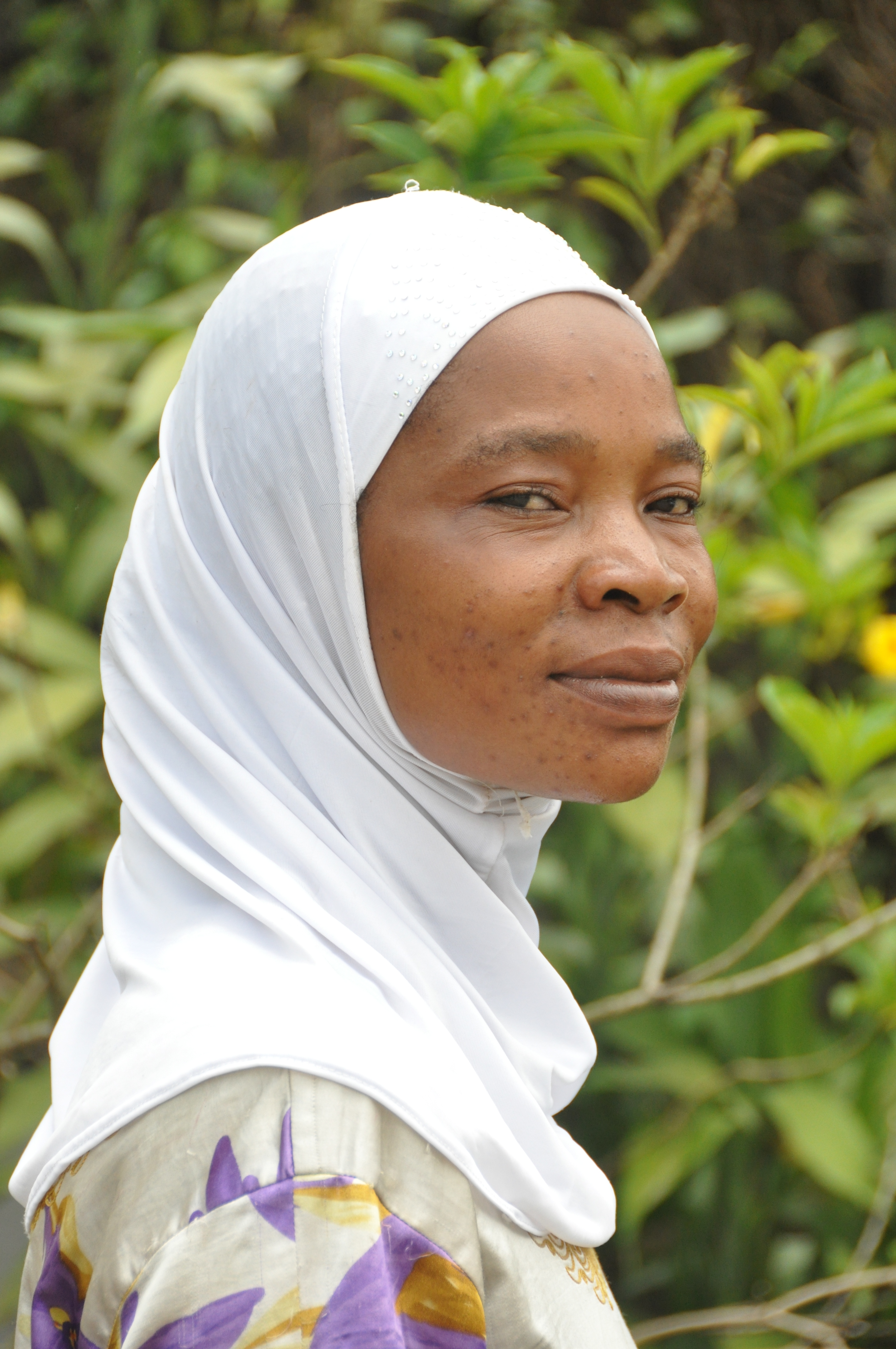
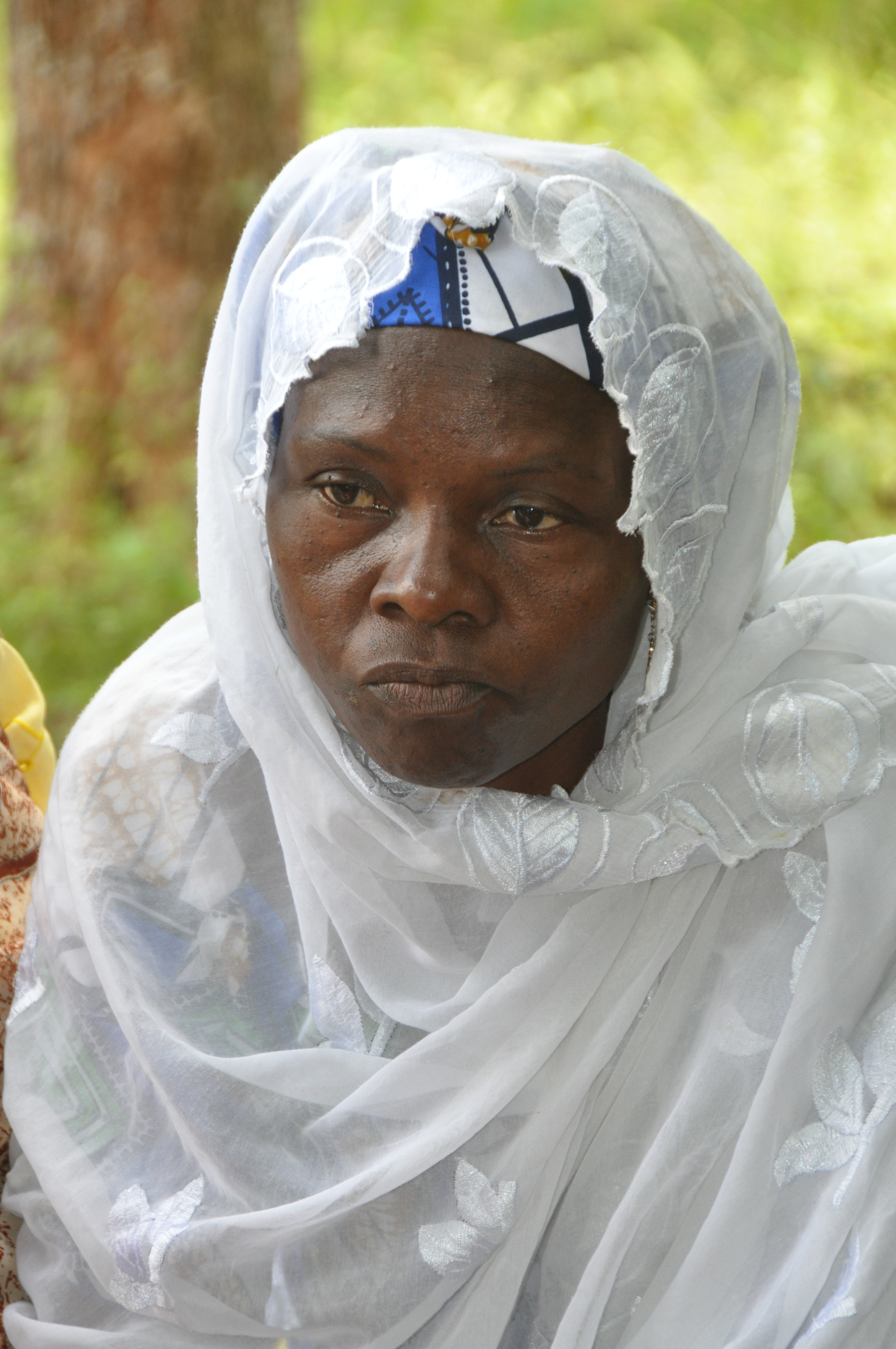
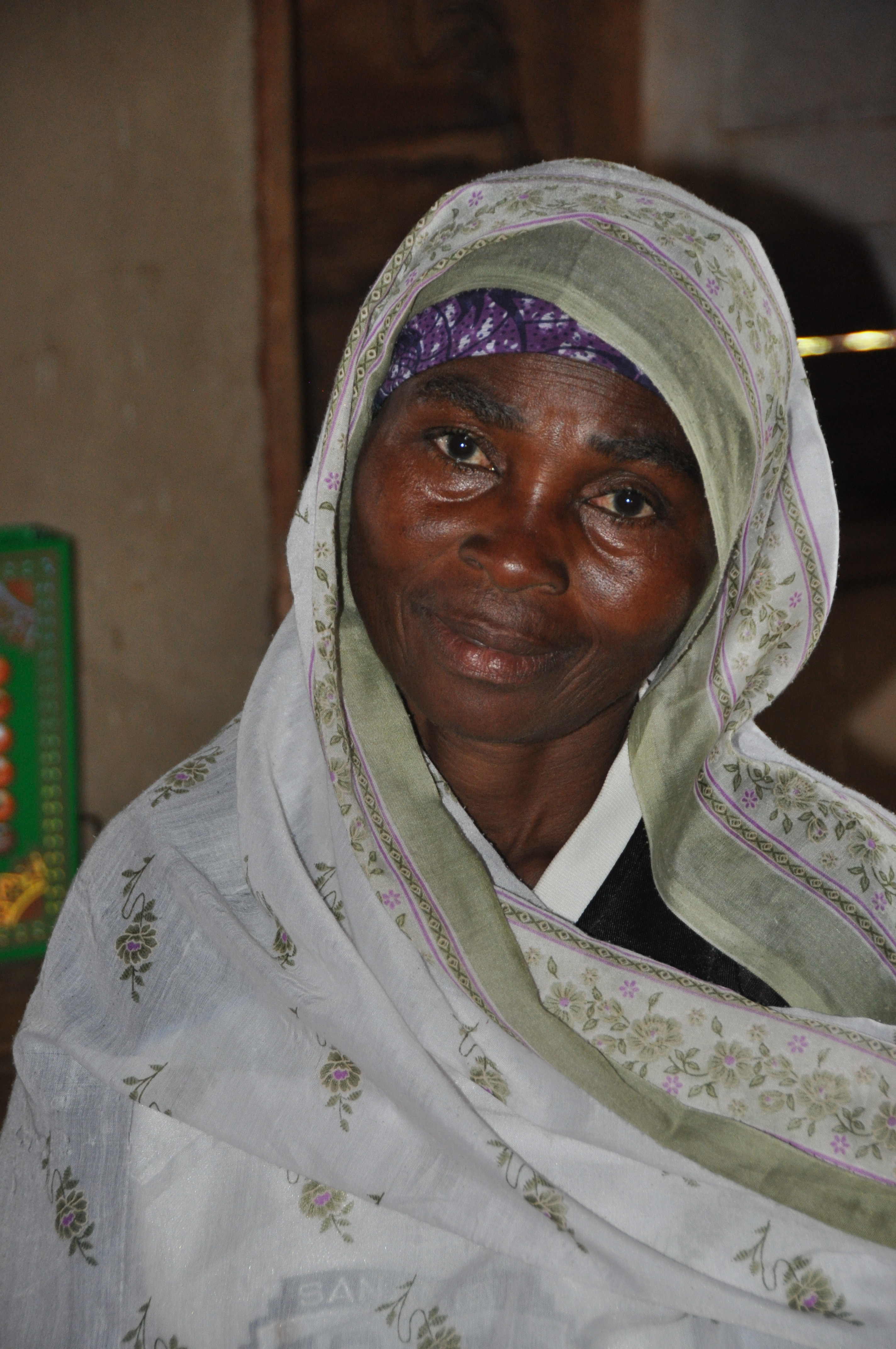
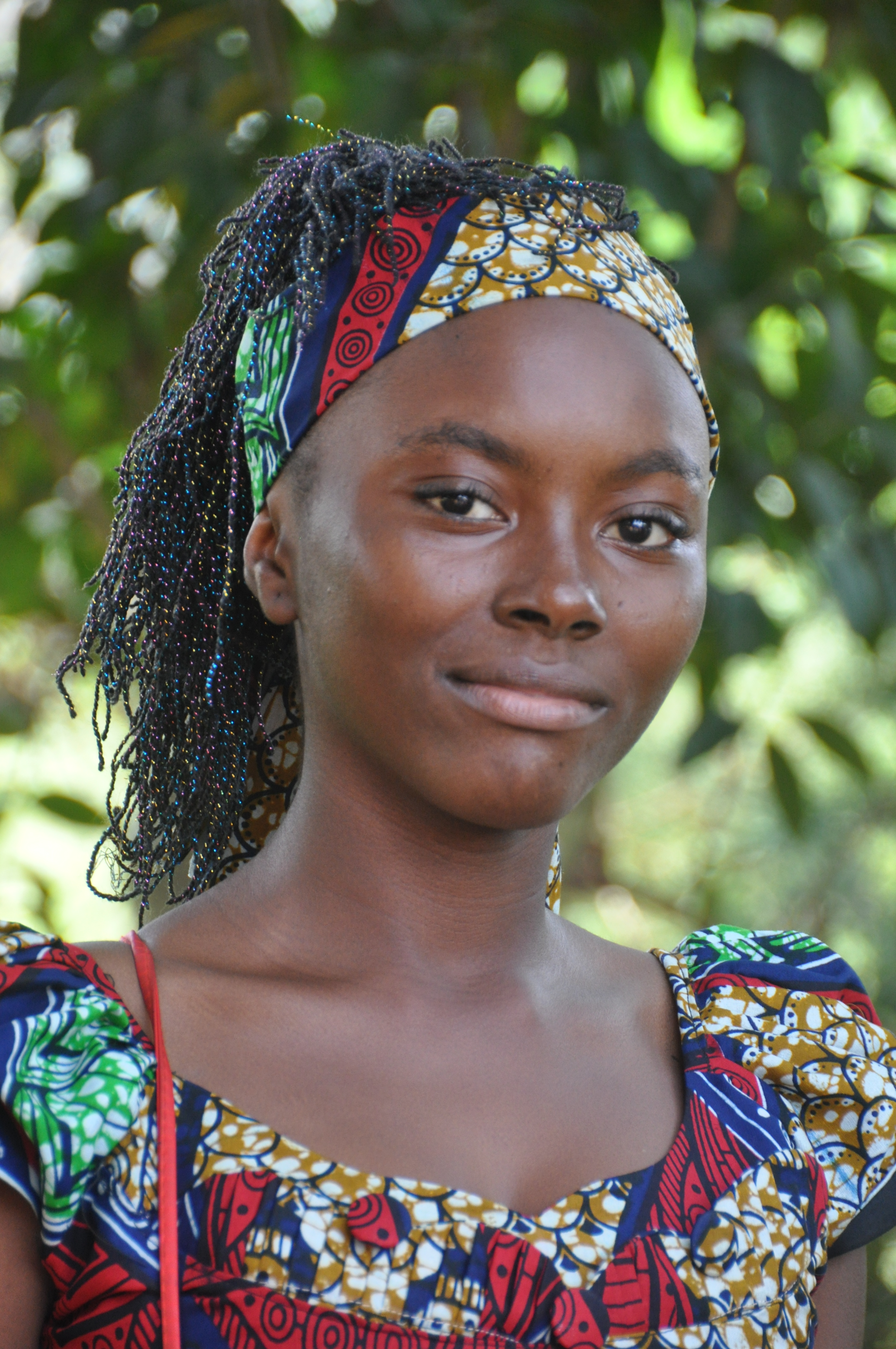
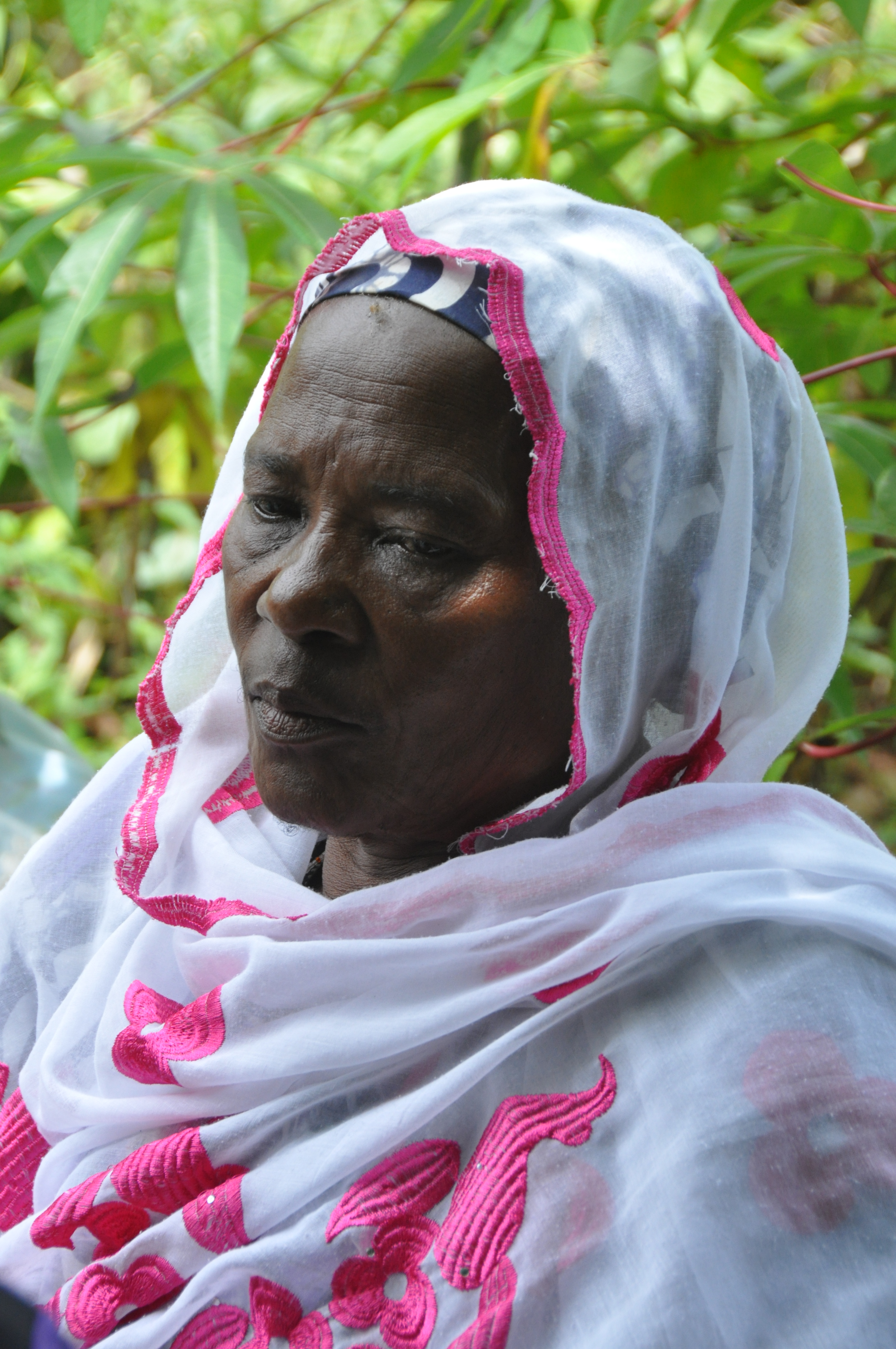
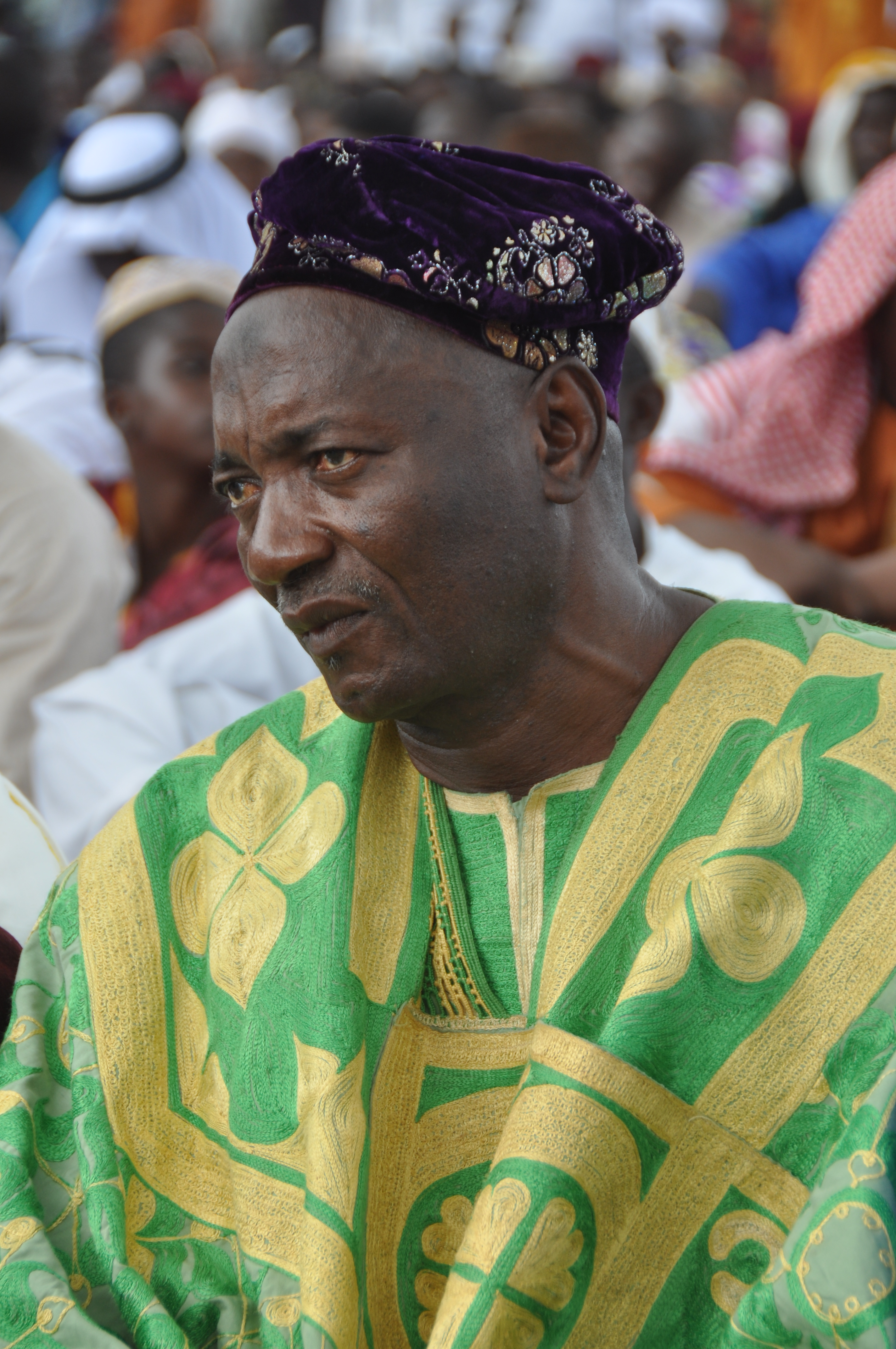
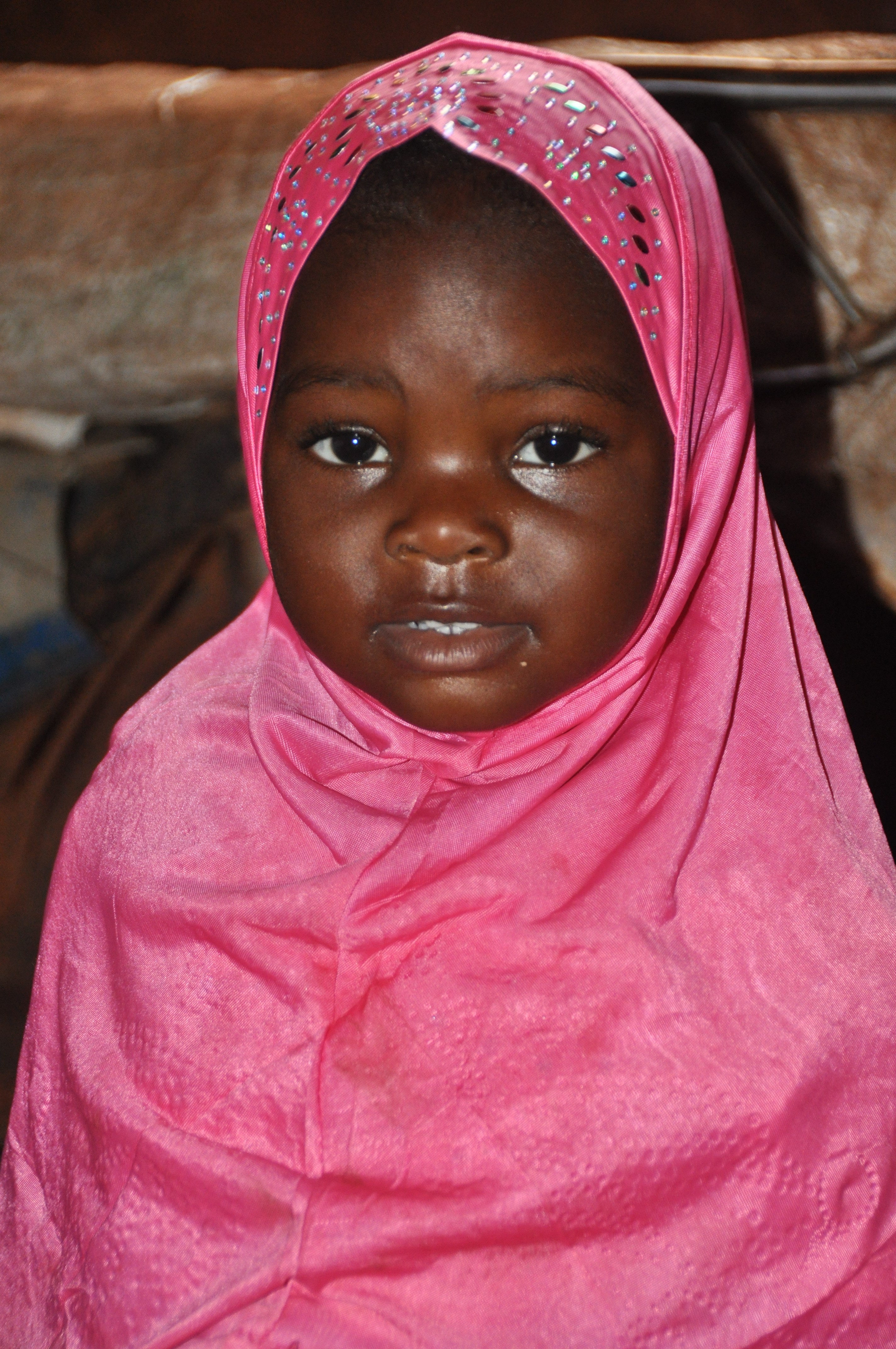
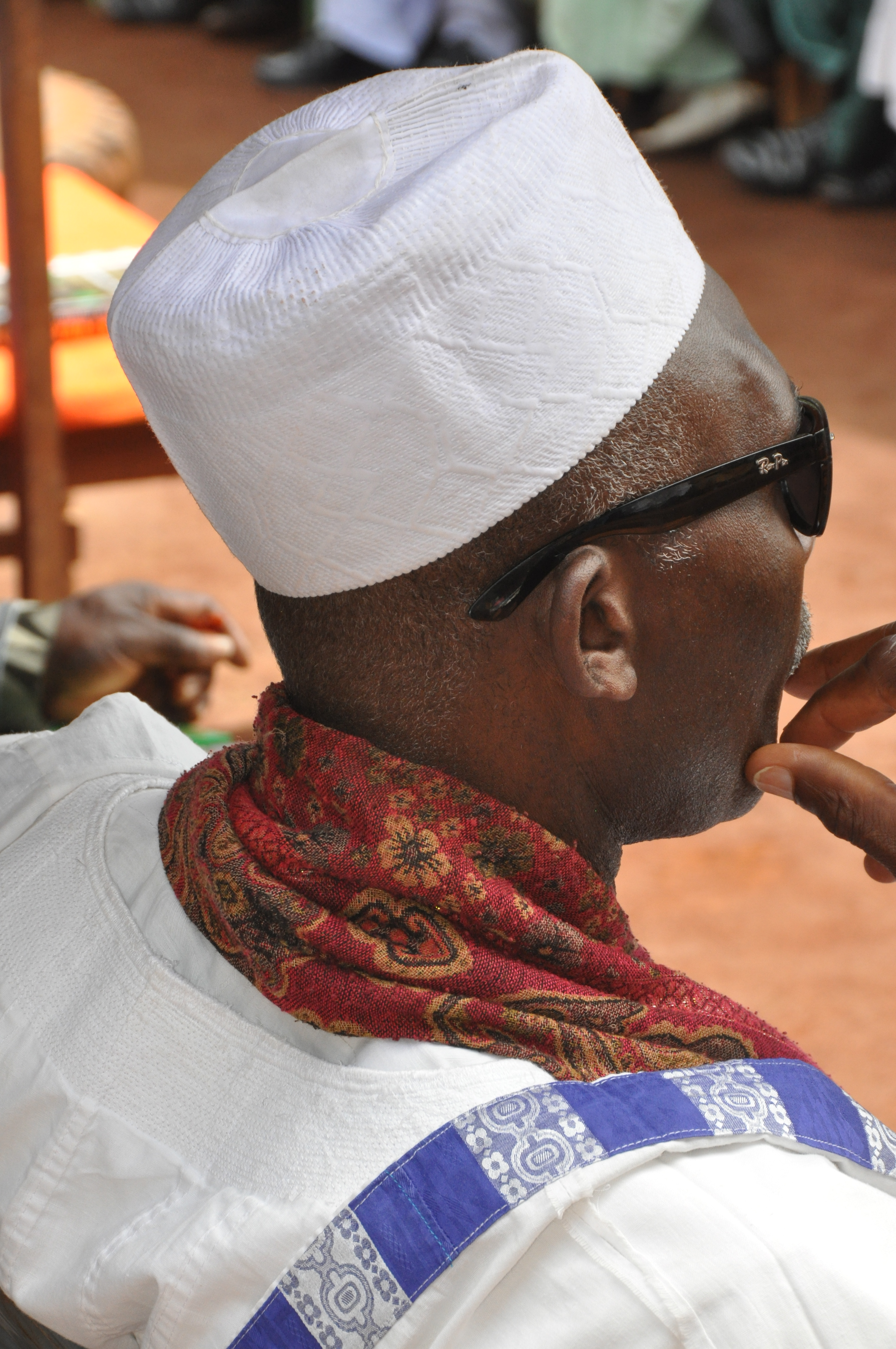

## Administration
La commune de Fomban est dirigée par son maire.
| Période                                  | Période | Identité                        | Étiquette | Qualité            |
| ---------------------------------------- | ------- | ------------------------------- | --------- | ------------------ |
| Les données manquantes sont à compléter. |         |                                 |           |                    |
| 1996                                     | 2020    | Adamou Ndam Njoya               | UDC       | professeur, avocat |
| 2020                                     |         | Patricia Tomaino ep. Ndam Njoya | UDC       |                    |

## Chefferies traditionnelles
L'arrondissement est le siège de l'unique chefferie traditionnelle de 1er degré du département du Noun :
- Sultanat Bamoun (210 000 habitants en 2015)

L'arrondissement de Foumban compte cinq chefferies traditionnelles de 2e degré reconnues par le ministère de l'administration du territoire et de la décentralisation :
- 648 : Chefferie Njinka
- 649 : Chefferie Kounga
- 650 : Chefferie Koundoum
- 651 : Chefferie Njintout
- 652 : Chefferie Manka

### Dynastie
| No | Identité      | Période | Période | Durée | Étiquette |
| No | Identité      | Début   | Fin     | Durée | Étiquette |
| -- | ------------- | ------- | ------- | ----- | --------- |
|    | Ibrahim Njoya | 1889    |         |       |           |

| No | Identité                               | Période | Période | Durée         | Étiquette |
| No | Identité                               | Début   | Fin     | Durée         | Étiquette |
| -- | -------------------------------------- | ------- | ------- | ------------- | --------- |
| 1  | Nsha're-Yen (d)                        | 1394    | 1418    | 24 ans        |           |
| 2  | Nguopu (d)                             | 1418    | 1461    | 43 ans        |           |
| 3  | Monjù' (d)                             | 1461    | 1498    | 37 ans        |           |
| 4  | Mengap (d)                             | 1498    | 1519    | 21 ans        |           |
| 5  | Ngûh I (d)                             | 1519    | 1544    | 25 ans        |           |
| 6  | Fifen (d)                              | 1544    | 1568    | 24 ans        |           |
| 7  | Ngûh II (d)                            | 1568    | 1590    | 22 ans        |           |
| 8  | Ngapna (d)                             | 1590    | 1629    | 39 ans        |           |
| 9  | Ngulûre (d)                            | 1629    | 1672    | 43 ans        |           |
| 10 | Kuo'tu (d)                             | 1672    | 1757    | 85 ans        |           |
| 11 | Mbuombuo (d)                           | 1757    | 1814    | 57 ans        |           |
| 12 | Gbetkom (d)                            | 1814    | 1817    | 3 ans         |           |
| 13 | Mbiekuo' (d)                           | 1817    | 1818    | 1 an          |           |
| 14 | Nguhuo' (d)                            | 1818    | 1863    | 45 ans        |           |
| 15 | Ngungûre-Sh (d)                        | 1863    | 1863    | moins d’un an |           |
| 16 | Nsa'ngu (d)                            | 1863    | 1889    | 26 ans        |           |
| 17 | Ibrahim Njoya                          | 1889    | 1933    | 44 ans        |           |
| 18 | Seidou Njimoluh Njoya                  | 1933    | 1992    | 59 ans        |           |
| 19 | Ibrahim Mbombo Njoya                   | 1992    | 2021    | 29 ans        |           |
| 20 | Mouhammad-Nabil Mforifoum Mbombo-Njoya | 2021    |         |               |           |

## Structure administrative de la commune
La commune de Foumban comprend les quartiers de la ville de Foumban et les villages suivants :

### Foumban Ville
- Koundoumbain
- Kounga
- Machinka
- Malatam
- Manga I
- Manga II
- Manga III
- Manka
- Matoumbain
- Njiloum
- Njimbam I
- Njimbam II
- Njindare
- Njissamtouem
- Njissé
- Njitout
- Nkoudounka
- Nkouongoupgnet
- Palais
- Koukouet-Maloum

### Fontain
- Marom

### Koundoum
- Koundoum-Njimon Fokouo
- Machimbain
- Manfu
- Manga-Koundoum
- Nkouffen

### Mayap
- Makouen Menka
- Mekouone
- Njiyawa

### Njinka
- Njichom
- Njiket-Nkié
- Njimognawou

### Njitout
- Koufomloum
- Koupa-Matapit
- Ngagnou

## Architecture

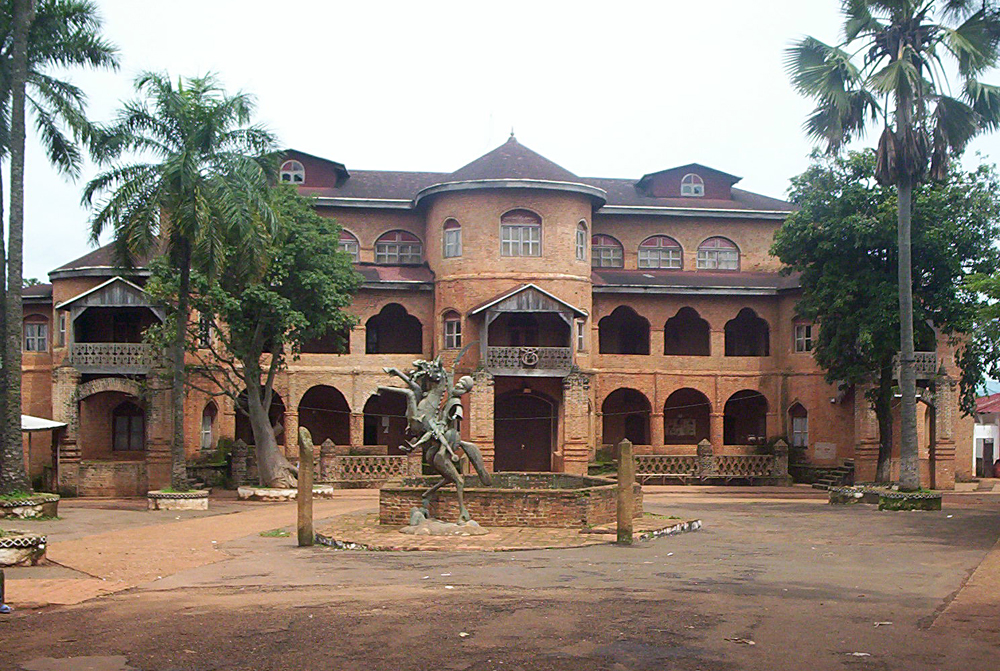
Le palais du roi des Bamouns.

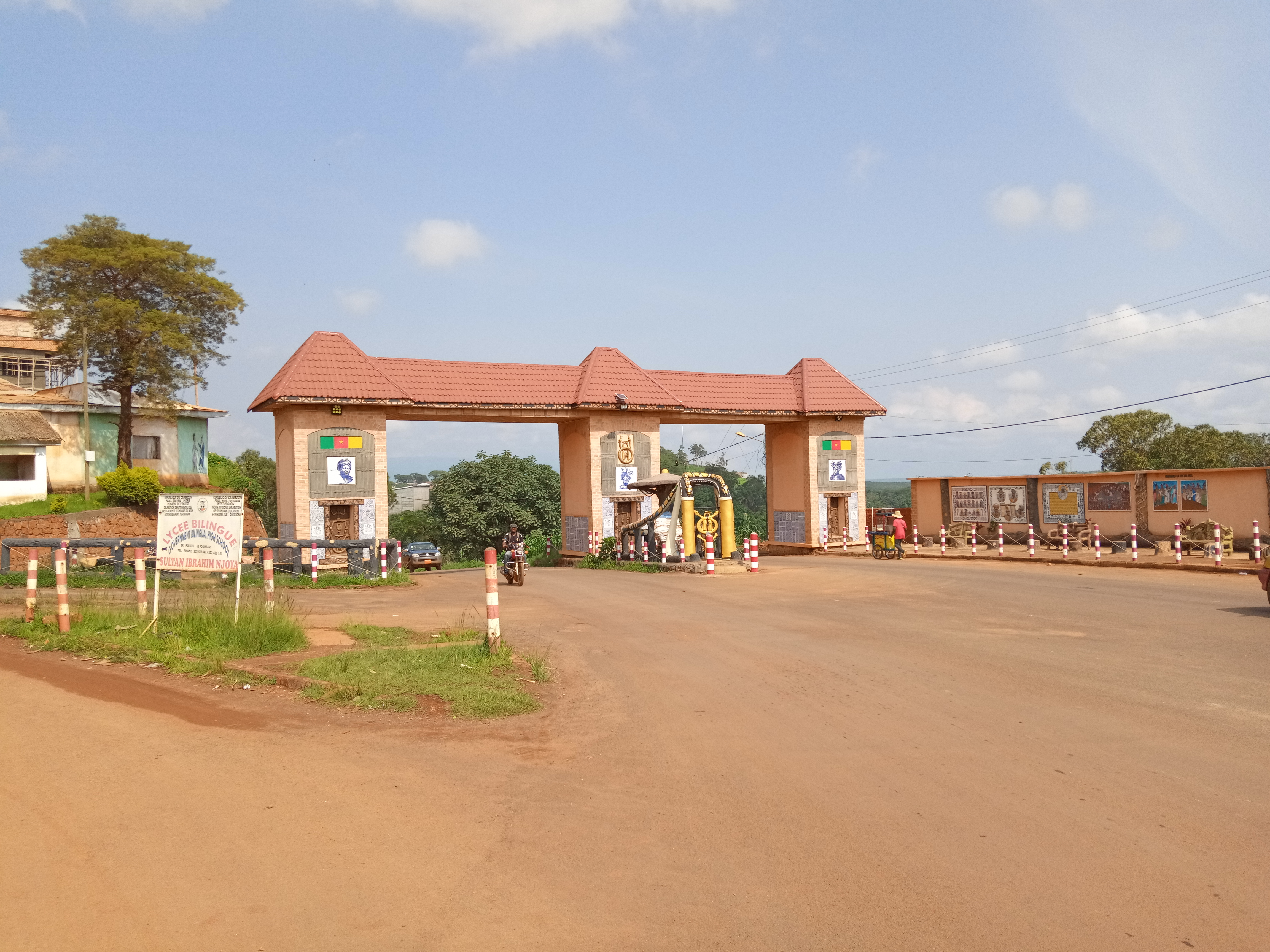
Porte d’entrée de la ville de Foumban.

L’architecture de Foumban est fortement influencée par la présence des habitations traditionnelles en briques de terre rouge. On note toutefois que le paysage tend à se moderniser avec la construction de multiples villas et duplex depuis quelques années.

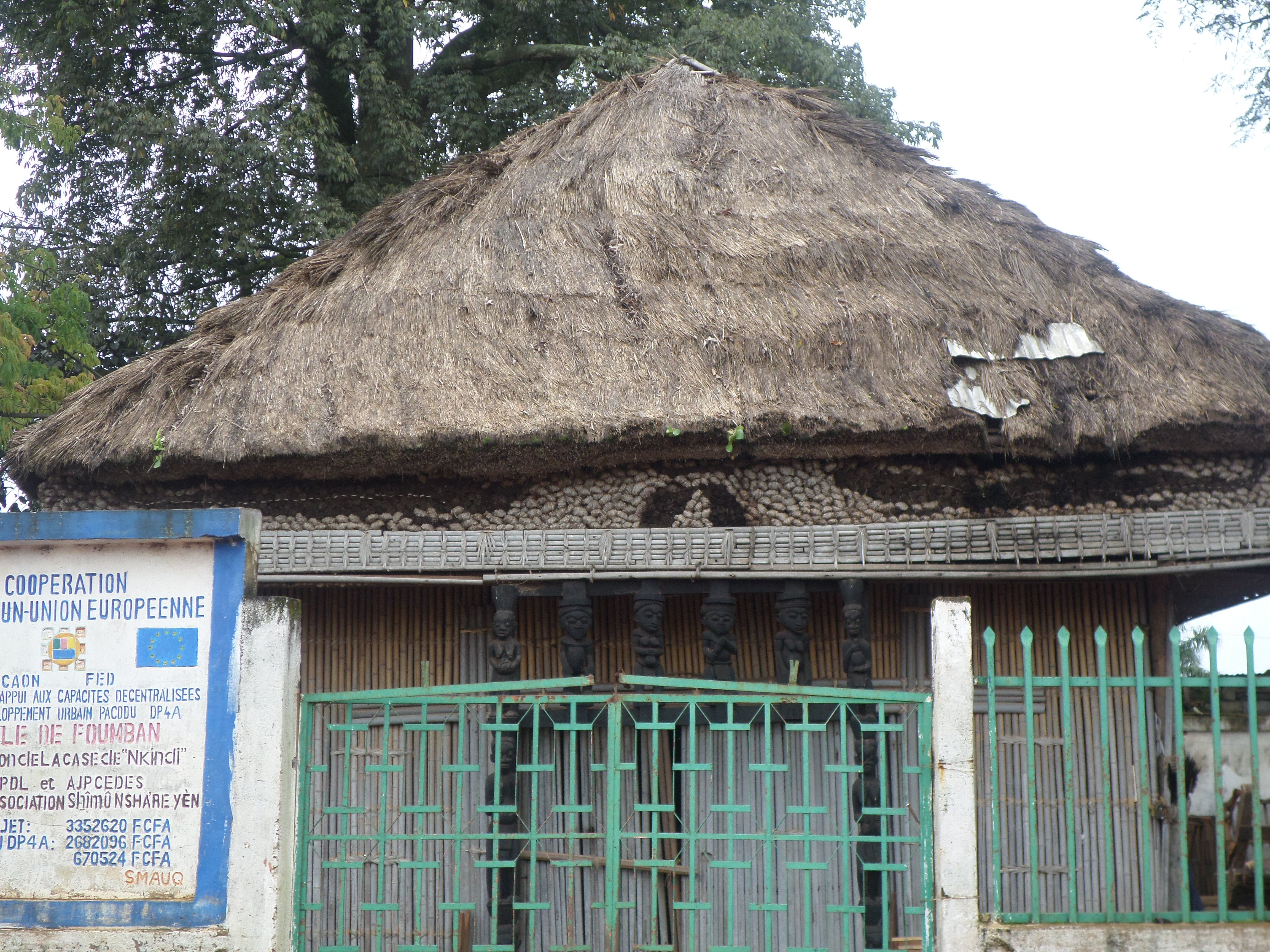
Case tamtam Foumban.

Avec 83 522 habitants en 2005 (RGPH), Foumban est la treizième plus grande ville du Cameroun. Les Bamoums sont la principale ethnie qui habite la ville de Foumban. Néanmoins, Foumban regorge aujourd'hui d'une mosaïque d’ethnies qui composent la région de l’ouest du Cameroun (Tikar et Bamiléké), la ville devant sa croissance récente à l'exode rural qui a poussé des centaines de milliers de Camerounais à quitter leurs campagnes pour s'installer dans les villes et aussi à la forte croissance naturelle.

Vues du palais du roi des Bamouns
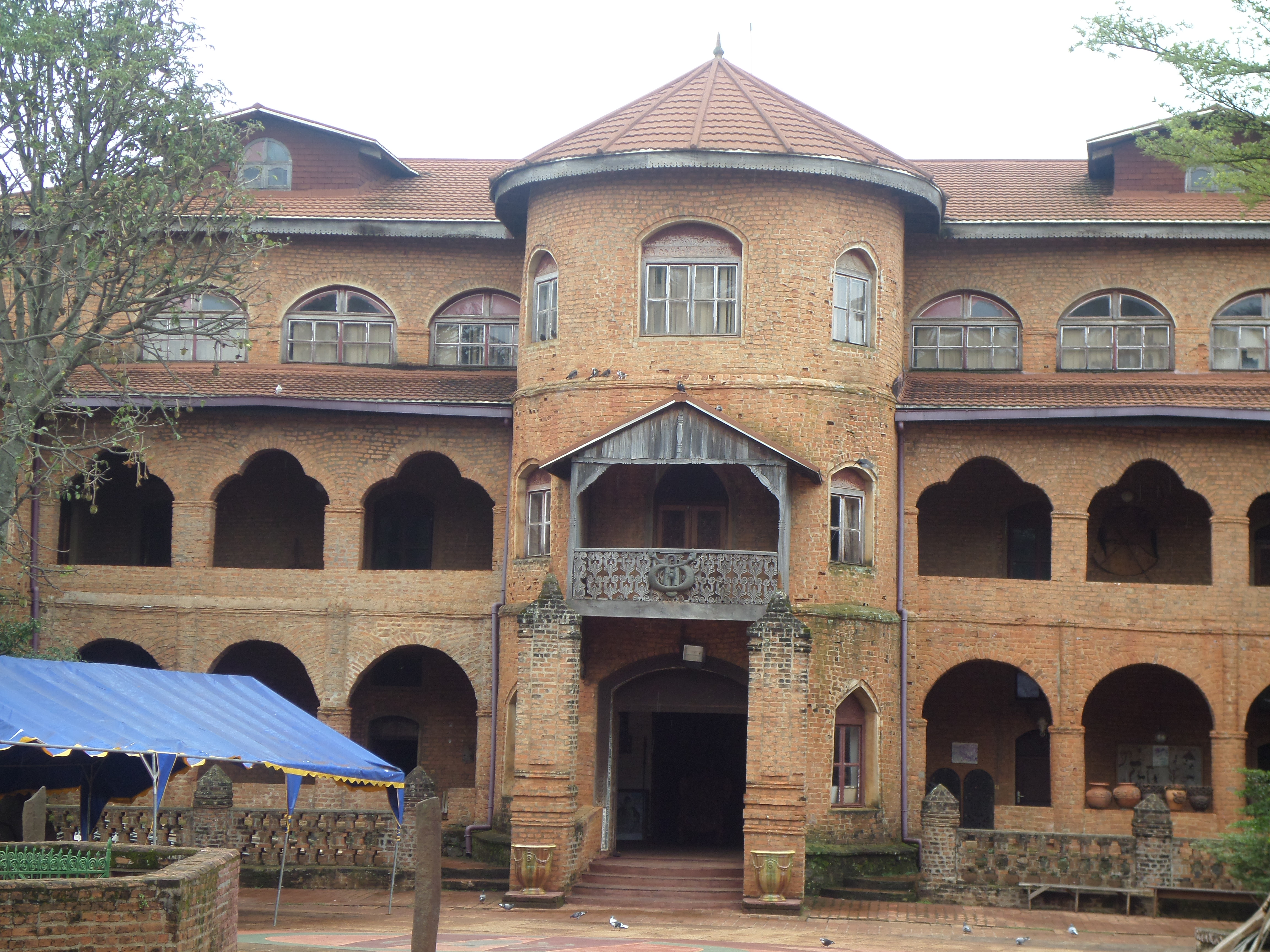
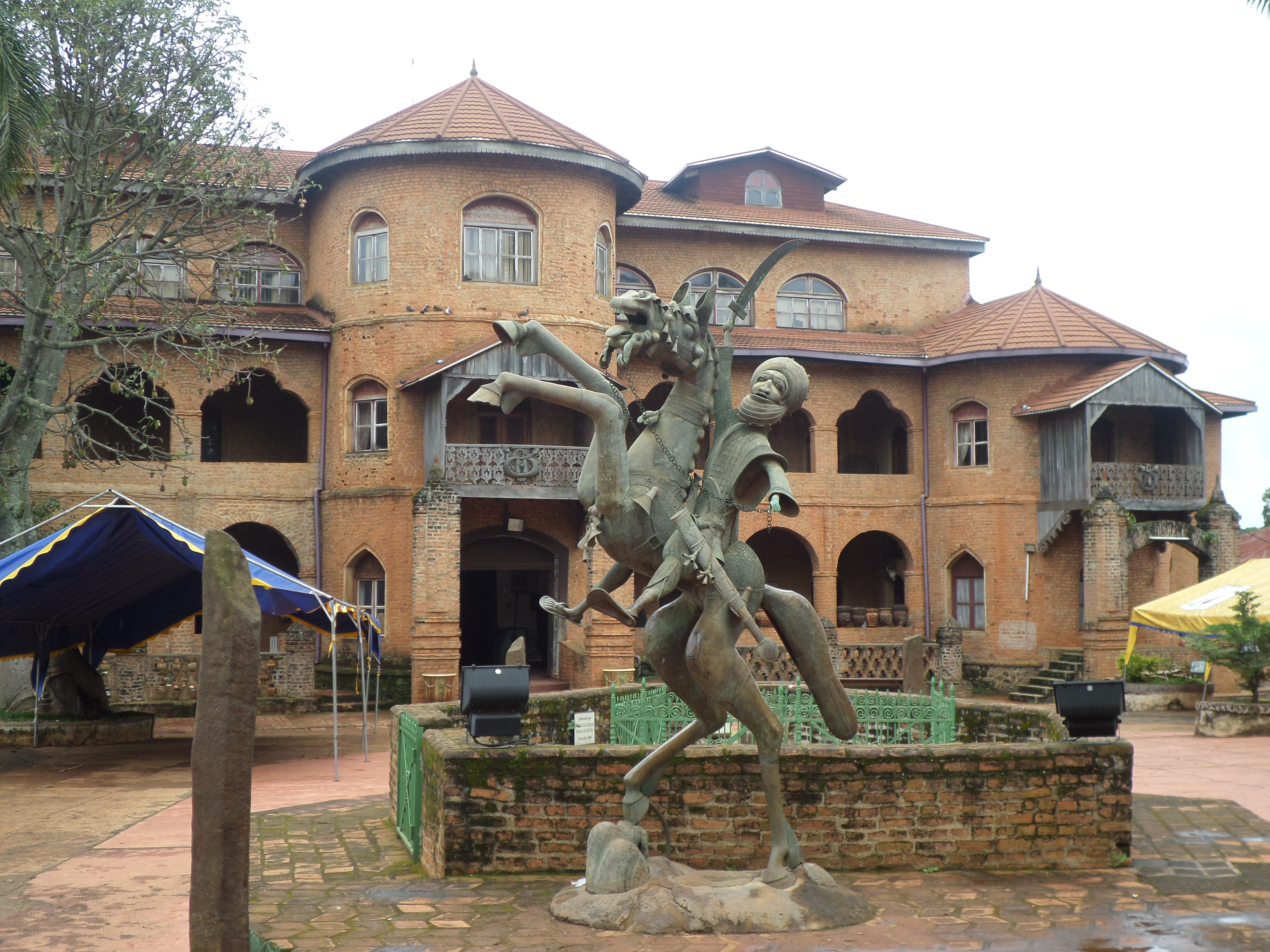
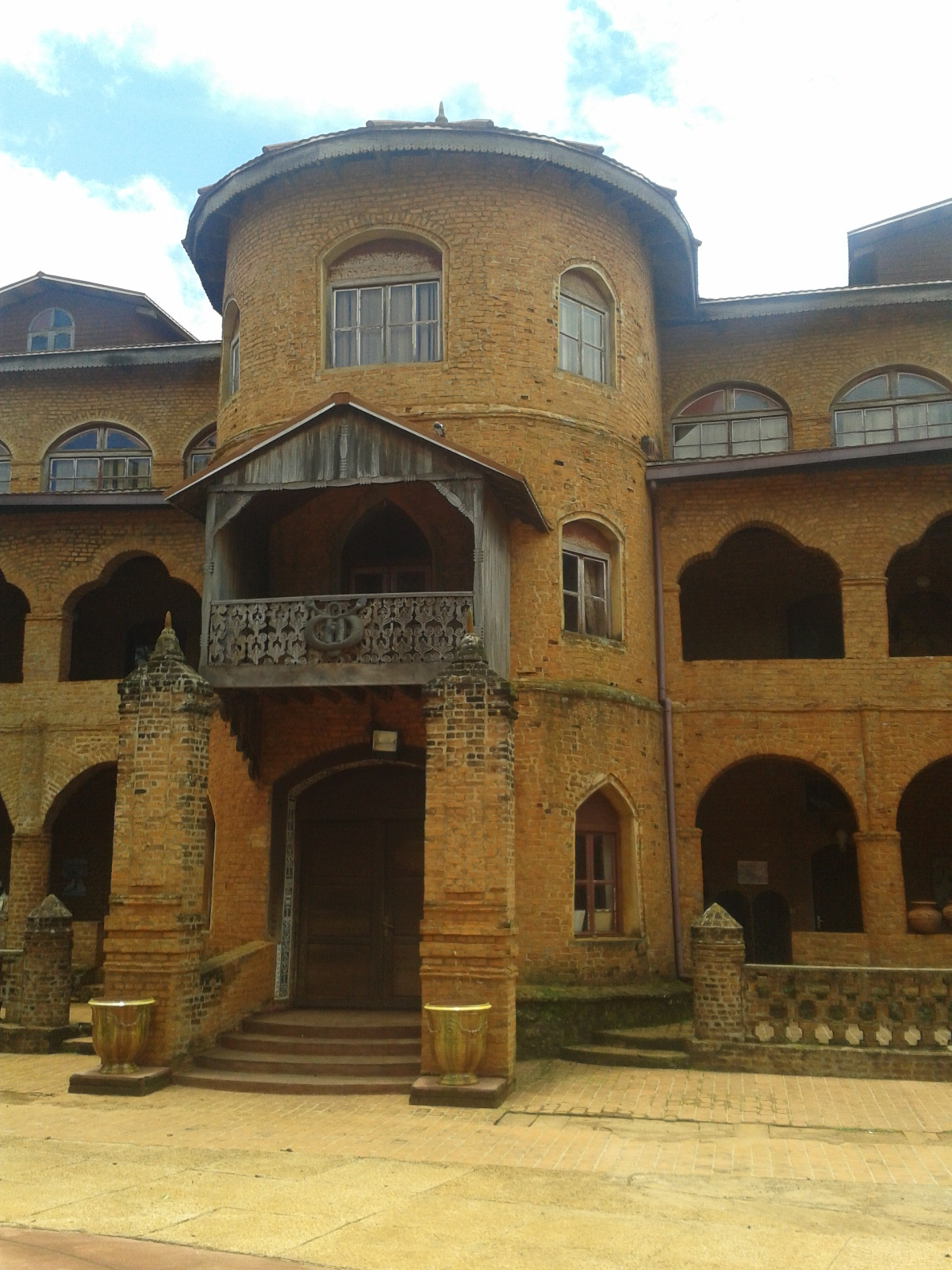
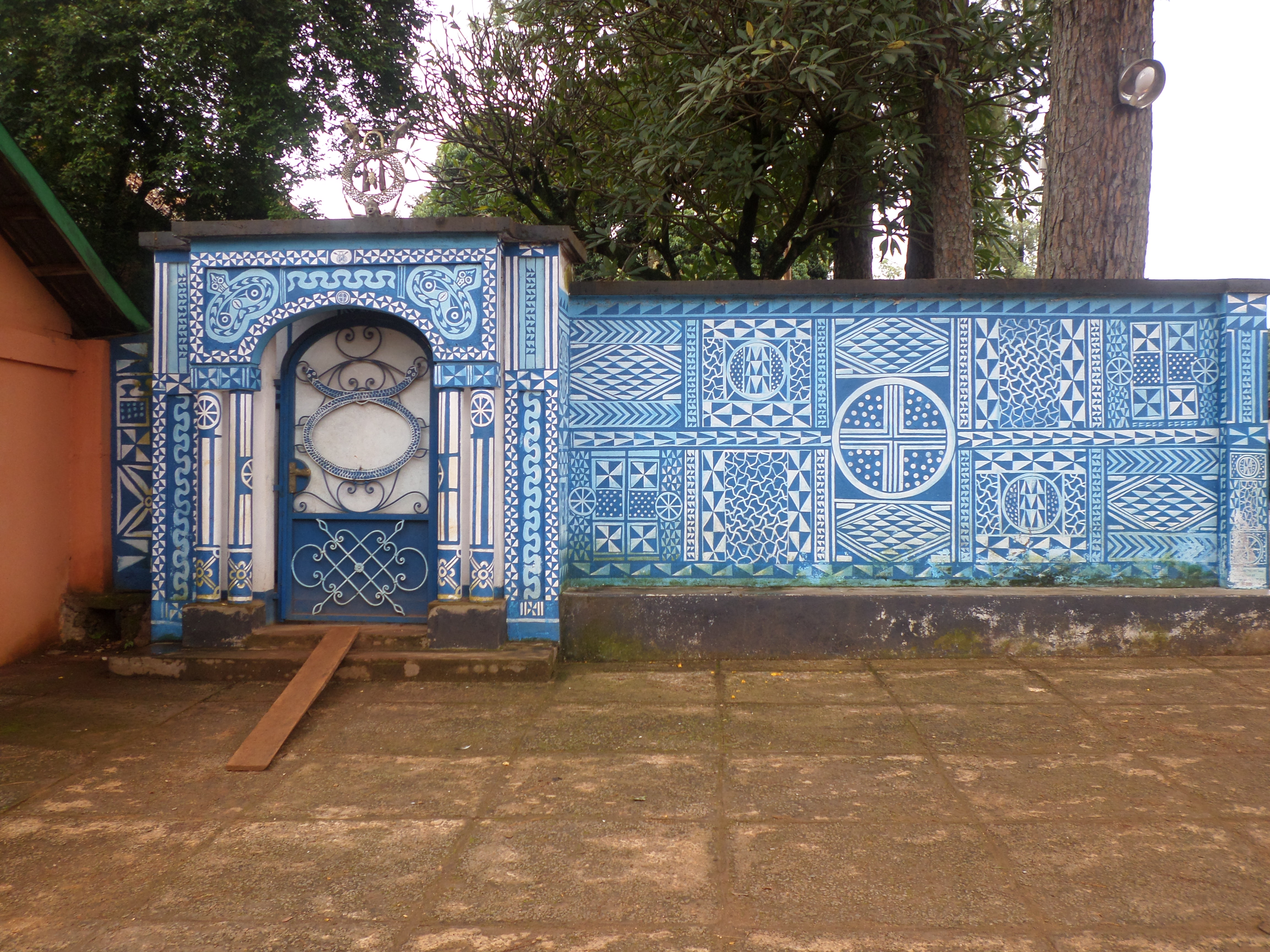
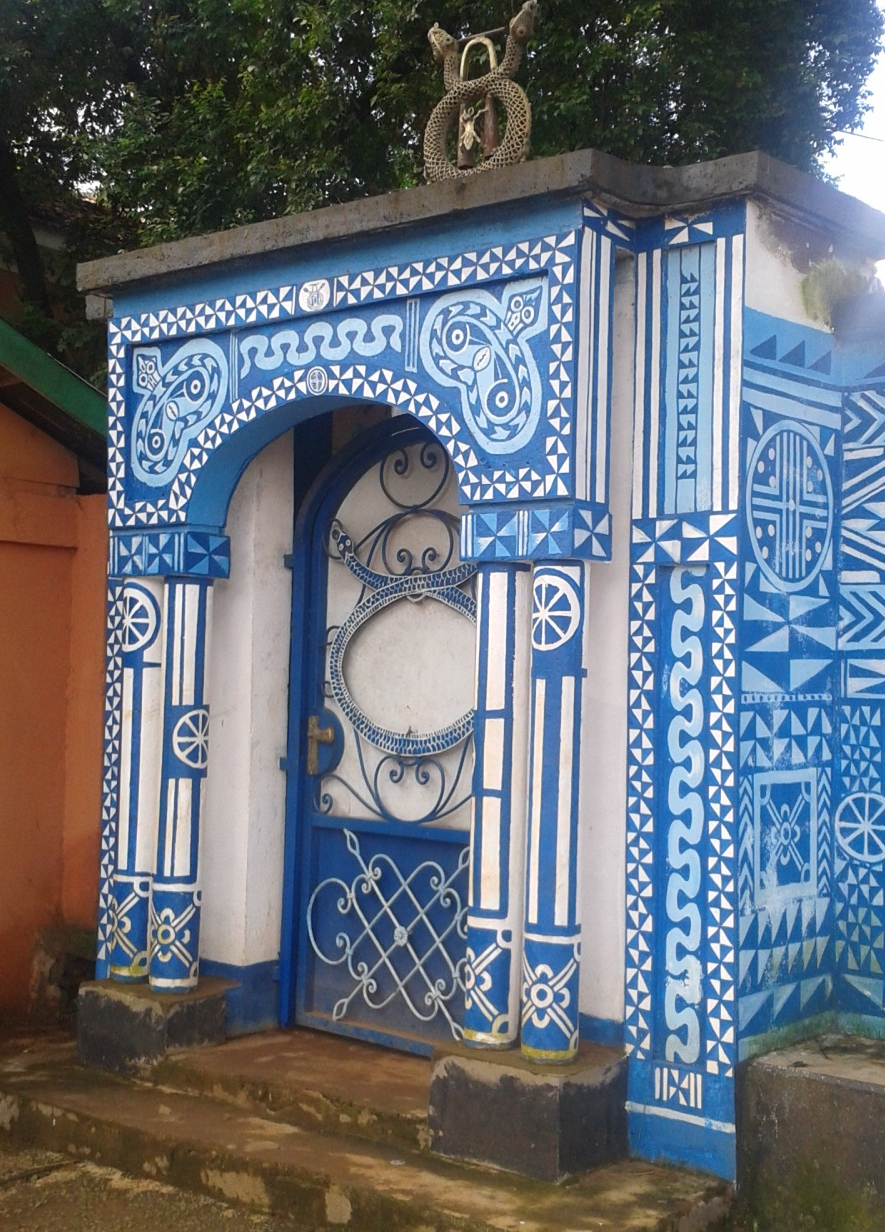

## Santé
La ville de Foumban est couverte par un hôpital de district, un centre médical d’arrondissements et des centres de santé intégrés disséminés dans la ville. À ces formations sanitaires publiques s’ajoutent l’hôpital du palais des rois Bamoun, l’hôpital protestant de Njissé, le Centre de Santé Médicalisé de Kueka d’ordre confessionnel catholique, des dispensaires privés et une clinique spécialisée dans l’ophtalmologie.

## Éducation
Des écoles de formation telles que le Centre de Formation Zootechnique et Vétérinaire de Foumban, le Centre de Formation des Aides-Soignants, le Centre de Formation des Agriculteurs du Noun et le Centre de Promotion de la Femme sont établis dans la ville. L'Institut des Beaux-Arts de Foumban (IBAF) est un établissement de l'Université de Dschang ouvert depuis la rentrée universitaire 2009.

## Religion

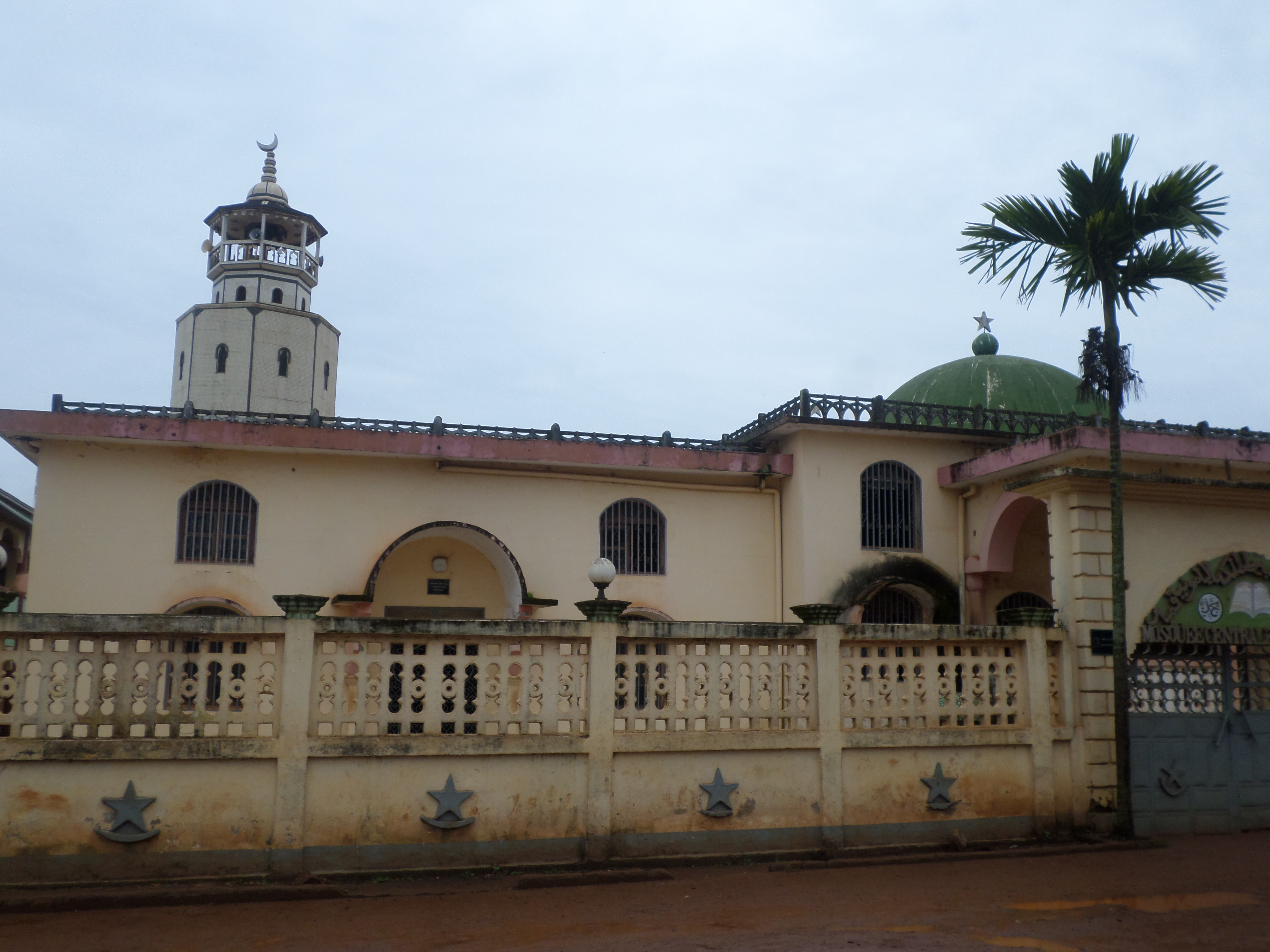
La mosquée centrale.

La ville de Foumban est un laboratoire du « vivre ensemble » entre des croyants de plusieurs religions. En effet, dans cette cité, l'islam, le christianisme et le culte des ancêtres cohabitent depuis plus d'un siècle.
Les paroisses catholiques de Sainte Catherine et Saint Michel Archange de Foumban font partie du ressort de la doyenné de Foumban du diocèse de Bafoussam.
En 1975, la République unie du Cameroun a émis un timbre de 40 F dédié à la mosquée de Foumban.

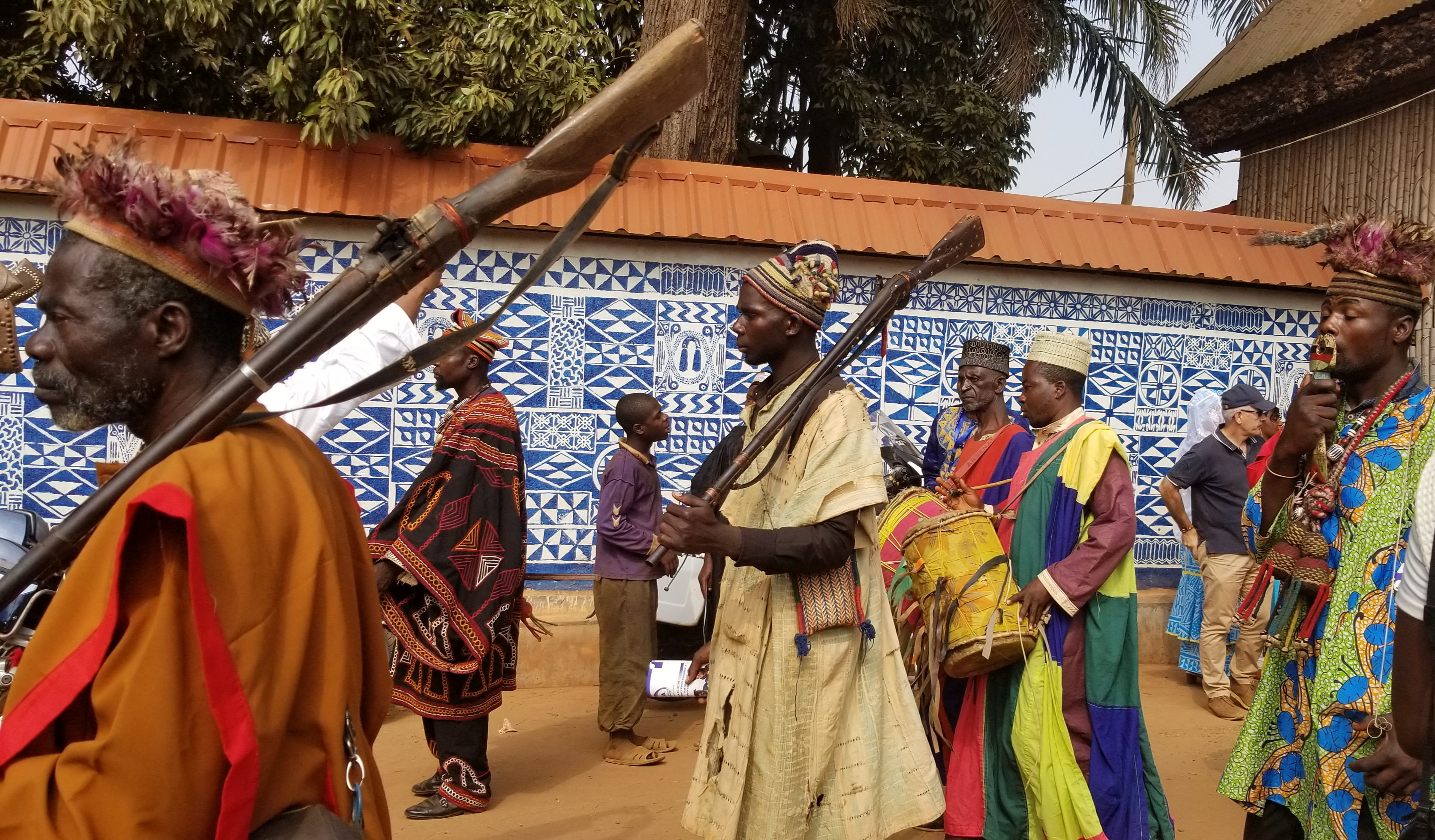
Marche avec sultan à Foumban, Cameroun.
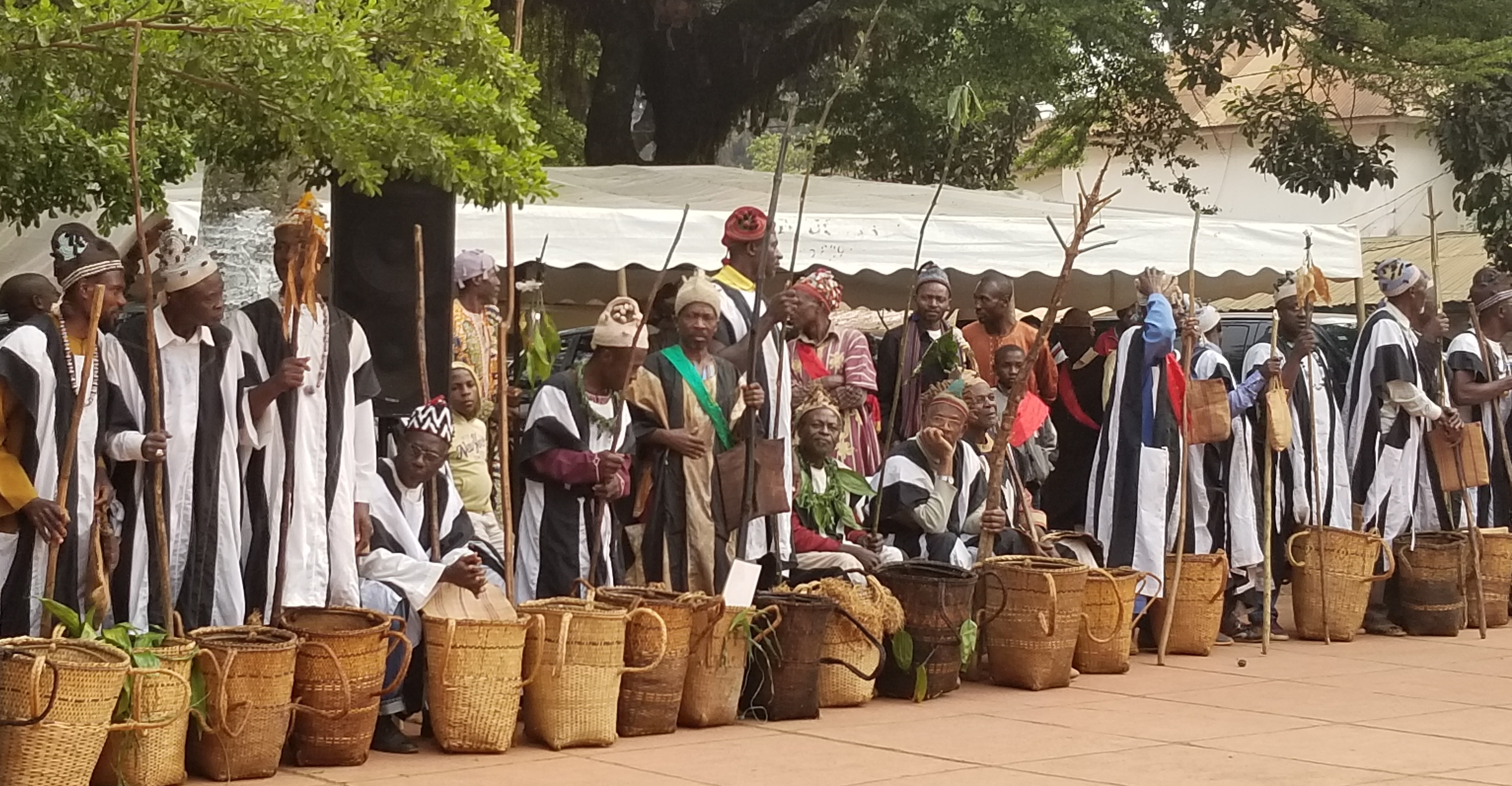
Assemblée des chefs tribaux pour Foumban, festival du Cameroun.
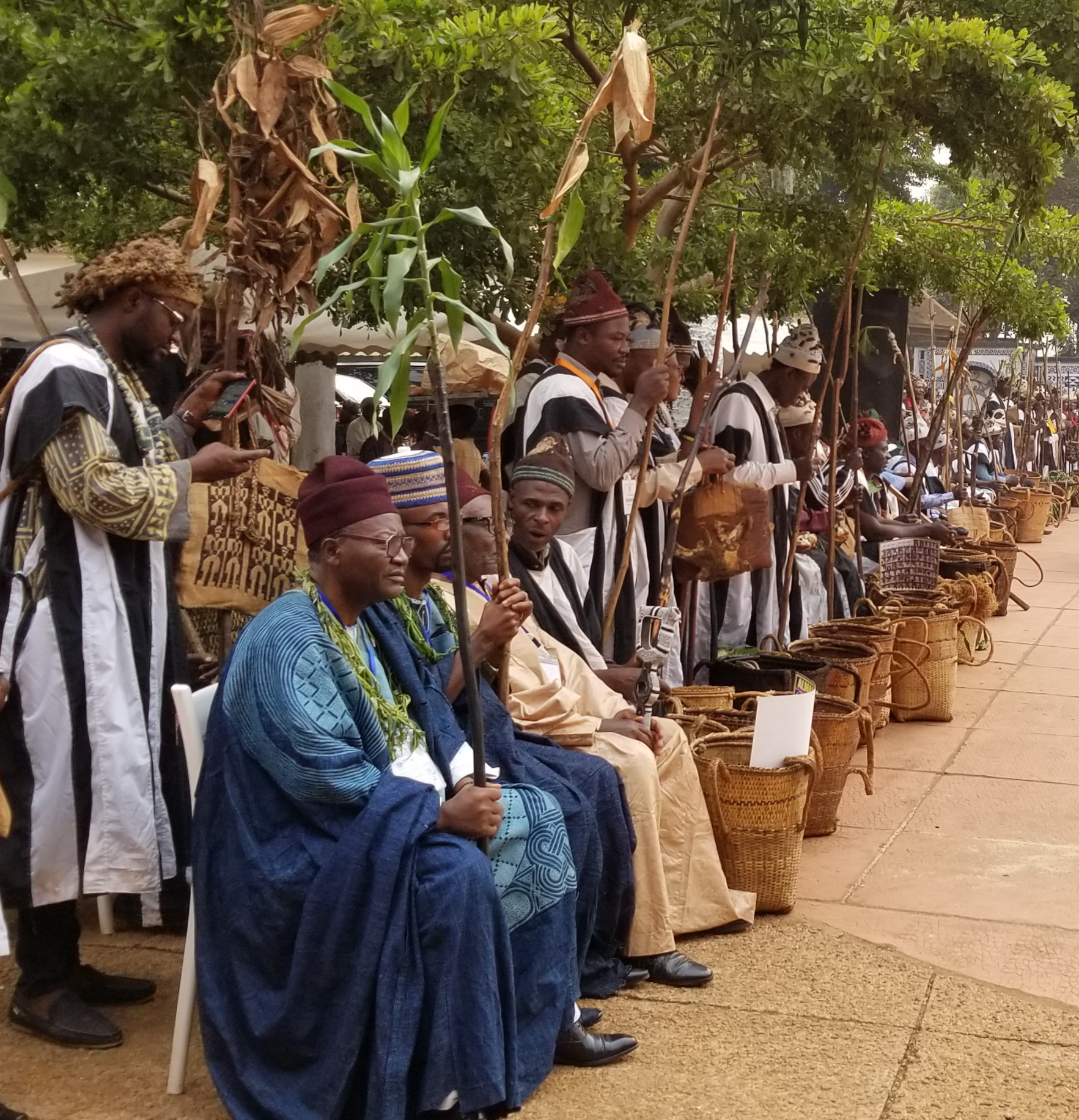
Appel des chefs Foumban.
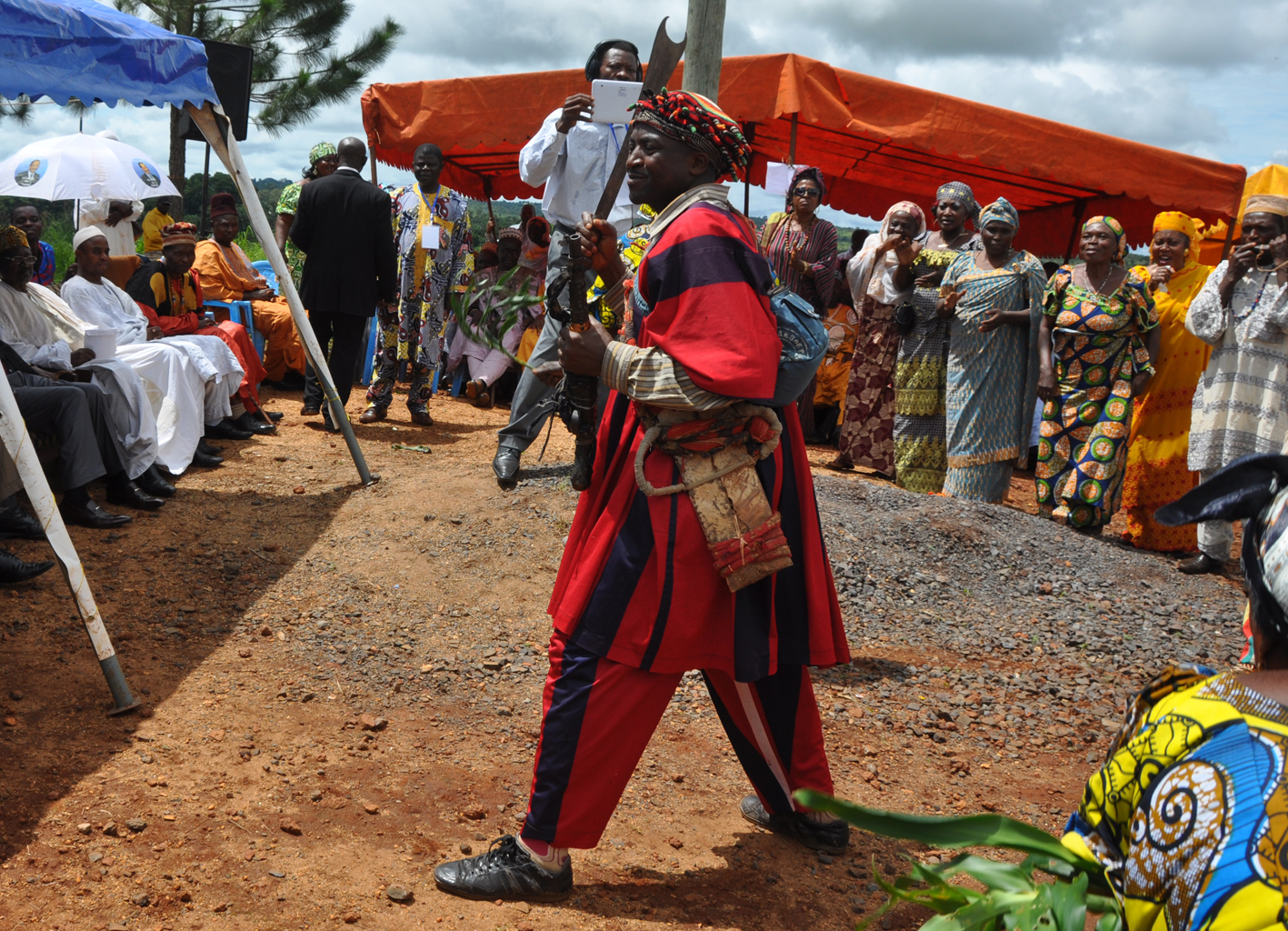
Danse traditionnelle.
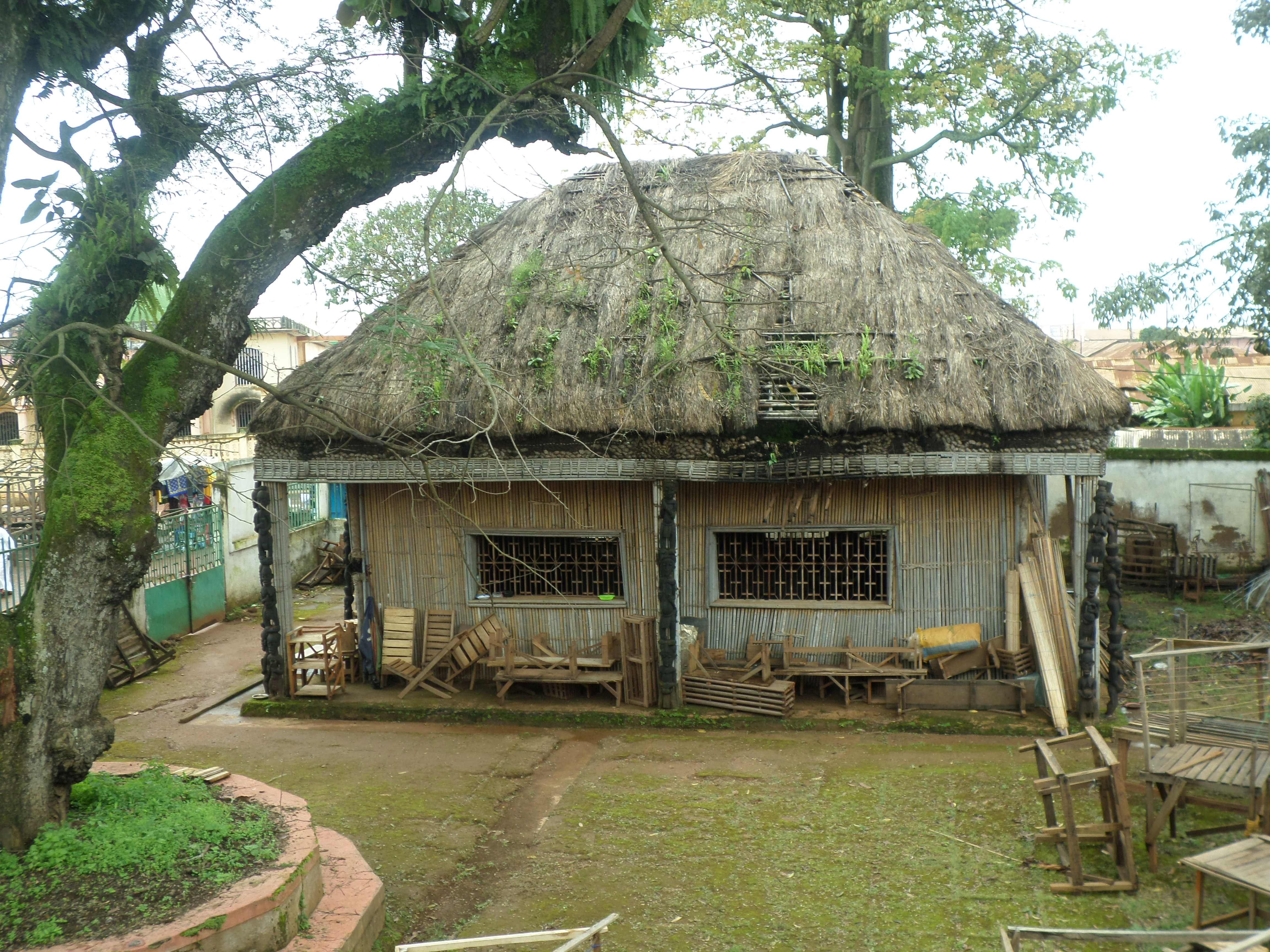
Case de tam-tam.

Activités traditionnelles pendant les funérailles
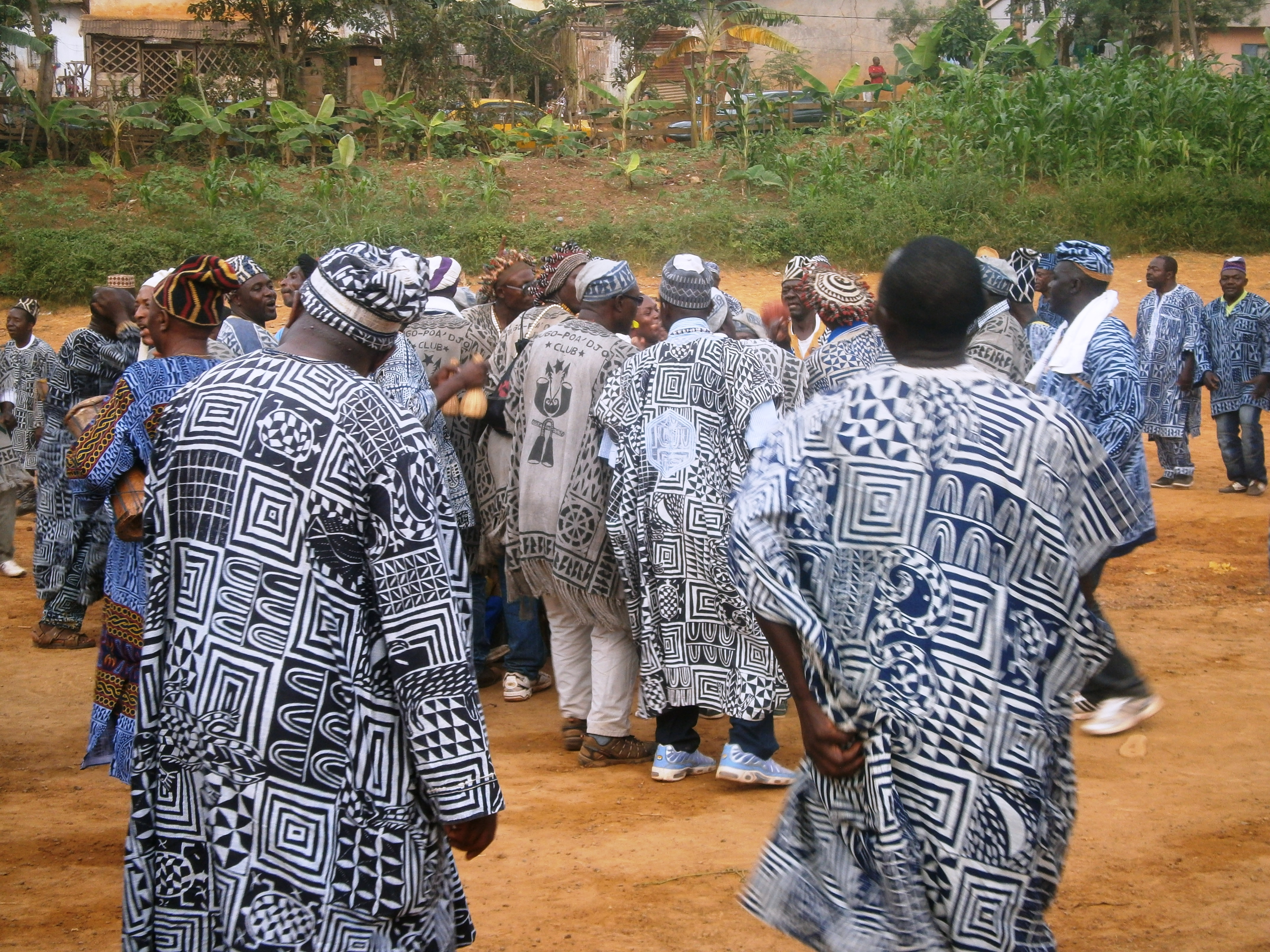
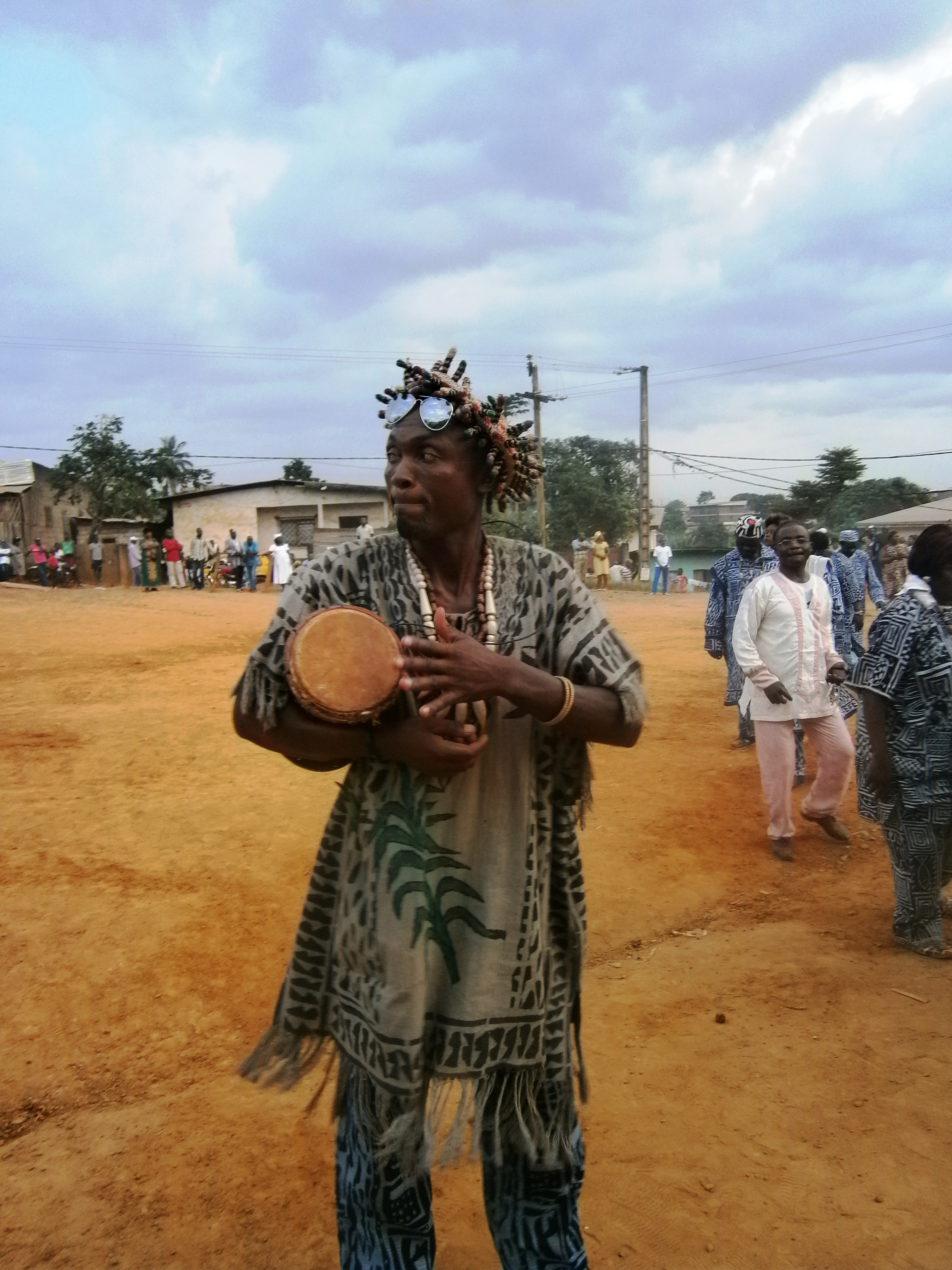
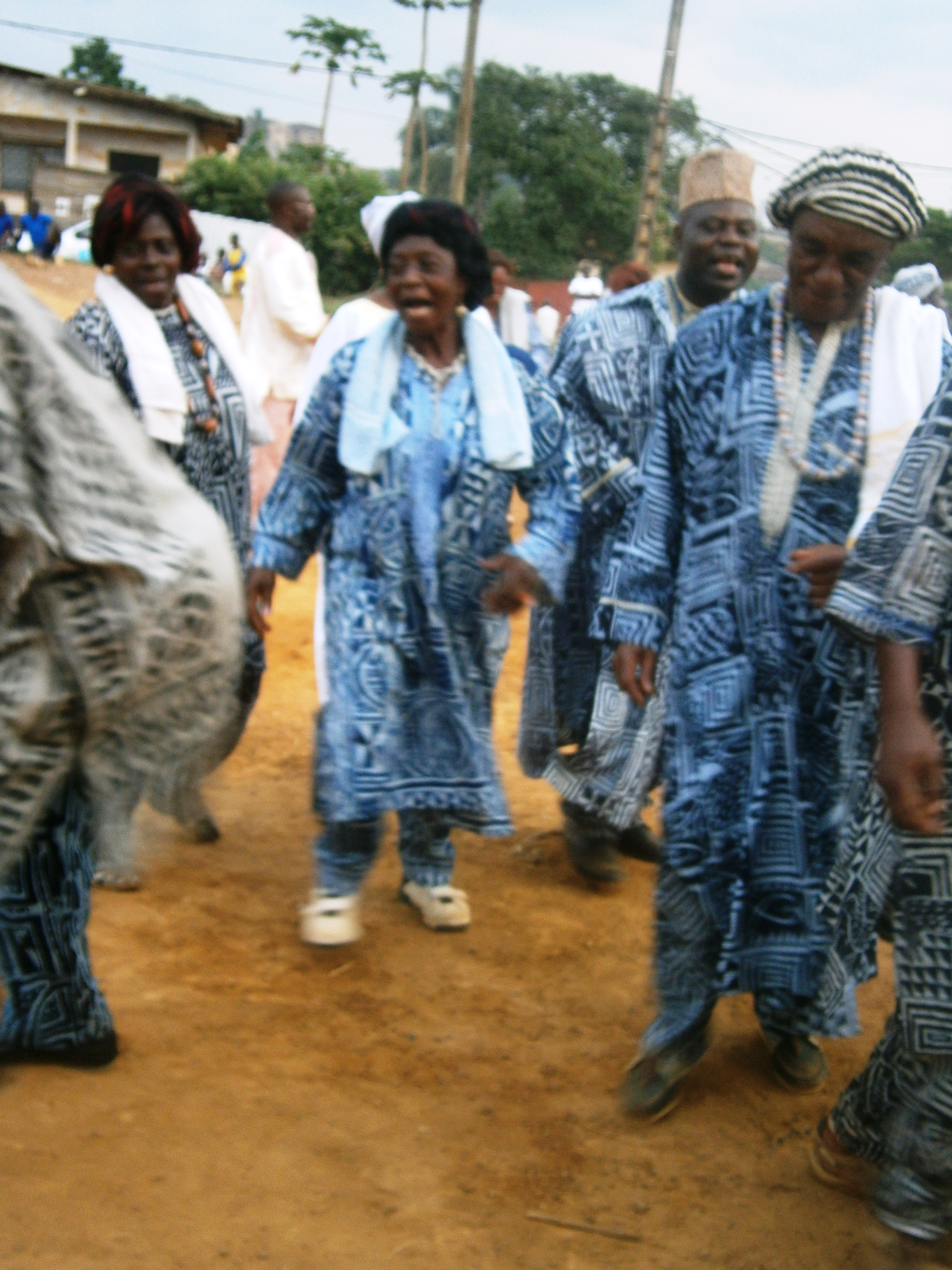
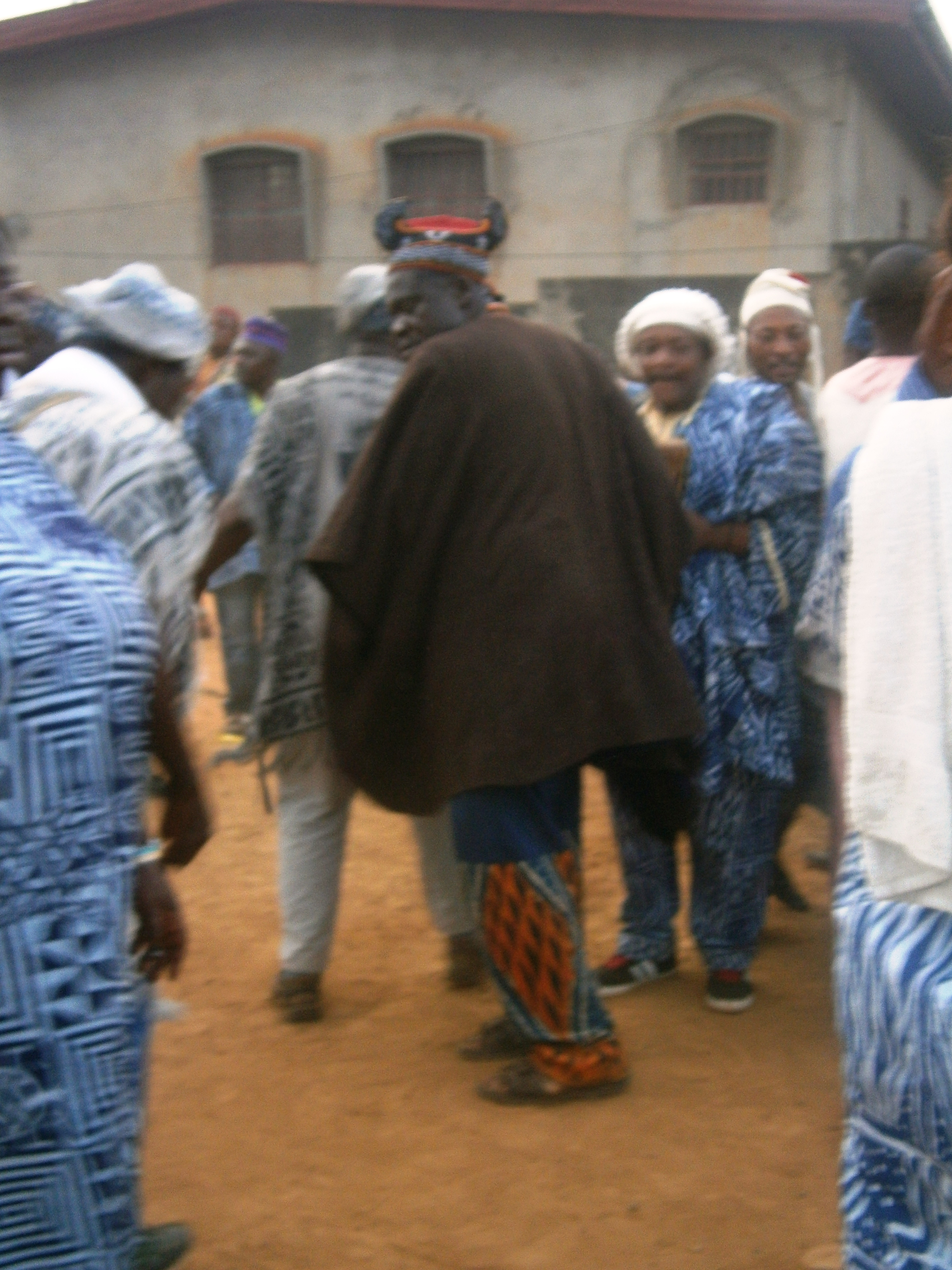
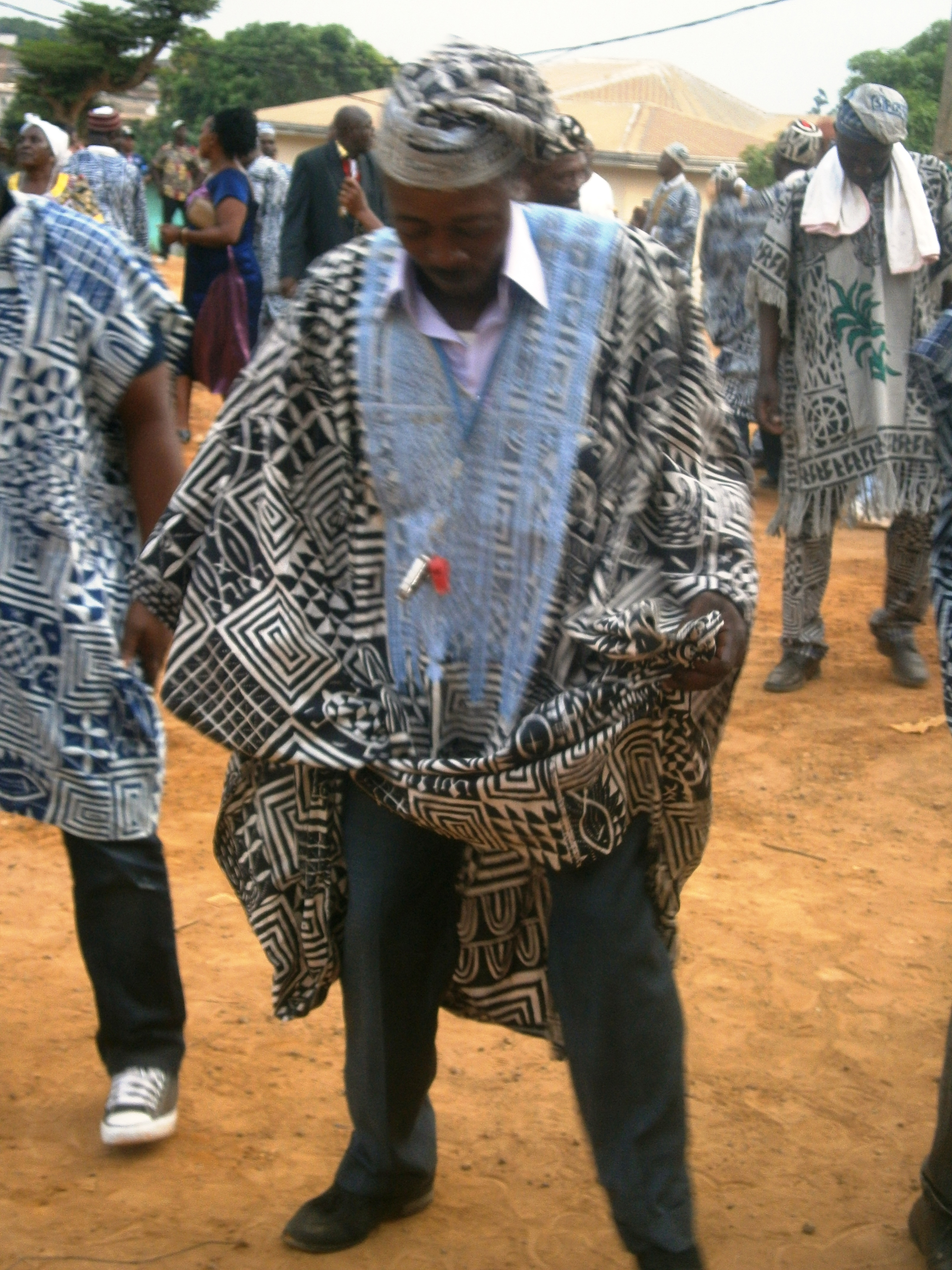
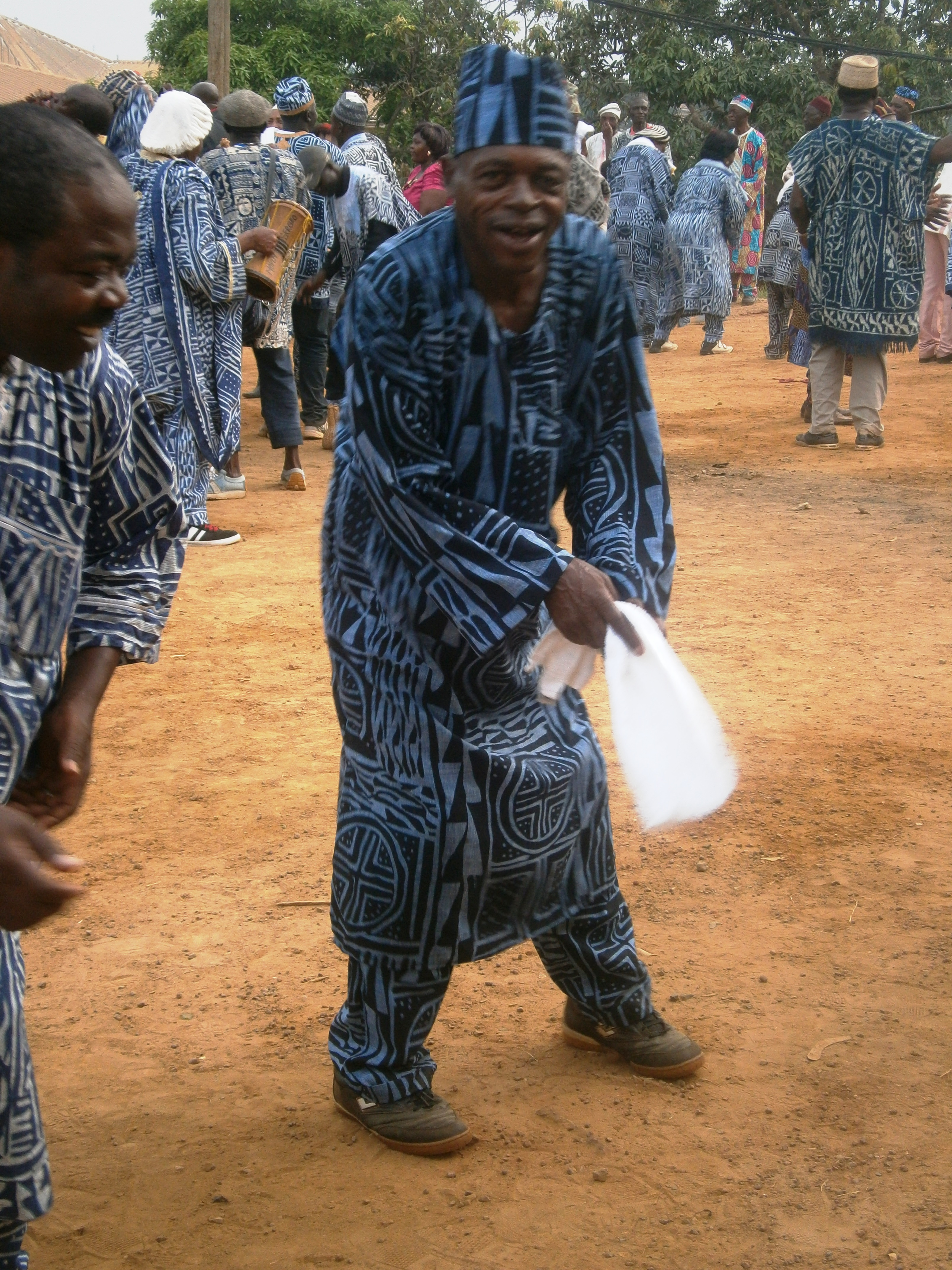
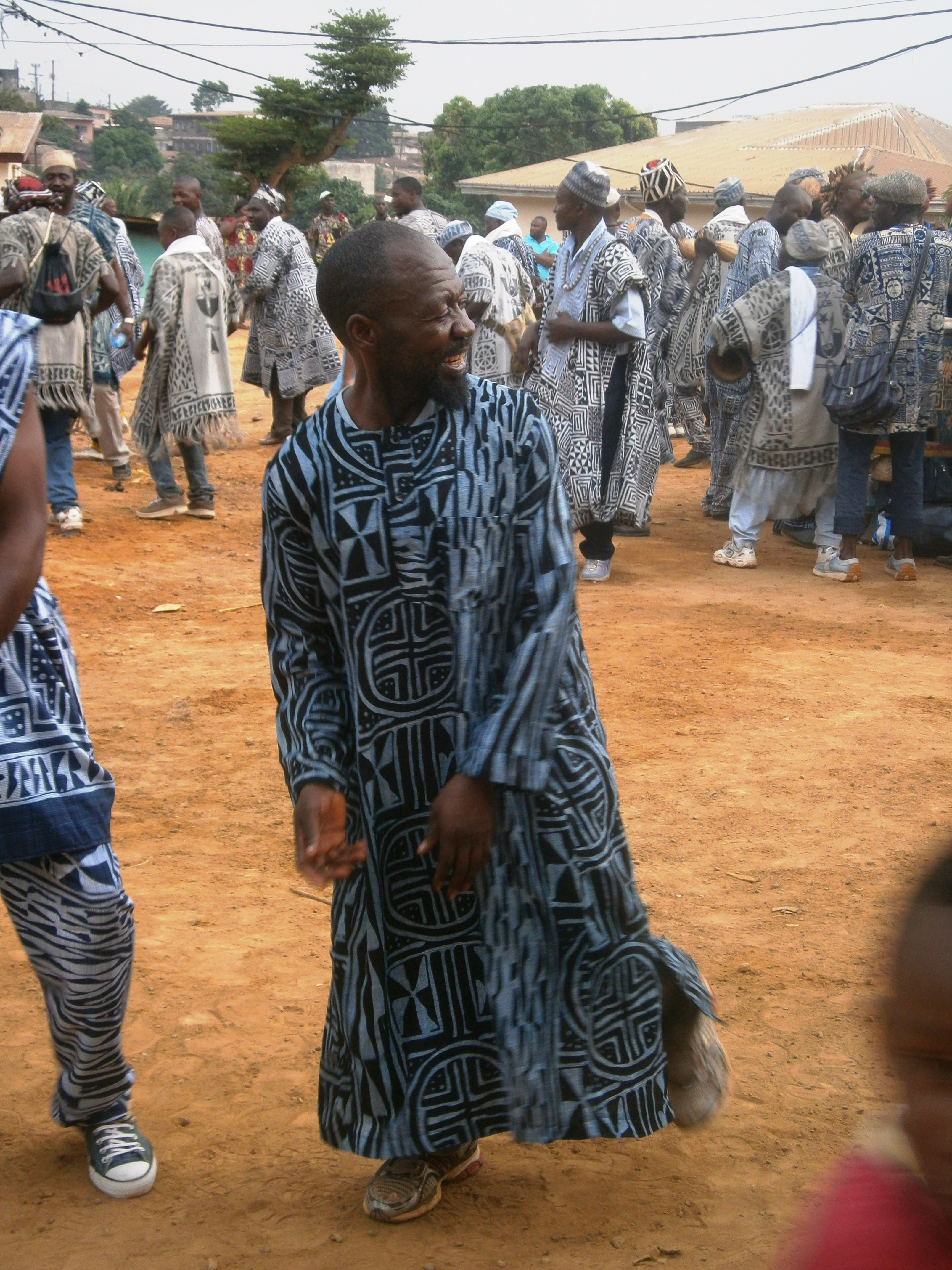

## Économie

### Artisanat et tourisme
L’artisanat est de loin la principale source d’emplois dans la ville de Foumban. Elle emploie un nombre élevé de jeunes et de moins jeunes au quotidien. L’artisanat bamoun est réputé au Cameroun et dans le monde entier pour sa qualité et sa longue histoire. Cela a conduit les Foumbanais à surnommer leur ville « cité des arts ».
De nombreux touristes viennent visiter les nombreux sites touristiques disséminés dans la ville (palais des rois bamouns, hall de la réunification etc.). La ville de Foumban compte deux grands musées, le musée du palais des rois bamouns et le musée des arts et de la tradition du quartier artisanal. Un troisième musée est en chantier. Il est organisé tous les deux ans à Foumban le Festival culturel et traditionnel Bamoun , « Festival Nguon » parrainé par le Ministère des arts et de la culture.

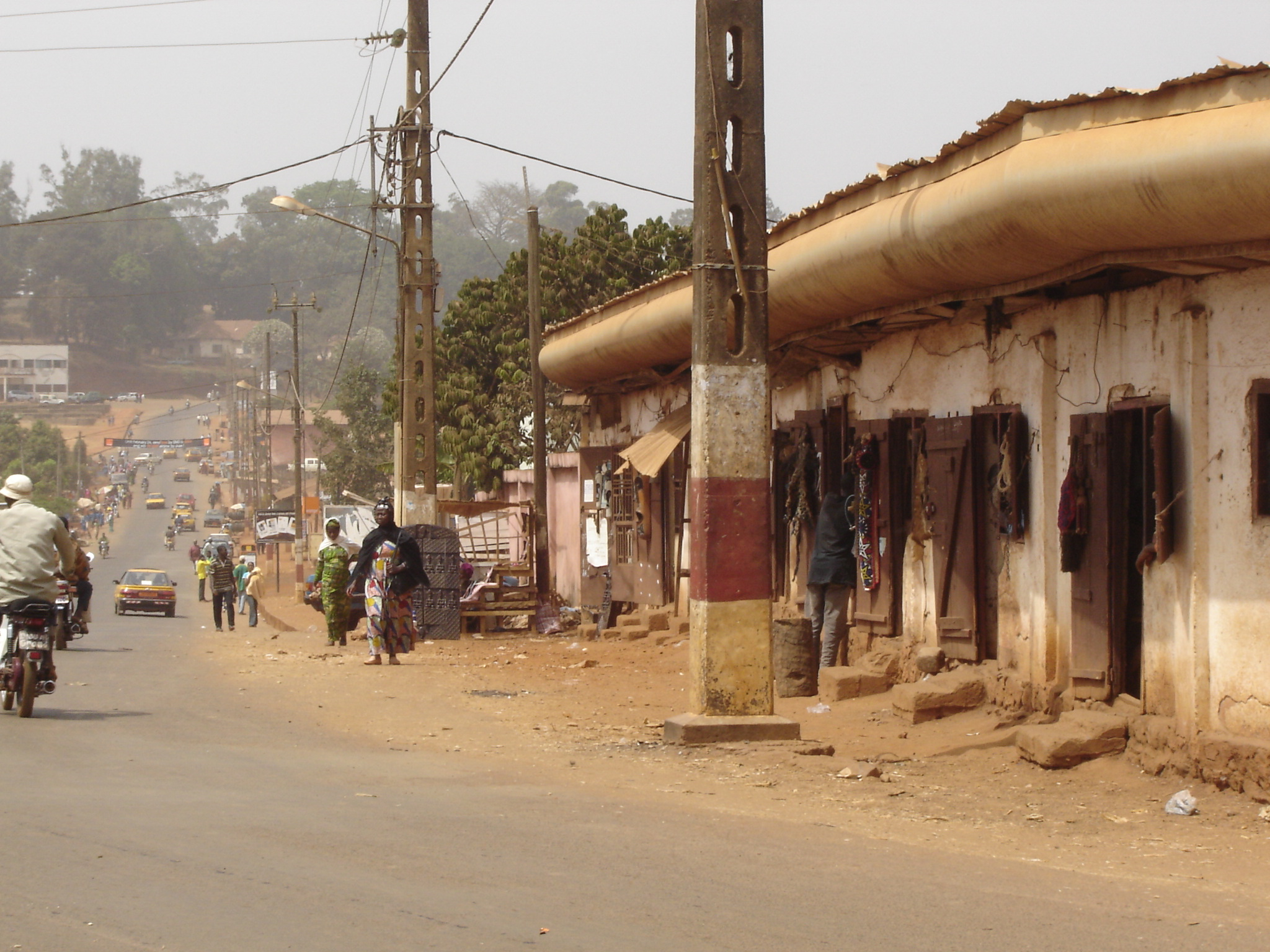

### Commerce

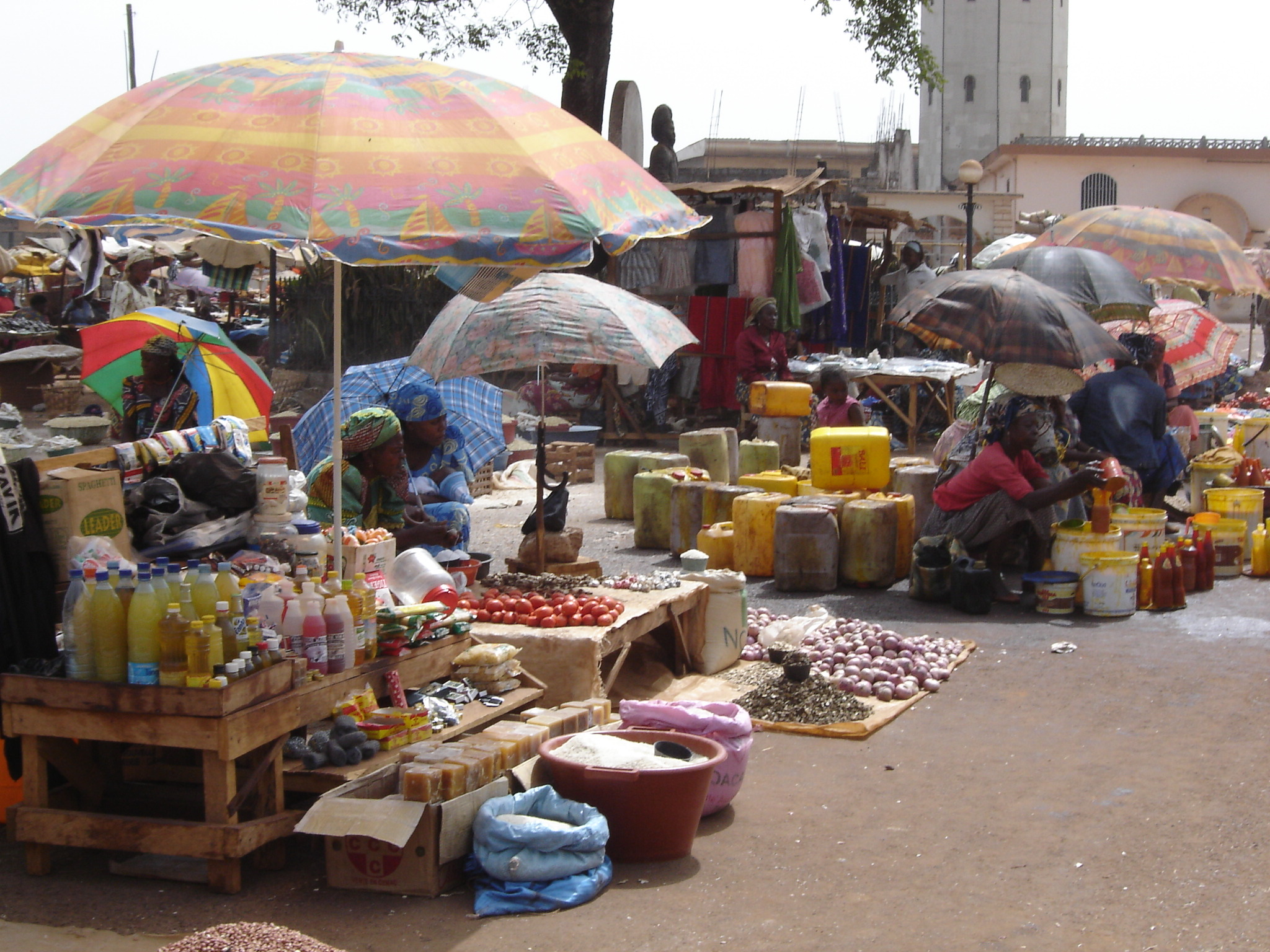
Rue du marché de Foumban.

Le marché de Foumban est un point de rencontre pour les commerçants locaux et régionaux. Il offre une grande variété de produits, allant des denrées alimentaires aux objets artisanaux. Les produits agricoles, tels que le maïs, le manioc, et les légumes, y sont abondants. L'artisanat, notamment les sculptures en bois, les masques, et les textiles traditionnels, attire de nombreux visiteurs.

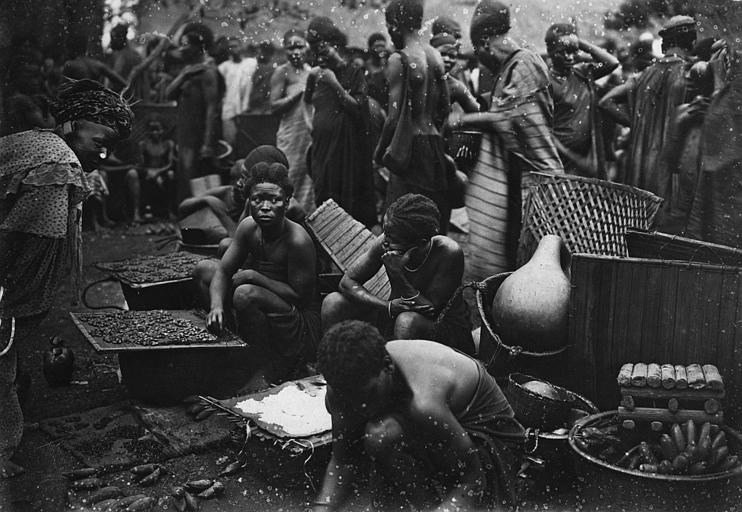
Marchandes de sel au marché de Foumban.

En plus de son rôle économique, le marché est un lieu d'échange culturel. Les artisans Bamoun y exposent leur savoir-faire, et les visiteurs peuvent découvrir l'art et la culture de la région. Le marché est également le théâtre de nombreuses festivités et événements traditionnels, renforçant ainsi son rôle dans la préservation des coutumes locales.

Malgré son dynamisme, le marché de Foumban fait face à divers défis, tels que l'infrastructure limitée et la gestion des déchets. Des efforts sont en cours pour améliorer ces aspects et promouvoir le développement durable. Le marché reste néanmoins un pilier essentiel de la vie économique et culturelle de Foumban et de sa région.

## Médias
- Quelques chaînes de télévisions camerounaises recevables à Foumban ou émettant depuis Foumban existent : CRTV, Spectrum Télévision (STV 1 et STV 2), Canal 2 international. Toutefois, de nombreux foyers reçoivent les chaînes de télévisions étrangères grâce aux récepteurs satellites.
- Quelques radios camerounaises recevables à Foumban ou émettant depuis Foumban : FM 94, CRTV radio poste national, CRTV radio station de l’ouest, radio Venus. RCN (radio communautaire du Noun), Radio Pouakhone.
- Quelques journaux écrits camerounais accessibles à la population de Foumban : Cameroun tribune, Ouest Échos, Le Messager, Mutations, La Nouvelle Expression, Le Jour.
- Quelques sites d'information en ligne accessibles à la population : AfricaPresse.com, CameroonOnline.org, CamerounVoice.com,

## Jumelage et coopération internationale
- Jouy-en-Josas (France)

## Personnalités liées à la ville

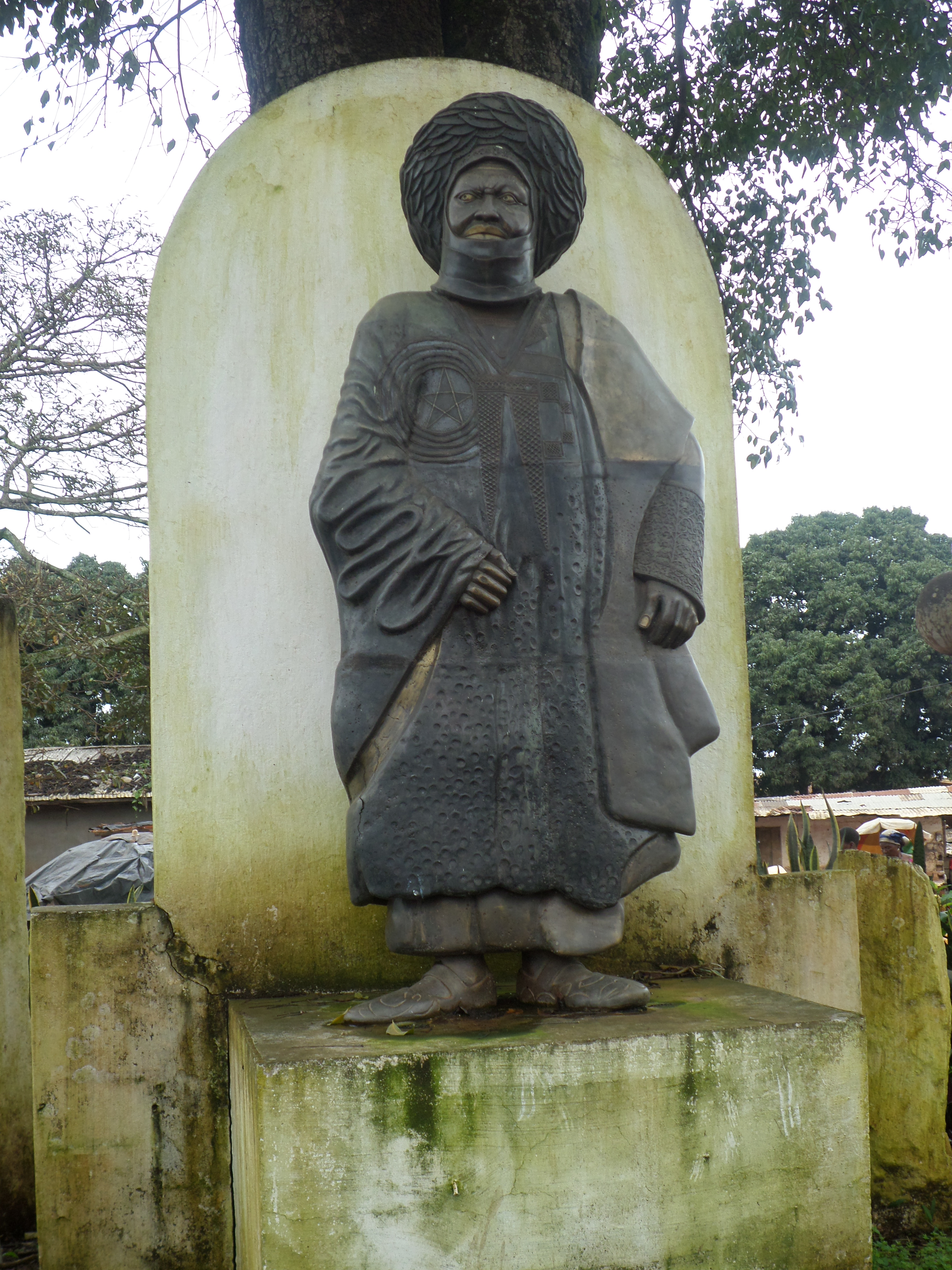
Statue njoya.

- Lydia Mangweloune (1886-1966) est une catéchumène et membre du conseil de Bamoun[10] ;
- Félix Moumié (1925-1960), indépendantiste camerounais ;
- Sultan Ibrahim Njoya, inventeur de l'écriture bamun ;
- Arouna Njoya, homme politique camerounais ;
- Jean Fochivé, homme politique camerounais ;
- Adamou Ndam Njoya (1942-2020), homme politique camerounais ;
- Mounchipou Seidou (1951-2016), homme politique camerounais ;
- Claude Ndam (1955-2020), auteur compositeur interprète ;
- Salifou Lindou (1965-), artiste contemporain ;
- Ibrahim Mbombo Njoya (1937-2021), Homme politique camerounais.